# 上野駅
上野駅（うえのえき）は、東京都台東区にある、東日本旅客鉄道（JR東日本）・東京地下鉄（東京メトロ）の駅。
1883年（明治16年）に日本鉄道の駅として開業。山手線北東部のターミナル駅であり、北関東や東北地方・北陸地方へ至る列車が数多く集結することから、古くから東京の北の玄関口として機能してきた。
JR東日本と東京メトロ銀座線の駅は上野七丁目に、東京メトロ日比谷線の駅は東上野三丁目に所在する。

## 概要
1925年（大正14年）の東北本線電車線（現在の京浜東北線）東京駅延伸までは東京市内から北へ向かう路線の正式な起点であったほか、1928年の東北本線列車線東京駅延伸まで、および1973年から2015年までの東京駅 - 上野駅間列車線分断期間は東北本線（東北線、1990年以降は宇都宮線）・高崎線や常磐線の実質的な起点となる駅で、上野駅から北へ向かう多数の寝台列車や急行列車が発着していた。1927年に開業した東京地下鉄道（現：東京メトロ銀座線）浅草駅 - 当駅間は東洋初の本格的な地下鉄路線として知られる。
1991年に東北新幹線が東京駅まで延伸、さらに2015年に上野東京ラインとして東京駅 - 上野駅間の東北本線列車線が復活したことでそれまで当駅止まりだった宇都宮線・高崎線・常磐線が東京駅を経由して東海道本線（東海道線）に直通運転を行うようになり、当駅は通過駅としての側面が強まった。在来線は全定期列車が停車するが、新幹線については東京駅に至近であることから、各路線の最速達列車を中心に当駅を通過する列車も存在する。
南側の御徒町駅方面にJRの高架に沿ってアメヤ横丁（通称：アメ横）と呼ばれる商店街が位置しており、駅周辺は繁華街が広がる。東上野はコリアンタウンでもある。山手線の繁華街の中でも今なお下町情緒を残す。駅西側には広大な面積をもつ上野恩賜公園（上野公園）が所在しており、公園内には東京国立博物館などの著名な博物館・美術館や恩賜上野動物園、不忍池が複数立地し、これらを目当てに国内外から多くの観光客が訪れる。
西側の不忍口側で京成電鉄の京成上野駅と隣接している。また東京メトロ6番出口から京成電鉄の京成上野駅、さらに上野中央通り地下歩道を経由して東京メトロの上野広小路駅・仲御徒町駅、東京都交通局の上野御徒町駅と直結している。

## 乗り入れ路線
当駅は、JR東日本の新幹線と在来線各線、および東京メトロの路線が乗り入れている。

### JR東日本
新幹線は、線路名称上は東北新幹線のみであるが 、東北新幹線経由で上越新幹線、北陸新幹線、北海道新幹線、山形新幹線、秋田新幹線が乗り入れている。JR東日本の在来線に関しても、線路名称上は東北本線のみであるが、以下のように多岐にわたる各線が乗り入れている。
- 宇都宮線・高崎線：列車線を走行する東北本線の中距離電車系統。全区間に渡り東北本線を走行する列車が「宇都宮線」と案内され[注 2]、途中大宮駅から高崎駅方面へ分岐する列車が「高崎線」と案内される[注 3]。一部は「宇都宮・高崎線」と一体化して案内される。高崎線の一部列車は上越線・両毛線へ直通運転する。駅番号はJU 02。
- 京浜東北線：電車線を走行する東北本線の近距離電車系統。駅番号はJK 30。
- 山手線：電車線を走行する環状路線。駅番号はJY 05。
- 常磐線（快速）- ■中距離列車も含む：線路名称上の起点は日暮里駅だが、東北本線上の専用線路を介して当駅まで乗り入れている。駅番号はJJ 01。
- 上野東京ライン：当駅・東京駅間の列車線（東北縦貫線）を経由して、宇都宮・高崎・常磐線が東海道本線列車線（系統路線名東海道線、一部は更に伊東線）へ直通運転する列車の運転系統愛称[注 4]。

JR東日本公式サイトにて記載されている当駅の「所属路線」は、京浜東北線、常磐・成田線、常磐線、高崎線、東北本線、山手線、秋田新幹線、上越新幹線、東北新幹線、北陸新幹線、山形新幹線の11路線となっている。なお、スリーレターコードとして「UEN」が付与されている。
原則として各系統毎に専用の線路が割り当てられているが、宇都宮線・高崎線と常磐線の一部列車は線路を共有している。これは上野東京ラインの開業に伴い、常磐線が乗り入れるために平面交差を行うようになったためである。
上野駅の事務管コードは、▲441003となっている。

### 東京メトロ
東京メトロは銀座線と日比谷線の2路線が乗り入れている。
- 銀座線：駅番号はG 16。
- 日比谷線：駅番号はH 18[注 6]。

## 歴史

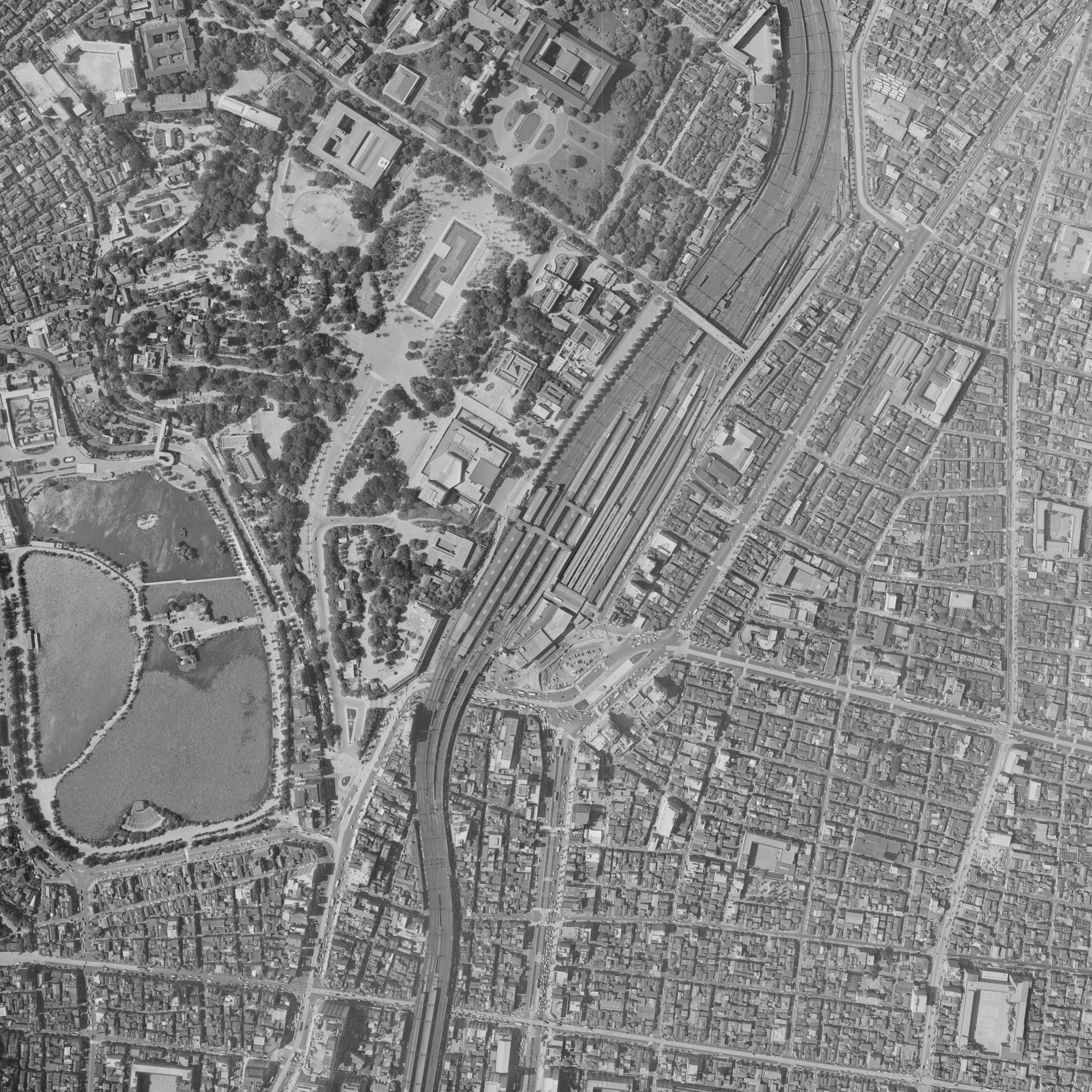
上野駅周辺の白黒空中写真（1963年6月撮影）

日本鉄道は上野 - 熊谷間の開業に先立ち、1882年（明治16年）11月に寛永寺の子院跡約29,800坪（約98,512平方メートル）を東京府より借り受けて上野駅の用地とした。1883年（明治16年）7月28日に同線の仮開業に伴い上野駅を開設し、8月から貨物、10月より郵便物の取り扱いを始めた。1884年（明治17年）6月28日に仮駅舎で開業式が行われ、1885年（明治18年）に煉瓦造りの237坪（約783m2）の本駅舎が竣工した。この初代駅舎は三村周が設計、毛利重輔が監督を行い、中央の平屋部分に出札広場とコンコース、両翼に待合室を設置したH型平面の構造で、当時の汐留駅や横浜駅を踏襲した形となっている。
1885年（明治18年）に大宮駅から宇都宮駅に至る区間が開通すると、上野駅は東京側のターミナルとして繁盛した。当初は1つの駅構内に旅客・貨物・車両基地の機能を併設していたが、次第に鉄道輸送の需要が伸びると構内が手狭になった。駅周辺の道路が狭隘で、旅客を輸送する馬車鉄道や貨物を輸送する大八車が輻輳したために、旅客と貨物の機能を分離することが計画された。1890年（明治23年）11月1日に南方に地上の貨物線を開通させ、新たに設置された秋葉原貨物取扱所へ貨物取扱を移転した。1896年（明治29年）12月25日に開業した隅田川駅にも荒荷の扱いなどを分散移転して、上野駅は12月1日に旅客専用駅となった。1900年（明治33年）に日本鉄道が駅前広場に110坪（約364平方メートル）で2階建ての上野待合店を建設し、飲食店、喫茶店、雑貨販売店、理髪店などが入居したが、1922年（大正11年）に撤去された。
1905年（明治38年）4月1日に常磐線の三河島 - 日暮里間が開通し、それまで田端駅で折り返して運転していた常磐線の列車が直接上野駅へ乗り入れた。この年に新橋 - 上野間の高架旅客線の建設とそれに伴う上野駅の改築が決議されている。1906年（明治39年）に、日本鉄道の国有化に伴い上野駅も国有化され、1909年（明治42年）10月に秋葉原 - 上野 - 青森間が東北本線と定められた。12月16日に山手線の烏森 - 品川 - 新宿 - 池袋 - 田端 - 上野間で電車の運転が開始され、上野駅はその一方の端となった。
上野駅の利用者は増加を続け、1917年（大正6年）の駅構内は事務所9棟、倉庫10棟、その他売店などが44棟が立ち並んでいた 。1923年（大正12年）9月1日の関東大震災で初代駅舎が焼失し、23日に仮駅舎で営業を再開した。1923年から鉄道省東京改良事務所が上野駅周辺の改良工事を開始し、1925年（大正14年）3月1日に東京駅 - 上野駅間の東北本線電車線が開通。現在の京浜東北線に当たる路線が接続された。併せて上野駅と新橋駅とを結ぶ高架旅客線が開通して山手線の環状運転が始まり、東京の都市内交通である山手線と、東北・常磐・高崎など長距離幹線を接続する駅として機能した。また、1928年（昭和3年）には現在のJR宇都宮線にあたる東北本線列車線の上野駅 - 東京駅間が開通し、東京の都市内交通の電車だけでなく、列車も含めて東北本線の途中駅となった。
1930年（昭和5年）3月1日に地鎮祭が行われて改築工事が始まり、1932年（昭和7年）4月2日に2代目の駅舎が落成、5日から営業を開始した。この駅舎は利用者の安全を配慮して、乗車客は1階の車寄せから列車ホームへ、降車客は地下1階の車寄せへ、それぞれの動線が設計された。外壁は多胡石と小松石の砕石が入ったモルタル塗りで、臍壁は花崗岩が用いられた。本屋の中央に設置した30×20.3×13.25メートルの広間空間が構造上の特徴で、正面玄関の機能を有し、2階部に業務エリアの移動のための回廊が設けられていた。秋葉原の貨物取扱設備が高架上に移転したことを受け、東西交通を遮断するなど難点が多かった地上の貨物線は、駅舎完成後の7月1日に廃止されている。
過去においては代表的な帰省客の玄関口であり、1965年（昭和40年）の例では8月10日から8月14日までの5日間に約90万人が利用した。お盆や年末年始の多客時には押しかける乗客を駅構内だけではさばききれず、駅舎に隣接して大型テントを連接したテント村を設営。待機列を整理、誘導する時代が続いた。

### 年表
- 1883年（明治16年）7月28日：日本鉄道上野 - 熊谷間の駅として開業[10]。
- 1885年（明治18年）7月16日：初代本駅舎が竣工[10]。
- 1890年（明治23年）11月1日：上野 - 秋葉原間が貨物線として開通[10]。上野から貨物の取り扱いを秋葉原に移転して貨客分離。
- 1906年（明治39年）11月1日：鉄道国有法により、国有化[10]。
- 1909年（明治42年）
  - 10月12日：線路名称の制定により、東北本線の所属となる[10]。
  - 12月16日：山手線の電車運転を開始。
- 1912年（明治45年）1月8日：日本初の発車ベルを導入。
- 1925年（大正14年）11月1日：上野 - 東京間の東北本線電車線（現・京浜東北線）、高架旅客線が開業[10]。
- 1926年（大正15年）4月25日：上野駅、東京駅で入場券の自動券売機（10銭）が稼働し始めた[新聞 2]。
- 1927年（昭和2年）12月30日：東京地下鉄道（現・東京メトロ銀座線）の浅草駅 - 上野駅間が開通[10]。
- 1928年（昭和3年）
  - 4月1日：上野 - 東京間の東北本線列車線（現・宇都宮線）が開通。
  - 6月8日：貴賓室前で田中義一首相が暴漢から襲撃を受ける。田中は護衛の警察官に護られ無傷であったが、一緒に居た松村光三議員が軽傷を負った[新聞 3]。
- 1932年（昭和7年）4月3日：新駅舎が落成[8]。
- 1941年（昭和16年）9月1日：陸上交通事業調整法により、東京地下鉄道が路線を帝都高速度交通営団（営団地下鉄）に譲渡。
- 1949年（昭和24年）6月1日：日本国有鉄道が発足。
- 1956年（昭和31年）11月18日：常磐線列車ホームと京浜東北線・山手線ホームとをむすぶ跨線橋を増設[新聞 4]。
- 1961年（昭和36年）3月28日：営団地下鉄日比谷線の駅が開業[11]。
- 1964年（昭和39年）10月1日：一部の急送品（郵便・新聞等）を除いて荷物の取り扱いを隅田川駅に移管。
- 1965年（昭和40年）4月1日：公園口駅舎を改築し、2階建て駅舎となる[新聞 5]。
- 1970年（昭和45年）
  - 4月5日：旅行センターが開業[12]。
  - 9月30日：高架第6ホーム（11・12番線）が使用を開始[新聞 6]。地上・高架のホーム改良工事が完成する。
  - 12月20日：大連絡橋の使用開始[新聞 7]。
- 1973年（昭和48年）：東京 - 上野間の東北本線列車線が廃止され、東北本線から東海道線への直通列車も廃止となる。
- 1976年（昭和51年）10月12日：タバコの投げ捨てが原因で、駅構内の電報電話局から出火。乗客らが避難する騒ぎとなった[新聞 8]。
- 1984年（昭和59年）6月29日：国鉄中央広場に巨大パンダ像が設置される[新聞 9]。
- 1985年（昭和60年）3月14日：東北新幹線の上野駅が開業[10]。
- 1987年（昭和62年）4月1日：国鉄分割民営化に伴い、国鉄の駅は東日本旅客鉄道（JR東日本）の駅となる。
- 1990年（平成2年）
  - 3月10日：指定券自動券売機「トラベル・エディ」2台を試験導入[新聞 10]。
  - 5月19日：浅草口に自動改札機を設置し、供用を開始[13]。
  - 10月20日：不忍口に自動改札機を設置し、供用を開始[13][新聞 11][新聞 12]。
  - 12月15日：公園口に自動改札機を設置し、供用を開始[13]。
- 1991年（平成3年）
  - 2月2日：中央口に自動改札機を設置し、供用を開始[13]。
  - 6月20日：東北新幹線が東京駅まで延伸[10]。
- 1993年（平成5年）11月4日：営団地下鉄で継続定期券発売機を導入[14][注 7]。
- 1995年（平成7年）：新幹線ホーム周辺の地下水上昇対策として、同ホームに37,000トンの鉄塊を設置。
- 1997年（平成9年）
  - JR東日本の駅が「関東の駅百選」に認定される。選定理由は「いつの時代にもふるさとへの郷愁をそそる、首都圏の北の玄関口」。営団は認定対象外。
  - 10月16日：新幹線乗換改札口に自動改札機を導入（JR東日本管内の新幹線各駅で初導入）[報道 1][15]。
- 1999年（平成11年）
  - 3月31日：駅レンタカー営業所の営業を終了[16]。
  - 9月11日：地平ホーム18番線が廃止[新聞 13]。
- 2000年（平成12年）10月1日：上野駅東西自由通路が開通[17]。
- 2001年（平成13年）11月18日：JR東日本でICカード「Suica」の利用が可能となる[報道 2]。
- 2002年（平成14年）2月22日：JR東日本の駅がリニューアル。商業施設「アトレ上野」が開業[報道 3]。
- 2003年（平成15年）10月12日：新幹線でSuica FREX定期券およびSuica FREXパル定期券の利用が可能となる[報道 4]。
- 2004年（平成16年）4月1日：営団地下鉄の民営化に伴い、銀座線・日比谷線の駅は東京地下鉄（東京メトロ）に継承される[報道 5]。
- 2007年（平成19年）3月18日：東京メトロでICカード「PASMO」の利用が可能となる[報道 6]。
- 2009年（平成21年）2月20日：銀座線上野駅に駅チカ商業施設「エチカフィット上野」が開業[報道 7]。
- 2012年（平成24年）10月30日：銀座線上野駅に発車メロディを導入[報道 8]。
- 2013年（平成25年）7月28日：13番線に発車メロディを導入[新聞 14]。
- 2015年（平成27年）
  - 3月14日
    - 北陸新幹線が開業し、「かがやき」・「はくたか」の一部が当駅に停車する。
    - 上野東京ライン（東北縦貫線）が完成し、従来当駅終着（始発）であった宇都宮線・高崎線・常磐線（快速）の一部列車が東京駅、およびその先の東海道本線へ乗り入れを開始。
    - 16・17番線の特急乗換改札口が廃止される。
    - 寝台特急「北斗星」が定期運行を終了し、上野駅を始発・終着とする定期運行の寝台特急列車が消滅する。

  - 3月29日：東京メトロのお忘れ物総合取扱所が飯田橋駅へ移転する。
  - 7月21日：5番線から10番線に発車メロディを導入。
  - 8月21日：寝台特急「北斗星」の下り最終列車が発車。
  - 8月23日：寝台特急「北斗星」が上り最終列車到着で運行を終了し、日本の「ブルートレイン」と呼ばれる寝台特急列車は全て消滅する。
  - 12月12日：山手線のホーム（2・3番線）でホームドアの使用を開始。
- 2016年（平成28年）
  - 3月12日：銀座線1番線ホームでホームドアの使用を開始[報道 9][18]。
  - 3月19日：寝台特急「カシオペア」の下り最終列車が発車。
  - 3月21日：寝台特急「カシオペア」が上り最終列車到着で運行を終了し、当駅発着の寝台特急列車及び夜行列車は全て終了した[注 8]。
  - 11月1日：13番線と16・17番線の発車メロディが入れ替えられる。
- 2017年（平成29年）
  - 5月1日：クルーズトレイン「TRAIN SUITE 四季島」が運行を開始し[報道 10]、専用ラウンジ「プロローグ四季島」と専用ホーム「新たな旅立ちの13.5番線ホーム」の供用を開始[報道 11]。
  - 12月14日：駅チカ商業施設「エチカフィット上野」がリニューアルオープン[報道 12]。
  - 12月20日：京浜東北線ホーム（1・4番線）でホームドアの使用を開始[報道 13]。
- 2018年（平成30年）4月1日：タッチでGo!新幹線のサービスを開始[報道 14][報道 15]。
- 2019年（平成31・令和元年）
  - 4月20日：東京文化会館での「オペラ夏の祭典2019-20 Japan Tokyo World」開催に伴い、山手線ホームの発車メロディを「トゥーランドット」に変更する（7月20日まで使用）[報道 16]。
  - 11月9日：山手線ホームの発車メロディを「ニュルンベルクのマイスタージンガー」に変更する[報道 17]（翌年9月12日まで使用）。
- 2020年（令和2年）
  - 2月7日：日比谷線上野駅に発車メロディを導入[19]。
  - 3月14日：新幹線eチケットサービスを開始[報道 18]。
  - 3月20日：JR東日本で公園口駅舎および公園改札を移設[報道 19]。
- 2021年（令和3年）
  - 7月1日：JR東日本の中央改札外に駅ナカシェアオフィスのブース型オフィス「STATION BOOTH」が開業[報道 20]。
  - 11月13日：公園口改札内の連絡通路に「YAMANOTE LINE MUSEUM」が開設[報道 21]。
  - 12月12日：びゅうプラザの営業を終了[20]。

## 駅構造

### JR東日本
中央改札上に1951年（昭和26年）展示の猪熊弦一郎作の壁画『自由』があり、当駅を代表する光景ともなっている。下部にLED式発車標が設置され、新幹線開業前は、東北・奥羽・磐越西線は緑（杜の都・仙台をイメージ）、高崎・上越線は黄（越後平野の稲穂をイメージ）、高崎・信越線はピンク（信州のりんごをイメージ）、常磐線は青（太平洋の海をイメージ）、東北新幹線大宮開業時に設定された「新幹線リレー号」はクリーム色と、方面別に色分けされた木製の発車案内板が使用され、ホームにも後から幕式の発車標が設置されていた。
グランドコンコースの中央改札内に朝倉文夫作のブロンズ像『つばさの像』、改札外広小路口に朝倉作の『三相』がある。『つばさの像』は1958年（昭和33年）10月10日に初の東北特急「はつかり」運転開始と駅開業75周年を記念して台東区が寄贈したもので、当初は広小路口に設置された。『三相』は、1958年（昭和33年）10月10日に駅開業75周年記念式に列席した朝倉が、駅が朝倉自身と誕生を同じくしていることを知り、深く喜懌になり、記念に台東区を通じ贈られたもので、三相は知、情および意である。券売機上壁面に、東北上越新幹線上野駅開業を記念して制作された平山郁夫原画・制作のステンドグラス『ふる里日本の華』（1985年〈昭和60年〉）がある。豊かな水と緑を背景に四季折々の美しさを屏風絵ふうに配し、沿線各地の代表的な花・まつり・風物をあしらいふる里への思いを表現した、きわめて日本的なモチーフと構成に特徴がある。
バブル期に磯崎新設計による地上300.3メートルの超高層駅ビルに建て替える構想があったが、1992年（平成4年）にJR東日本は「この高さでは効率的な利用ができない」として計画の見直しを発表した。
コンコースは、地上と（旧）公園口通路（3階南側）、大連絡橋通路（3階北側）、大連絡橋連絡通路（公園口通路と大連絡橋通路を連絡する）、新幹線地下コンコース（地下）がある。新幹線コンコースは、地上の中央改札から入場して右側の新幹線改札を経て向かう。
改札は、中央改札（1階）、不忍改札（中2階）、公園改札（3階・大連絡橋通路西端）、入谷改札（3階・旧公園口通路東端）の計4か所である。このうち、不忍改札と公園改札にはお客さまサポートコールシステムが設置されており、一部の時間帯はインターホンによる案内となる。かつては、期間・時間が限定された臨時改札として、Suica専用（簡易Suica改札機設置）の公園臨時改札があったが、2020年（令和2年）3月20日に新しい公園口駅舎が供用開始され、公園改札が（旧）公園口通路西端から大連絡橋通路西端の公園臨時改札跡地へ移設された。改札内改札として先述の新幹線改札があり、以前はそれに加え、在来線特急乗換（16・17番線入出場）改札が地上および3階にそれぞれあったが、元々寝台特急は13番線などを利用していたほか、2014年（平成26年）3月15日のダイヤ改正から高崎線特急が14・15番線に、2015年（平成27年）3月14日の改正（上野東京ライン開業）から常磐線特急のうち東京方面に乗り入れる列車が8・9番線を発着するようになり、特急列車の発着ホームが分散されたため、2015年（平成27年）3月13日をもって廃止され、自由に出入りできるようになった。
出口は、地上の中央改札正面の「広小路口」「正面玄関口」や同左手の「浅草口」、中2階の不忍改札からは地上の「不忍口」「山下口」、3階の入谷改札からは2階の「東上野口」、3階の「パンダ橋口」、地上の「入谷口」などが利用できる。同じく3階の公園改札からは3階の「公園口」に直結していて、上野恩賜公園へ歩行者空間が直結されている。正面玄関口および広小路口の出口からは、国道4号（日光街道）などを跨ぐ歩道橋が利用できる。2000年（平成12年）10月には、駅を東西に跨ぐように「上野駅東西自由通路」（長さ220メートル、幅20メートル）が架けられ、自由に歩くことができようになり、2001年（平成13年）に、愛称が「パンダ橋」に決まり、2002年（平成14年）に橋の西端下に「パンダ橋」と彫られた、高さ1.3メートル、幅2.5メートルの稲田石（白御影石）の石碑が建てられた。駅構内にはジャイアントパンダの像が2つあり、実物の倍の大きさはある巨大なジャイアントパンダ像はパンダ橋口を出て右の所に、もう一つの小パンダ像は、大連絡橋コンコースにあったが、2017年（平成29年）12月に小パンダ像も大パンダ像のある場所に移設された。
京成電鉄の京成上野駅へは不忍口を出るように案内サインが設置されている。JRと京成線の連絡は、山手線・京浜東北線で北側に2駅進んだ日暮里駅が通常利用されている。上野駅と京成上野駅の両駅を連絡駅とした定期券は発売している。
地下鉄各線の連絡は、中央改札近くにある階段・エスカレーターを利用するルートが主だが、入谷改札からの動線も案内されている。
在来線のトイレは中央改札口入って正面にある駅弁店・土産物店（洋菓子）の裏側（地上。頭端式ホーム14・15番線ホームおよび16・17番線ホームの延長線上）、3・4番線ホームへの階段と5・6番線ホームへの階段との間（中2階コンコース）、9・10番線ホームと11・12番線ホームとを連絡する箇所（2階）、公園口改札前（3階）、エキュート上野内1階に直結するエスカレーターの向かい側（3階）の計5か所である。なお、2020年（令和2年）3月の公園口駅舎移設後の同年6月17日に公園口改札外（2階）が供用開始された。
2009年（平成21年）3月16日に、上野中央通り地下駐車場および周辺のJR上野駅・御徒町駅、東京メトロ上野駅・上野広小路駅・仲御徒町駅、京成上野駅、都営上野御徒町駅、を結ぶ地下通路が、東京都の整備で供用開始された。この8駅と上野駅は同一駅として扱わないが、東京メトロ上野駅、京成上野駅は定期券の連絡駅として扱う。
東北新幹線の開業に伴い、並行する在来線の特急列車の大半が廃止されたため、地上ホームの19・20番線が廃止され、長野新幹線開業後の1999年（平成11年）9月には18番線も廃止された。跡地の東京方と東上野口・入谷口には2006年（平成18年）7月19日からフィットネスクラブのジェイアール東日本スポーツ（現・JR東日本スポーツ）が入居している。ホーム中央付近も途中まで取り壊されたが、日暮里方はホームがほぼ原型を留めたままで社員専用通路として使用されているのが、他のホームから確認できる。
東北新幹線開業以前は、北関東、東北・信越・北陸方面へ向かう東北本線、日光線、磐越西線、奥羽本線、高崎線、両毛線、上越線、信越本線、吾妻線、羽越本線、常磐線の各特急・急行など長距離優等列車が数多く発着していたが、新幹線開業のため並行する在来線の優等列車は次第に廃止となり、地上ホームは削減されて跡地が新幹線ホームへ向かうコンコースとなり、現在は中距離電車が増発されて、発着列車の大半が宇都宮線、高崎線、常磐線の北関東方面へ向かう近郊・中距離電車となっている。
当初、高架ホームは常磐線各列車主体に使用され、高架ホームを発着する東北・上信越方面各列車はごく一部であった。地平ホームは、常磐線列車の発車が無く東北・上信越方面各列車の専用であった。特急・急行列車が増発されて中距離通勤客が増加すると、地平ホームは特急中心に、高架ホームは各線普通列車中心にそれぞれ運用され、上野東京ライン開業直前の時期は宇都宮線と高崎線の普通列車は5 - 8番線の高架ホームと13 - 15番線の地平ホームのいずれかに、常磐線の普通列車は9・10番線、快速電車は11・12番線に発着したが、9番線に到着する宇都宮線・高崎線列車、8番線や地平ホームに到着する常磐線普通列車もわずかに存在した。以前は8番線発の常磐線列車や9番線発の高崎線列車もあった。
直営駅で、鶯谷駅と御徒町駅を管理下に置く。

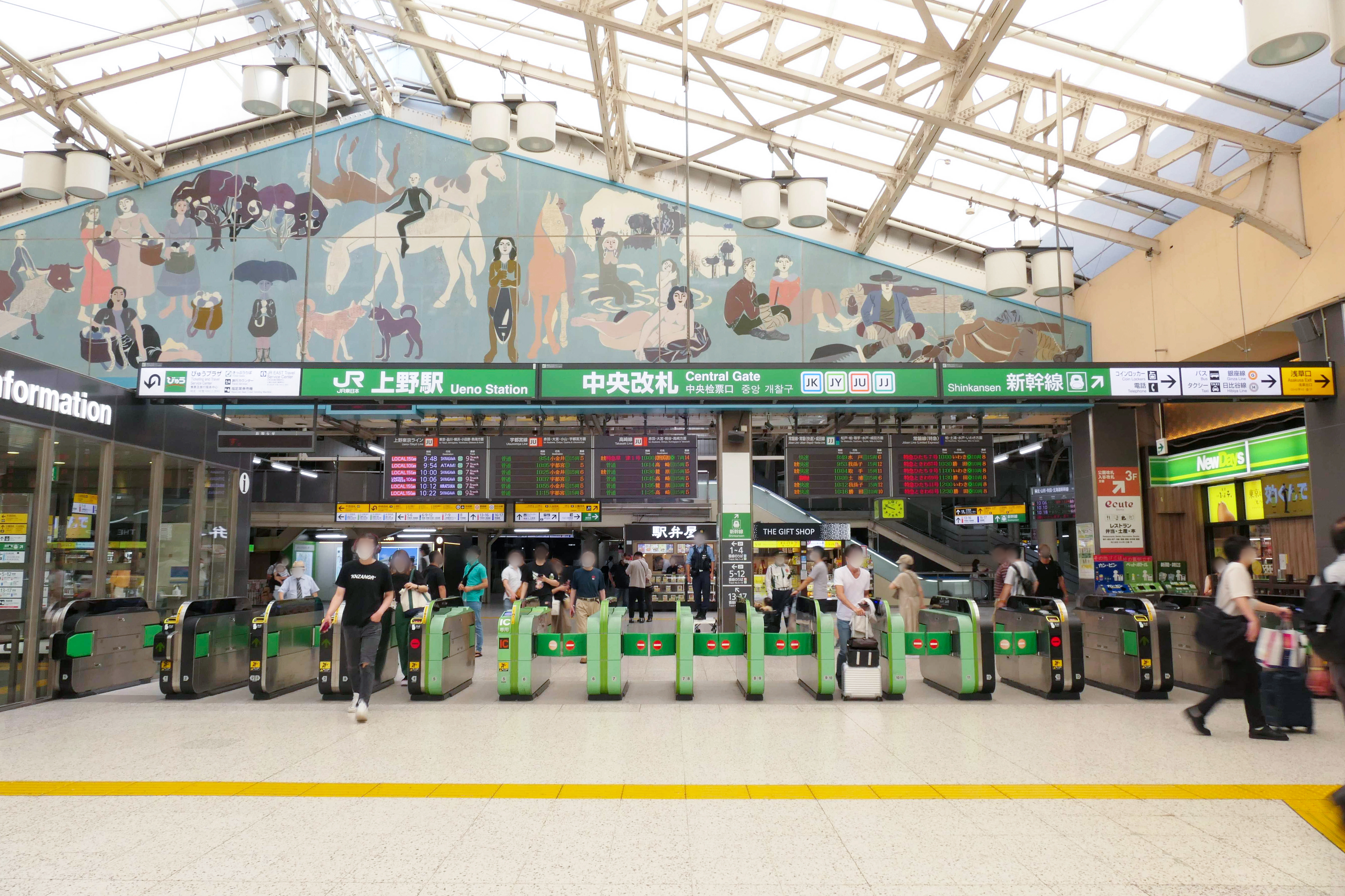
中央改札（2021年8月）
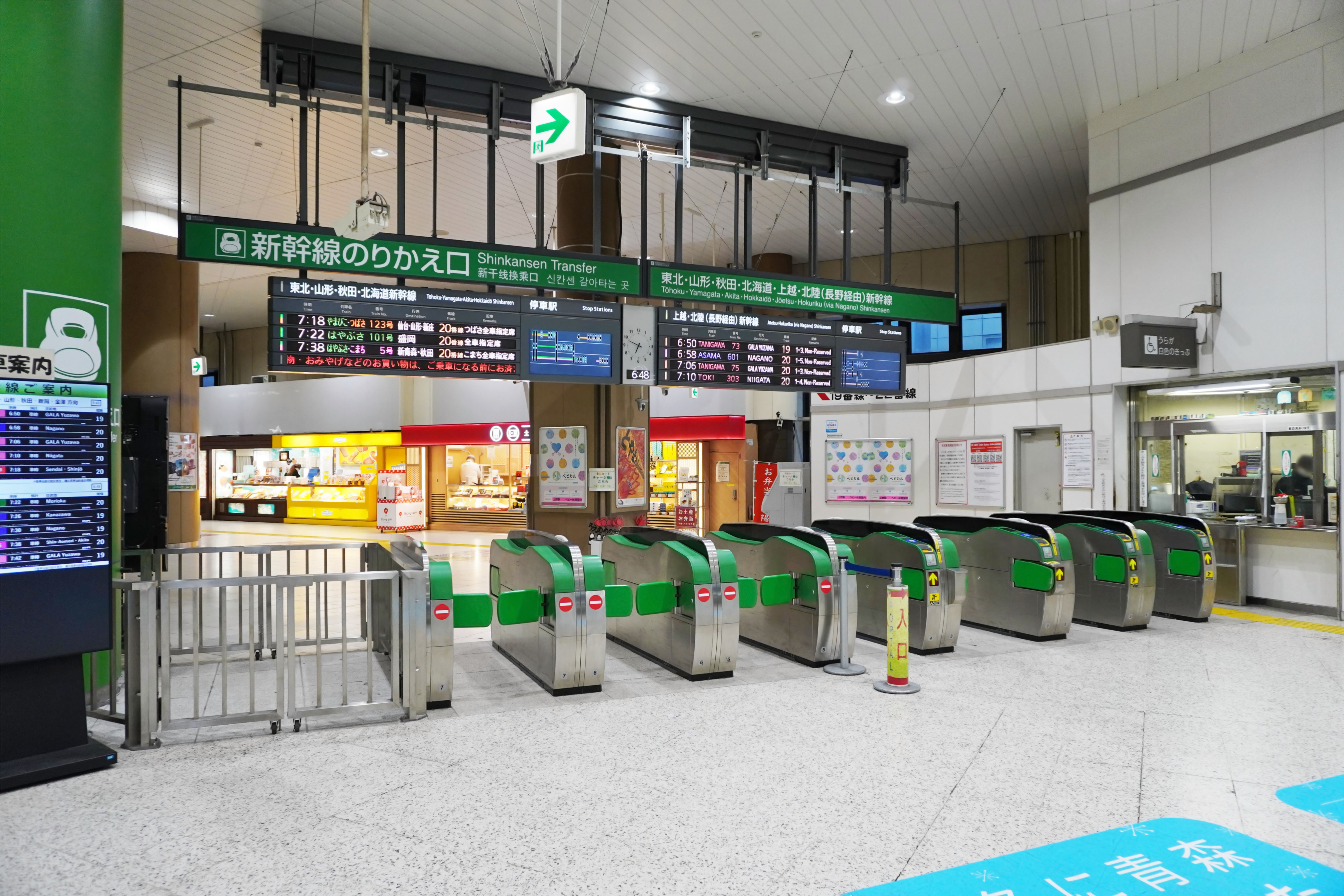
新幹線のりかえ口（2023年2月）
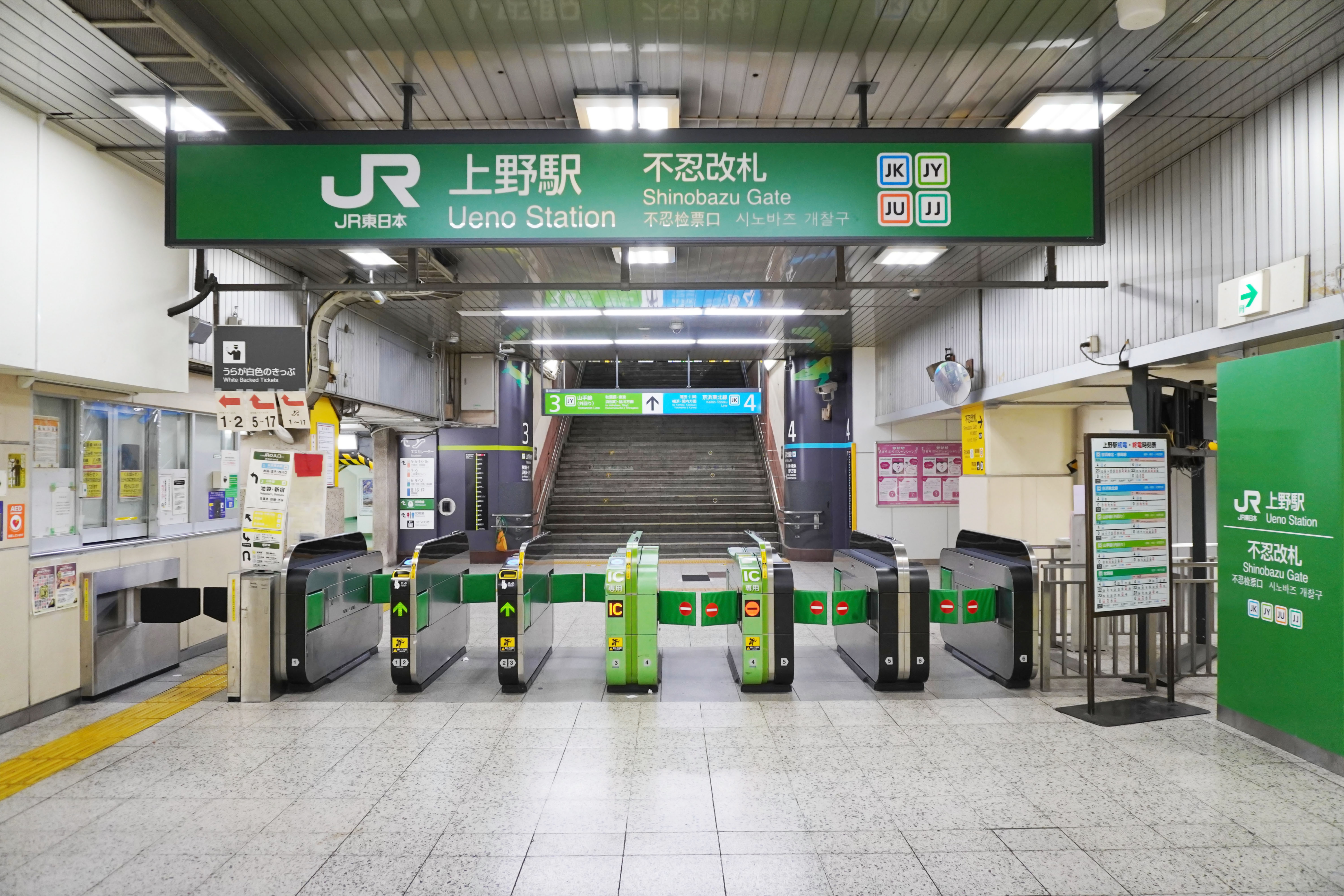
不忍改札（2023年2月）
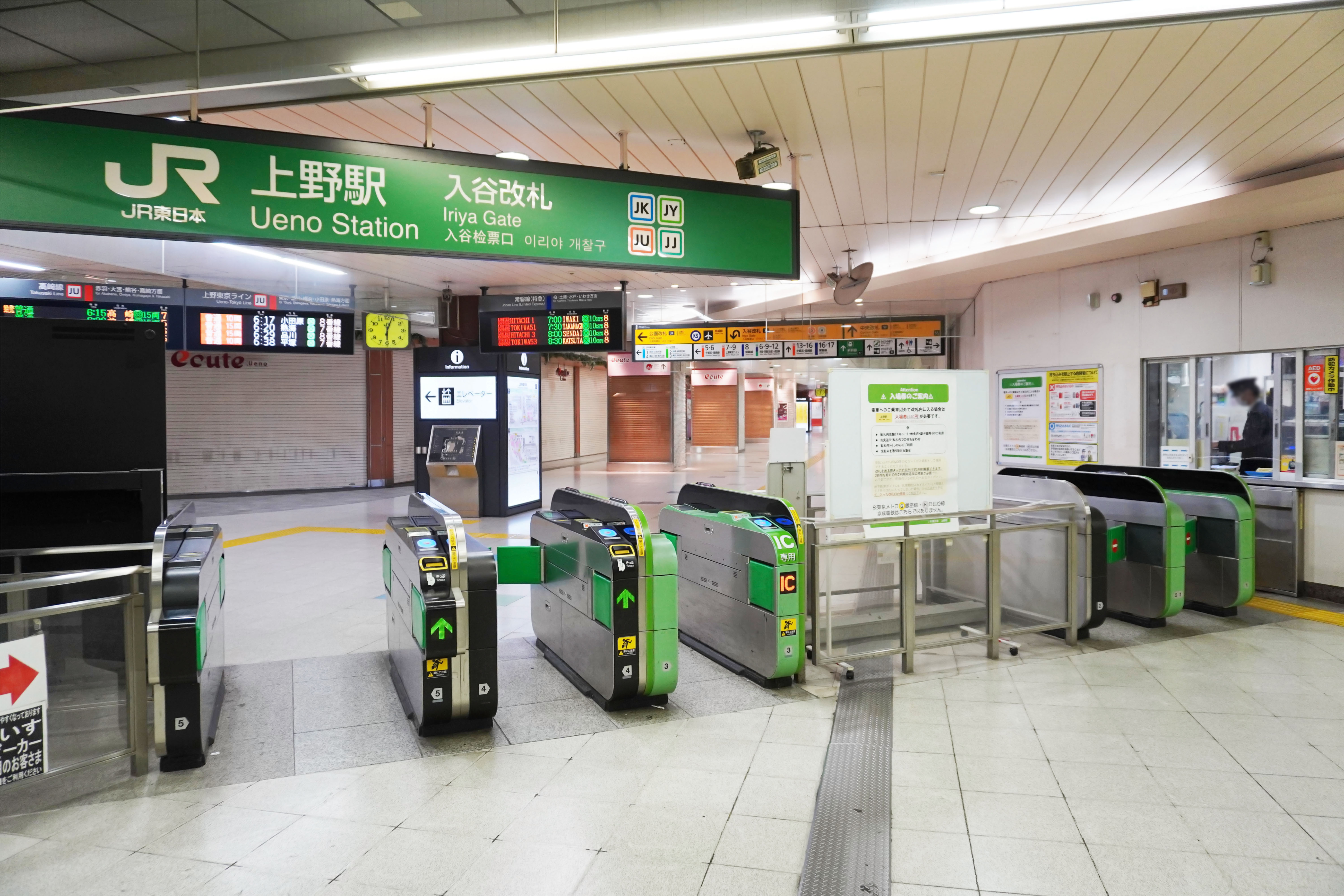
入谷改札（2023年2月）
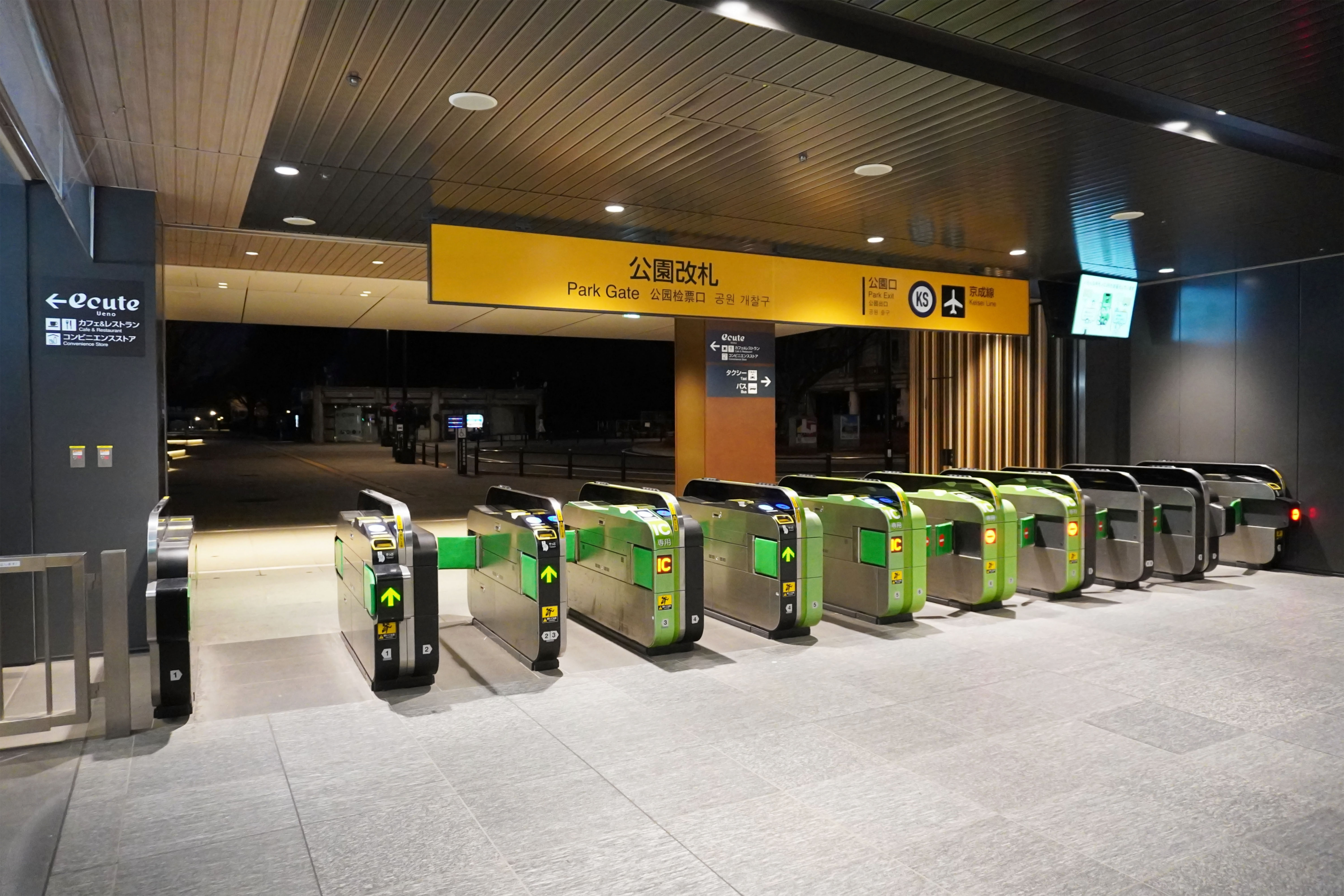
公園改札（2023年2月）

#### 新幹線ホームの地下水上昇と対策
戦後は周辺地域で地下水利用が多く、地盤沈下が発生して周辺の地下水利用が制限されている。地下30メートルに位置する新幹線ホーム周辺の地下水は、建設前の1970年代初期はホームより低い地下38メートルの水位にあったが、地下水の採取規制により余剰となり、1995年（平成7年）には地下14メートルまで水位が上昇した。浮き上がりによる駅構造の変形を防ぐため、新幹線ホームの床下に合計3万7000トンの錘を設置した。2004年（平成16年）には水位が地下12メートルまで上昇したのを受け、全長17メートルのアンカーボルトを、約650本陥入した。地下水を不忍池へ流す導水管も敷設され、不忍池の水質と水量保持、JRの下水道料金負担軽減など波及効果も得た。隙間からの漏水は対策が難しいため、ビニールチューブで誘導するなど安価な手法で対処している。

#### のりば
同一駅に3種類のホームがある。
高架ホーム
1 - 12番線（山手線・京浜東北線・宇都宮線・高崎線・常磐線・上野東京ライン）
緩斜面に建設された一部高架の島式ホーム4面8線（1 - 8番線）、切欠きホームと櫛形ホームが一体化した2面4線（9 - 12番線、平面で行き来可能）、合わせて6面12線で構成されている。
1 - 9番線は御徒町・東京方面と鶯谷・尾久・日暮里方面が直結しており、一部列車を除いて直通する各線の列車が発着する。櫛形の10 - 12番線は日暮里方面（常磐線）のみ発着できる。10 - 12番線は他のホームよりも日暮里方に位置して中央改札正面の階段の先が終端部に当たり、常磐線ホームの中で9番線のみ車両の停車位置が大きく異なっている。
宇都宮線・高崎線、常磐線の列車が当駅に到着する際は「高いホーム」「高架ホーム」と呼称される。
常磐線の案内は、中距離列車が青■、快速電車が緑■で表記されている。

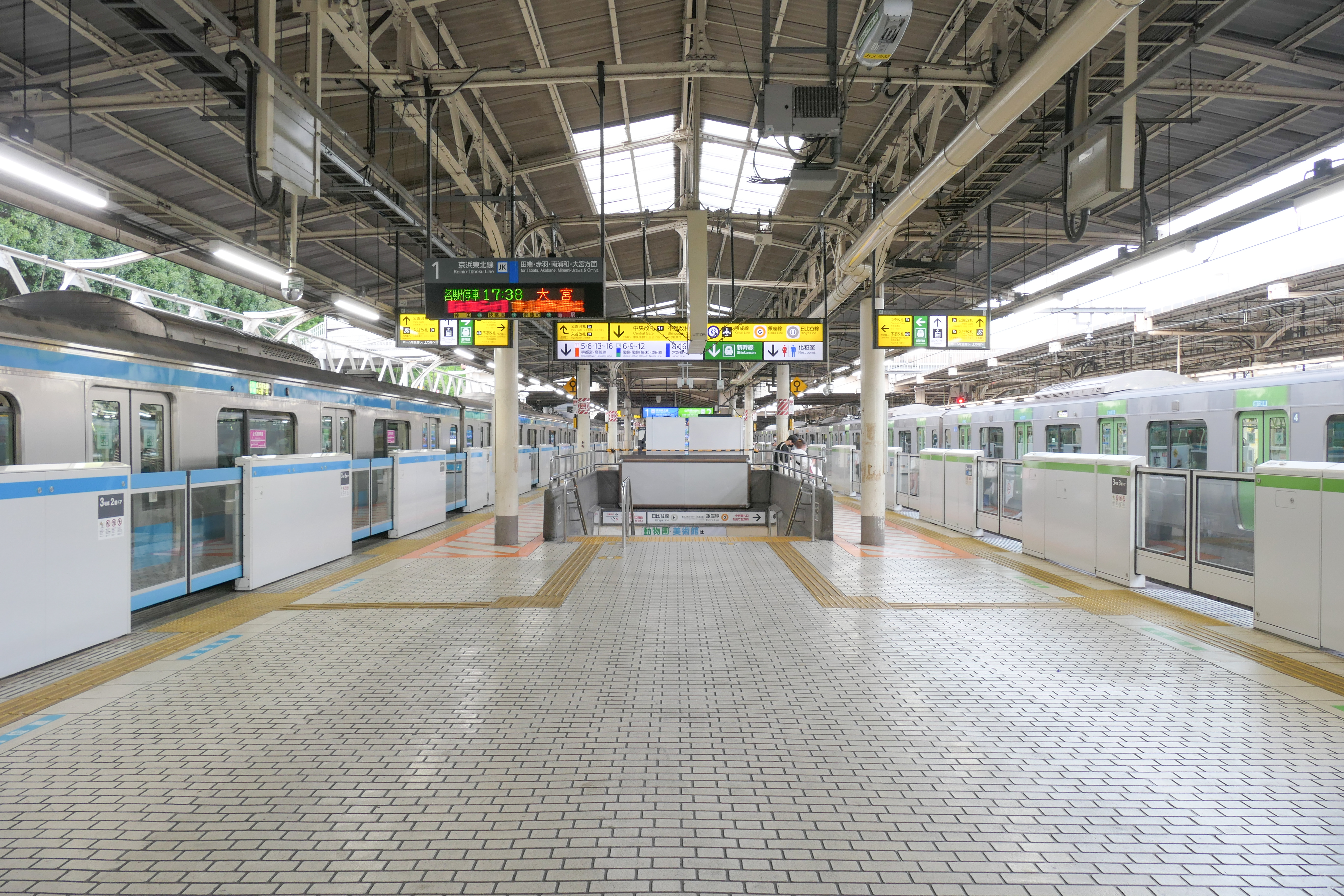
1・2番線ホーム（2022年4月）
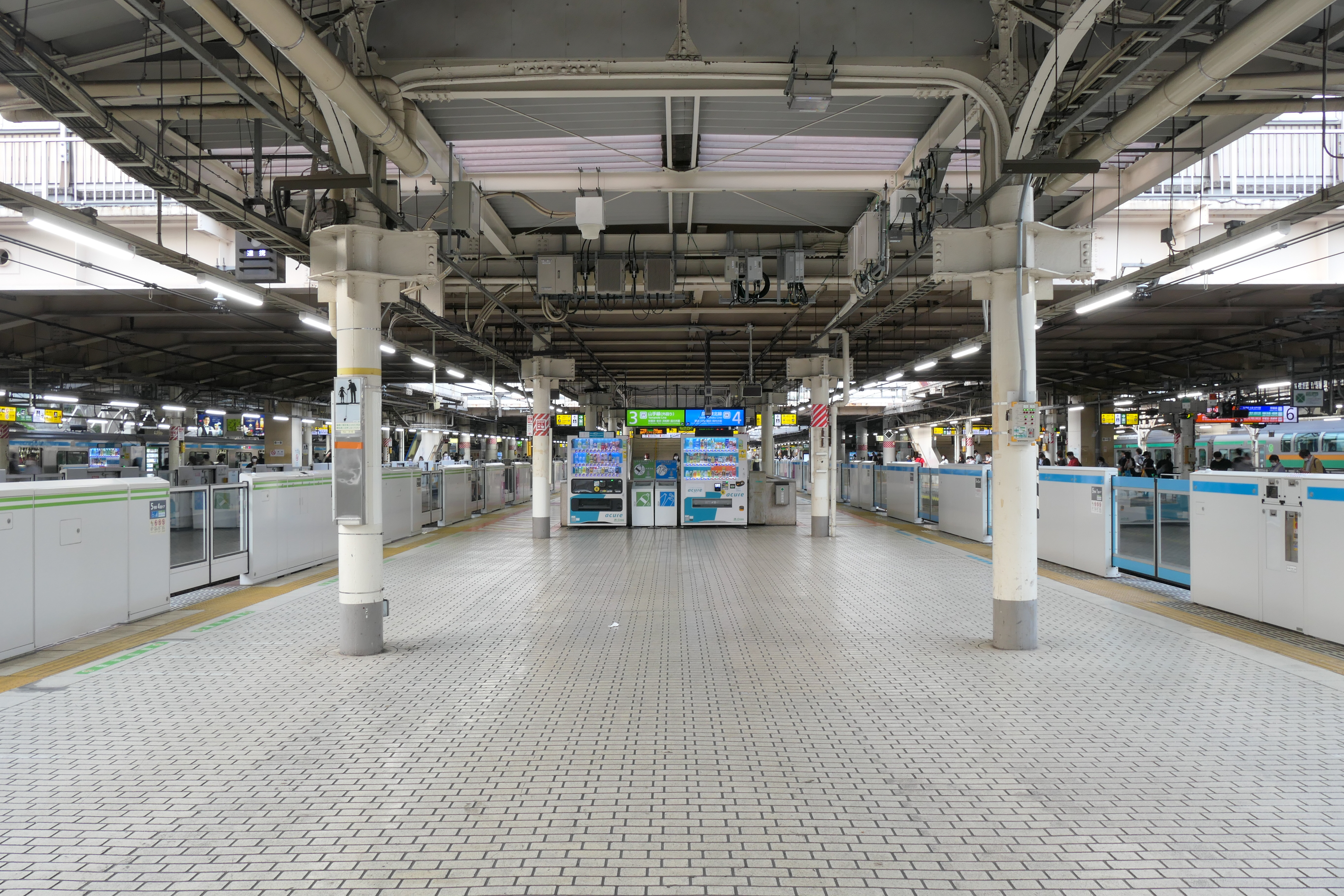
3・4番線ホーム（2022年4月）
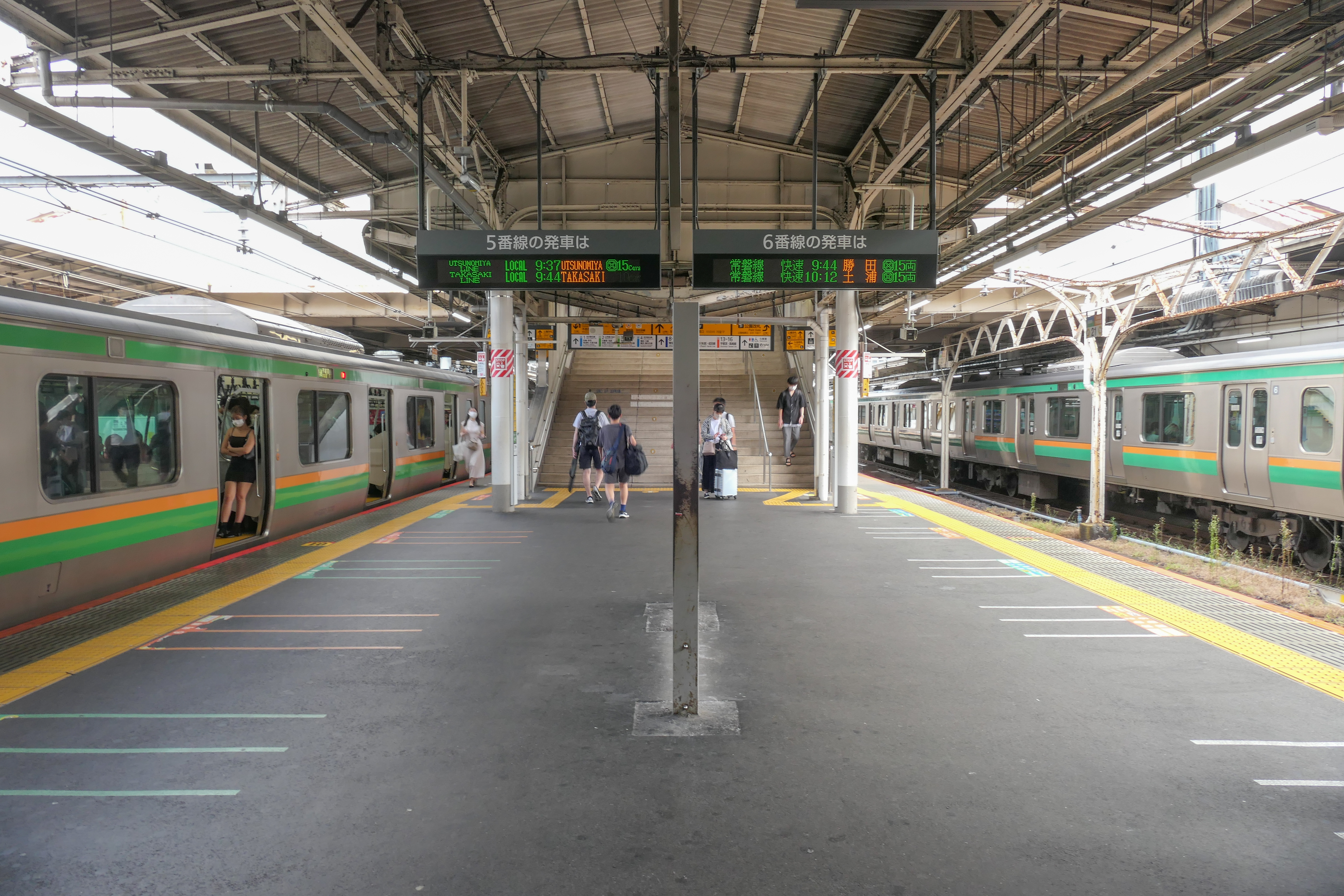
5・6番線ホーム（2022年9月）
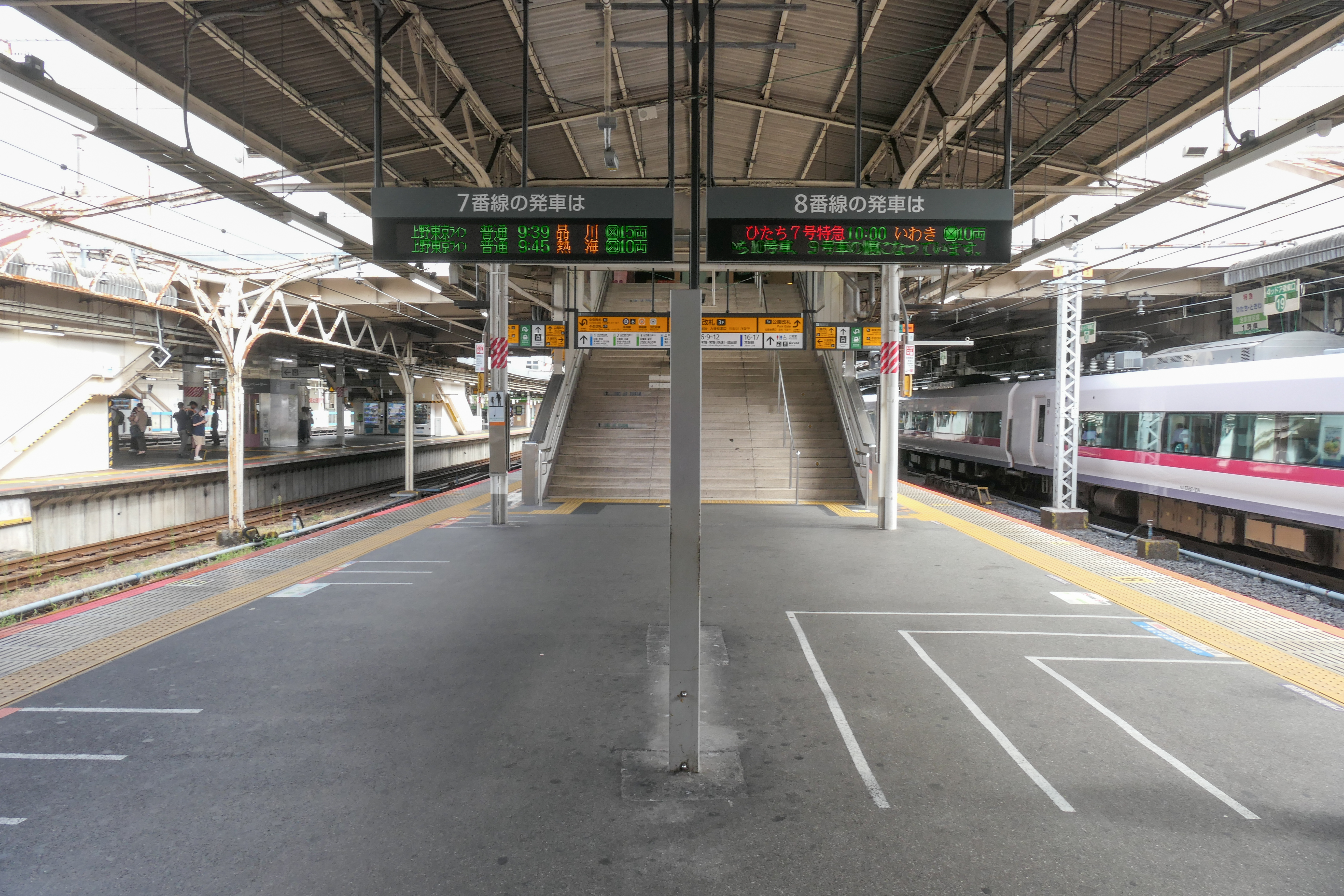
7・8番線ホーム（2022年9月）
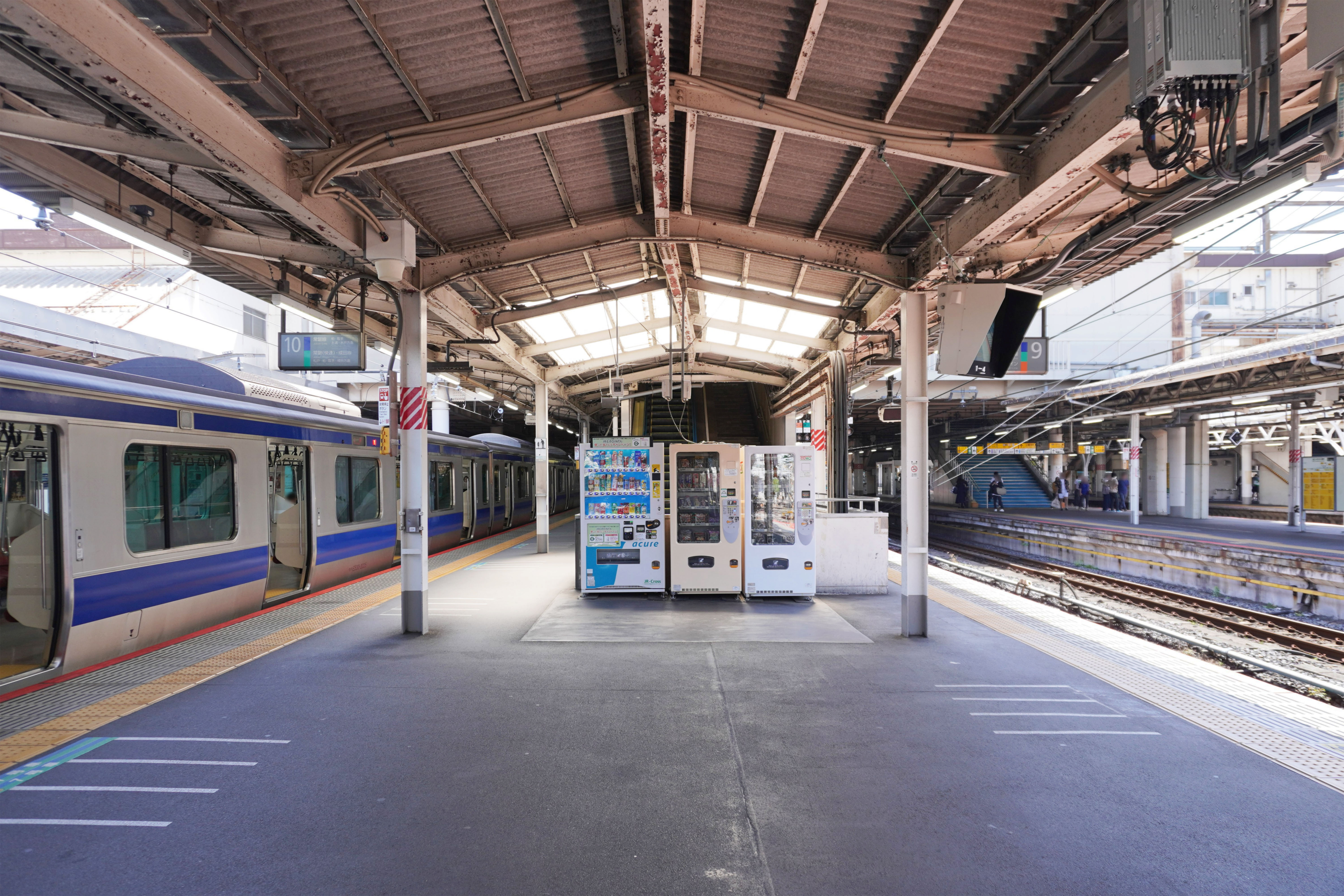
9・10番線ホーム（2024年5月）
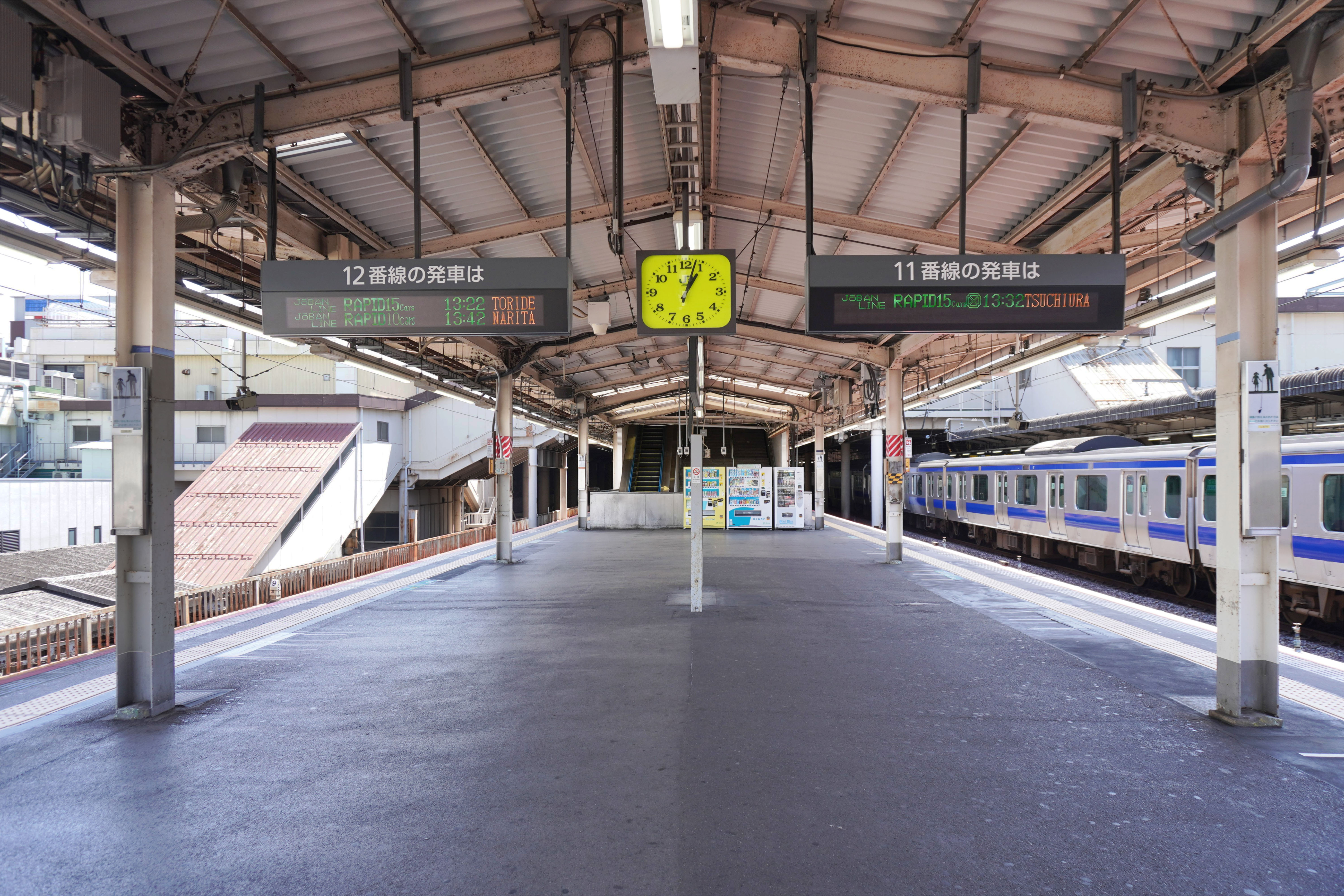
11・12番線ホーム（2024年5月）

地平ホーム
13 - 17番線（宇都宮線・高崎線・常磐線）
地平にある4面5線の頭端式ホームで、ヨーロッパのターミナル駅の風情を漂わせている。尾久・日暮里方面へ発着する。到着の際は「低いホーム」「地平ホーム」と呼称される。
13 - 15番線は主に宇都宮線・高崎線普通列車が発着する。一番端の単独ホームである13番線は、かつて「北斗星」などの寝台特急の発着ホームとなっていたが、同列車が全廃された2016年（平成28年）3月26日改正以降は定期の特急発着がなく、2021年（令和3年）3月13日改正以降は定期普通列車の発車も無くなった（到着は朝ラッシュ時に数本ある）。このほか、常磐線の普通列車も到着扱いの列車が数本あるが、到着後は回送となるため、発車はない。
16・17番線はかつて常磐線特急は全てこのホームを使用していたが、上野東京ライン開業により、多くの列車が品川駅乗り入れを開始するために高架ホーム8・9番線発着に変更されたため、当ホーム発着が激減した。その後もダイヤ改正ごとに数本ずつ常磐線特急の上野東京ライン化による当ホームから発着取りやめが続いていたが、2025年（令和7年）3月ダイヤ改正で全ての常磐線定期特急列車が高架ホームの発着となり、今後当ホームは臨時列車のみ使用する。空いた枠を使って、高崎線方面の「草津」の到着1本・「スワローあかぎ」の発車1本が使用していたほか、2018年（平成30年）3月17日改正からは宇都宮線・高崎線の普通・快速列車の一部も16番線を使用しているほか、17番線も含めて宇都宮線・高崎線・常磐線の普通・快速列車の到着扱いの列車が数本が設定されている。かつては特急専用ホームで、ホーム入口に有人の中間改札口が設けられ、乗車券・特急券・入場券の検札を行っていたが、2015年（平成27年）3月13日に撤去された。
このような経緯から、当ホーム上には屋内型の喫煙コーナーが現在も設置されている。
13番線は、寝台列車待ちの際に休憩所として利用できる「五つ星広場」があった（後述）。
13番線と14番線の間（13番線ホームの向かい側）に、荷物を積み降ろしする専用ホームが存在していたが、これを2017年（平成29年）5月1日から運行を開始したクルーズトレイン「TRAIN SUITE 四季島」の乗降専用ホームに改築し、通称「新たな旅立ちの13.5番線ホーム」として整備した。このホームは中央改札側から、同列車（E001形）のエントランスドアがある5号車付近までの長さが取られている。また、同列車専用ラウンジ「プロローグ四季島」が13番線に整備され、列車帰着後に「この旅がまだ続く旅」であることを実感させるフェアウェルパーティを行う。
かつて、地平ホームはこれに加えて18 - 20番線が存在し、優等列車が多数発着していたが、新幹線上野駅開業に伴い20番線が1980年（昭和55年）5月31日に、続いて19番線が1983年（昭和58年）7月1日に廃止され、跡地は新幹線コンコースに転用された。さらに1999年（平成11年）9月11日には18番線が廃止となり、今に至るまで欠番となった。2020年（令和2年）現在、日暮里寄りに旧18番線ホームの一部が残存しており、業務用通路として使用されている。
かつての「北斗星」など、客車列車の場合、駅構内で機関車の付け替えができないため、車両基地である尾久車両センターとの間は機関車を後部にした状態で回送運転する。詳細は「尾久車両センター#推進回送」を参照。
13番線の真上に10番線、14・15番線の真上に11・12番線がある2階建てのホームとなっており、13番線および14・15番線ホームと3階コンコースを結ぶエスカレーターおよび階段は、9・10および11・12番線ホームを貫通し直結している。高架ホームと地上ホームを直接つなぐ階段・エスカレーターはないが、11・12・14・15番線ホーム上にあるエレベーターは3層を行き来できる。
地平ホームでは、基本的に編成長を問わず終端部に詰めて停車しているが、2023年（令和5年）3月18日改正以降の高崎線方面特急は、5両編成と短いため、高崎寄りに2両分ずらして停車している。
新幹線ホーム改札の隣の旧18番線に、寝台特急「カシオペア」に使用されているE26系の模型モックアップが置かれていたが、2012年（平成24年）12月24日に撤去された。旧18番線ホームの壁面に、ヒノキアスナロ（アオモリヒバ）による青森ねぶたのレリーフ（デザイン：高桑エリカ、彫刻監修：高橋清）がある。
現在の番線になったのは1968年（昭和43年）8月29日のことで、前日まで現在の13番線が0番線、同14番線が11番線、同15番線が12番線という順で、かつての20番線が17番線だった。

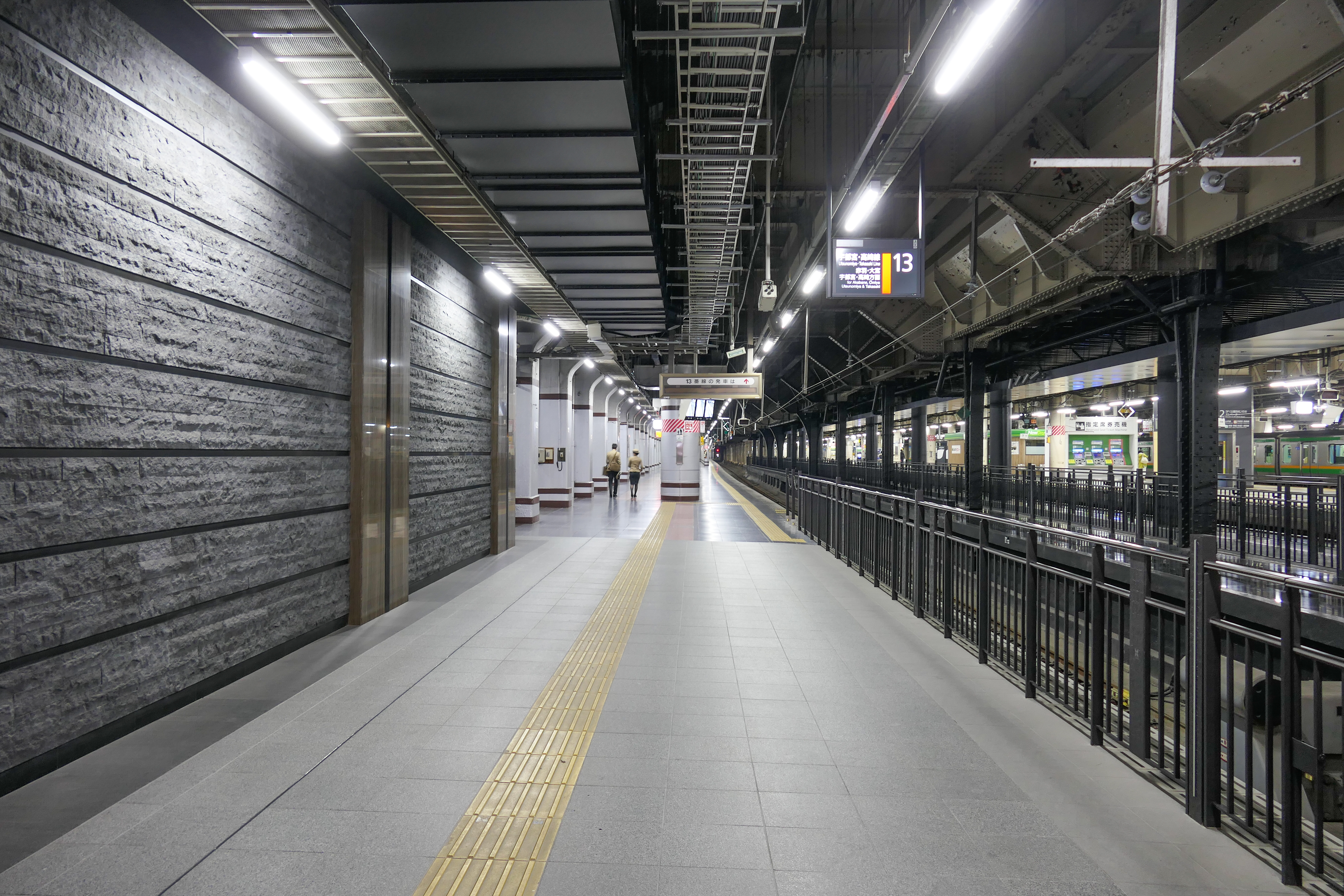
13番線ホーム（2022年4月）
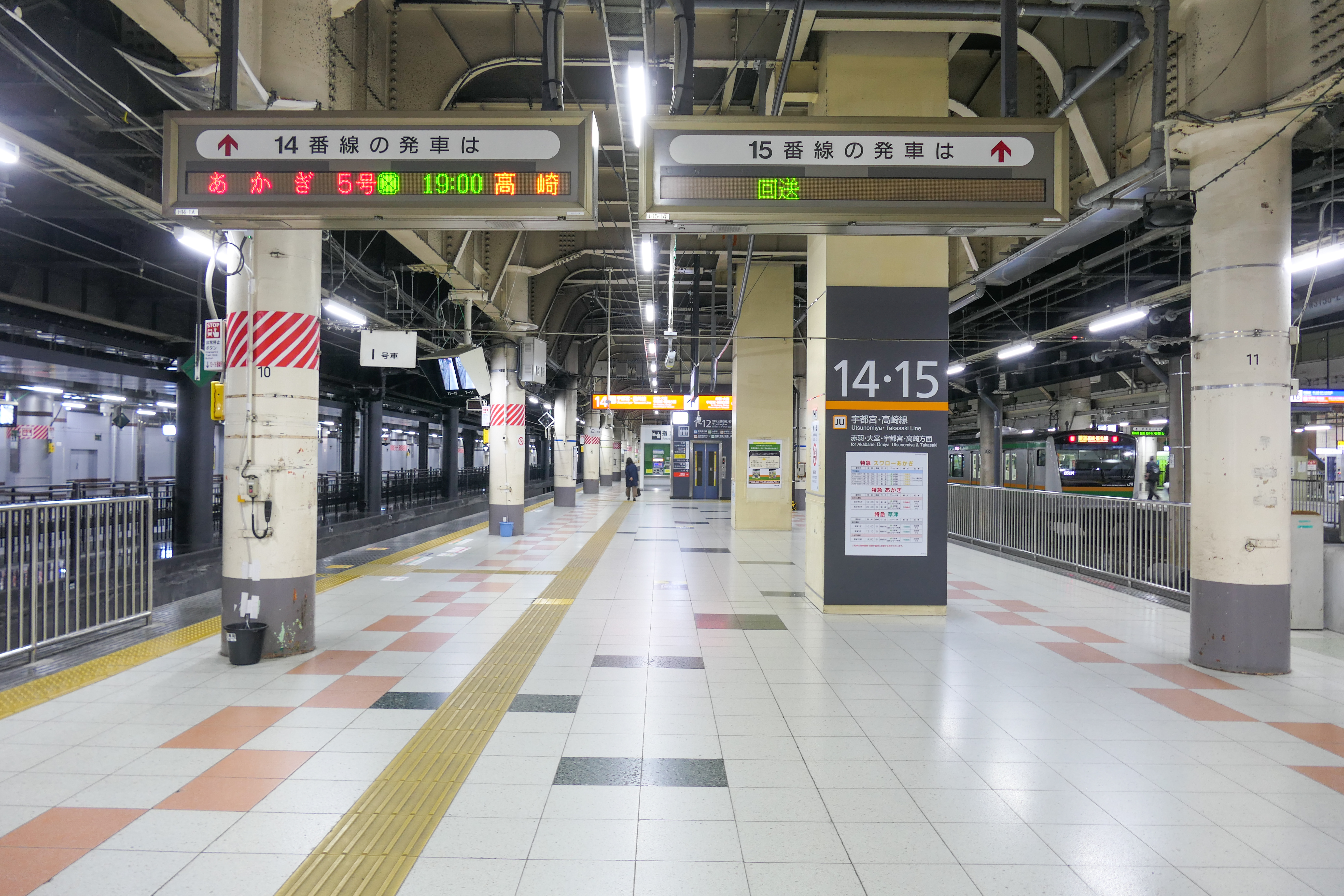
14・15番線ホーム（2022年4月）
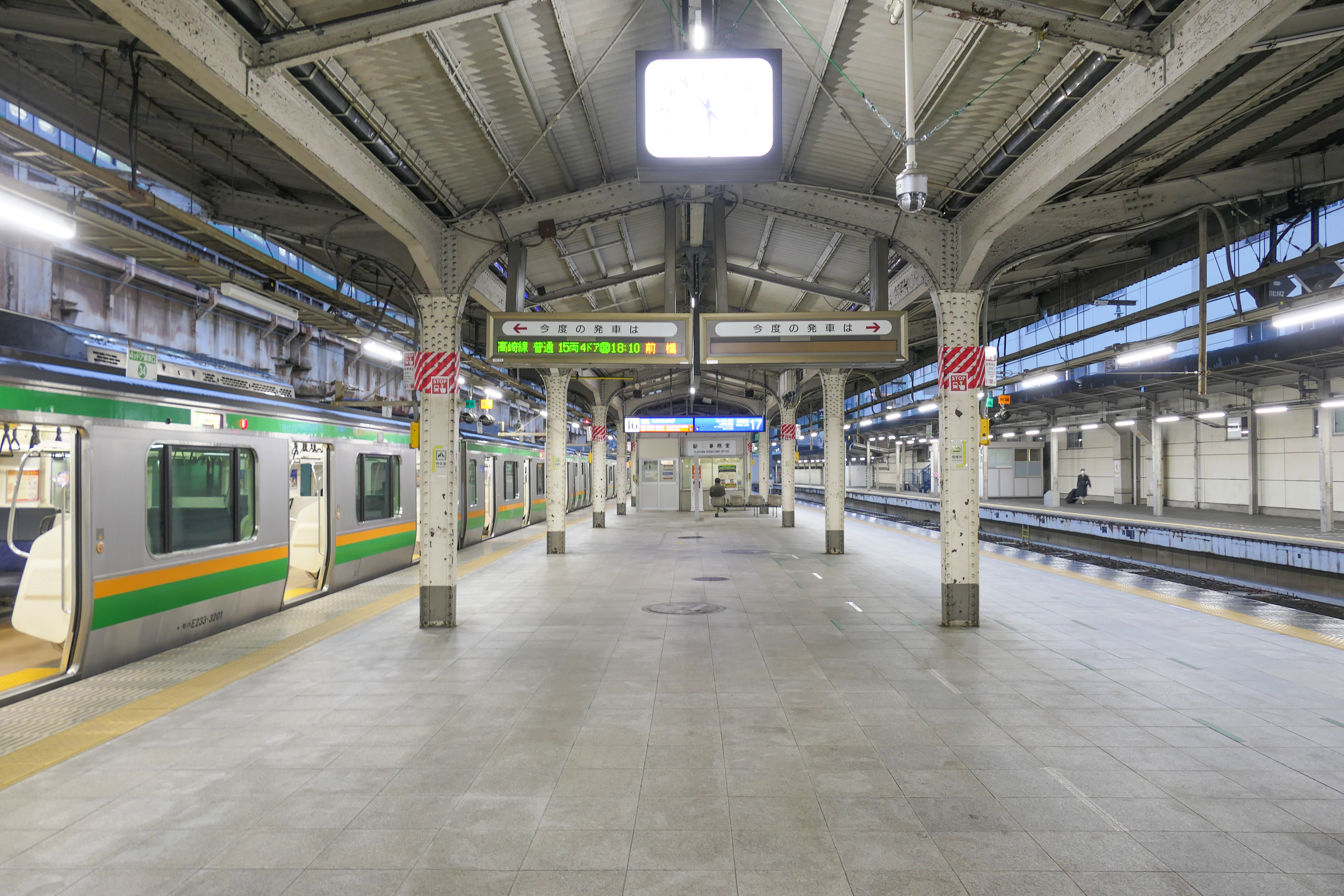
16・17番線ホーム（2022年4月）
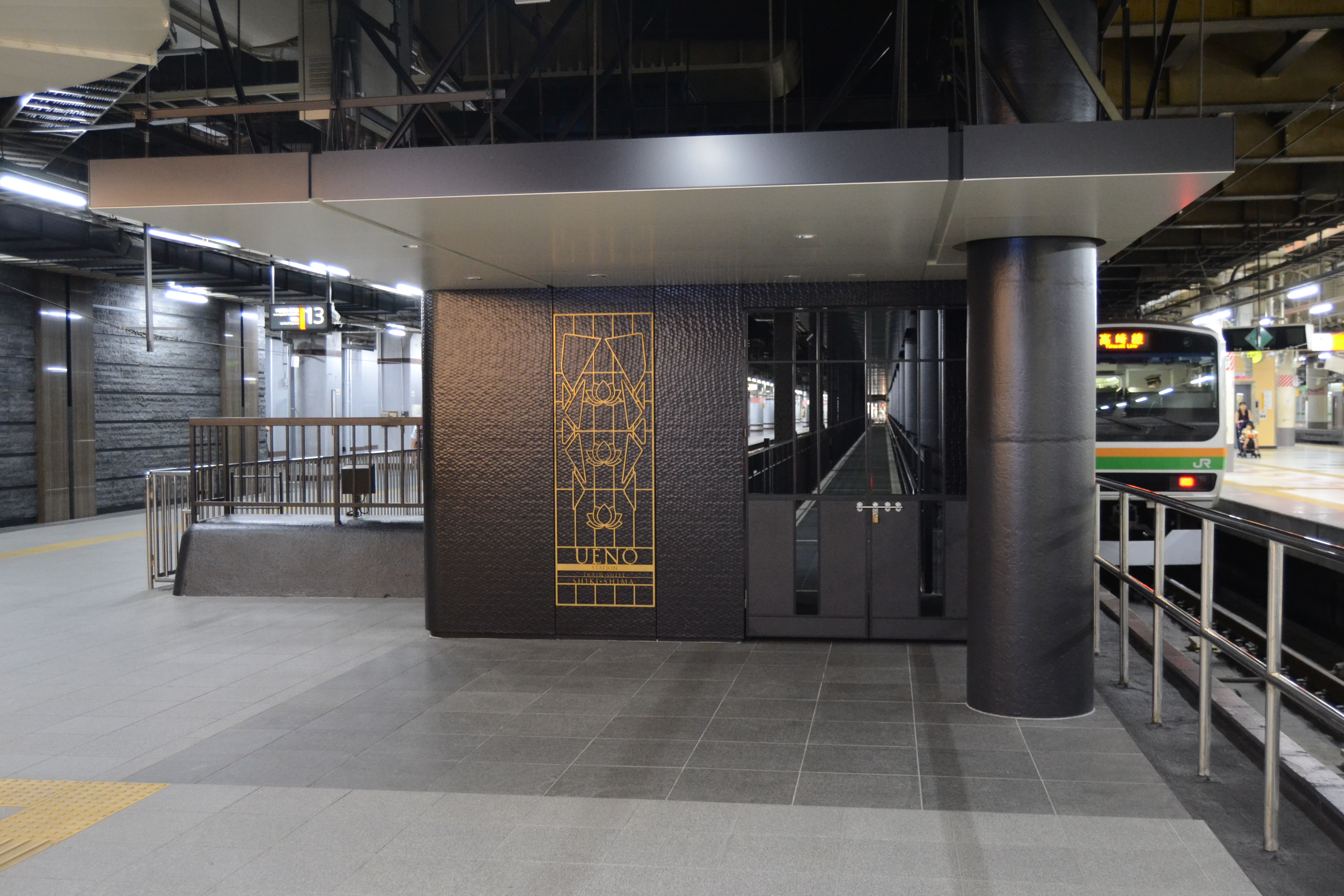
「TRAIN SUITE 四季島」専用ホーム（通称「新たな旅立ちの13.5番線ホーム」）のエントランス（2017年8月）
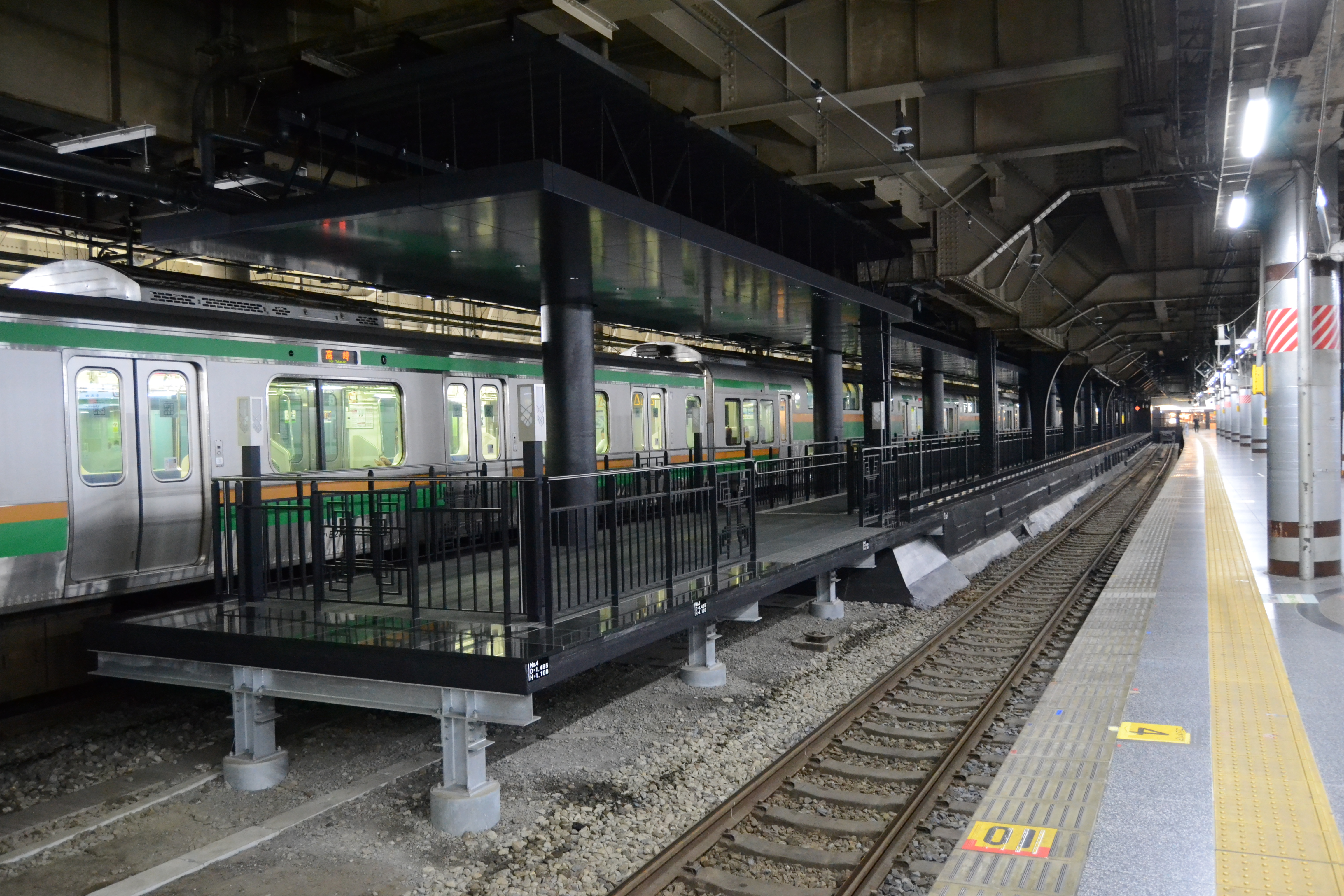
「TRAIN SUITE 四季島」専用ホーム全体の様子。エントランスドアの位置に合わせて乗降口がある（2017年8月）
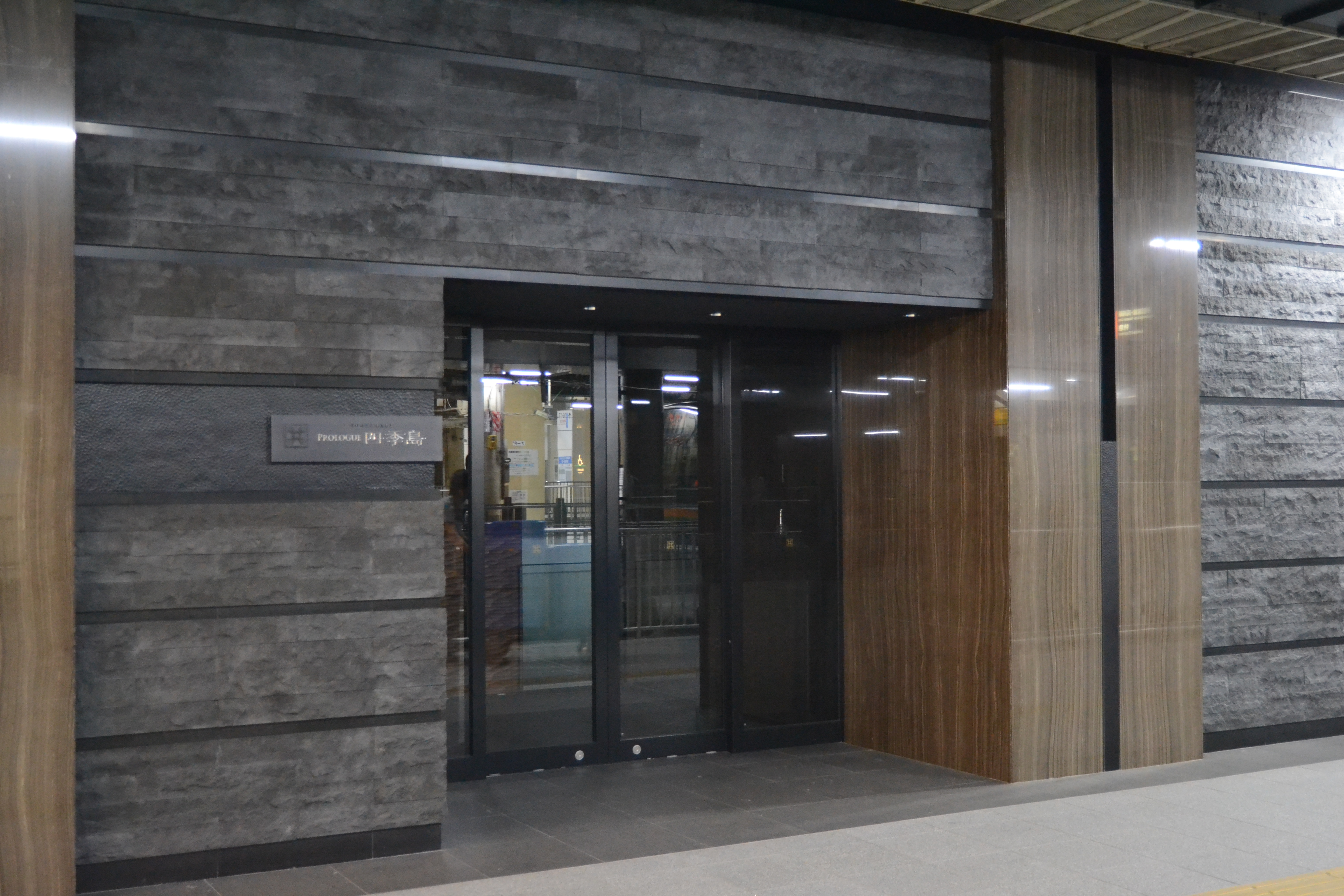
13番線ホームにある、「TRAIN SUITE 四季島」の専用ラウンジ「プロローグ四季島」のエントランス（2017年8月）
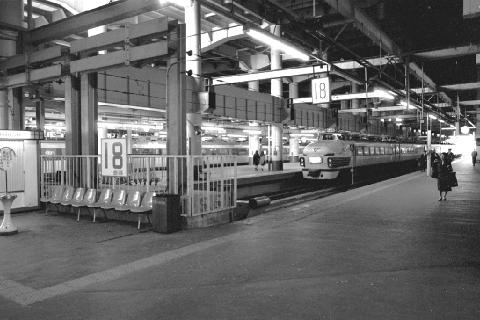
18番線ホーム。列車は17番線で発車待ちの「ひたち」（1988年4月）

新幹線地下ホーム
19 - 22番線（東北・山形・秋田・北海道・上越・北陸新幹線）
地下5階にある2面4線のホーム。通過線はなく、可動式ホーム柵も設置されていないため、通過列車は減速する。
上下線で番線をある程度明確に割り振ってはいるが、上野始発の下り新幹線は下りの当駅始発1本と臨時列車のみだが全ホームを使用する。この他に、東京駅発の臨時列車が19・22番線で定期列車を待避する場合がある。1997年（平成9年）9月30日まで一部の定期列車と大部分の臨時列車が当駅始発・終着だった。2020年3月14日のダイヤ改正で23年ぶりに定期列車で上野始発・終着の上越新幹線「たにがわ」が1往復設定された。しかし、後のダイヤ改正で再び上野発着の定期列車は廃止され、2025年現在は上野発着の列車は臨時列車のみである。北側に行くと新幹線の東京新幹線車両センターがある。
新幹線ホームの一層上階コンコース南方に、喫煙コーナーがある。

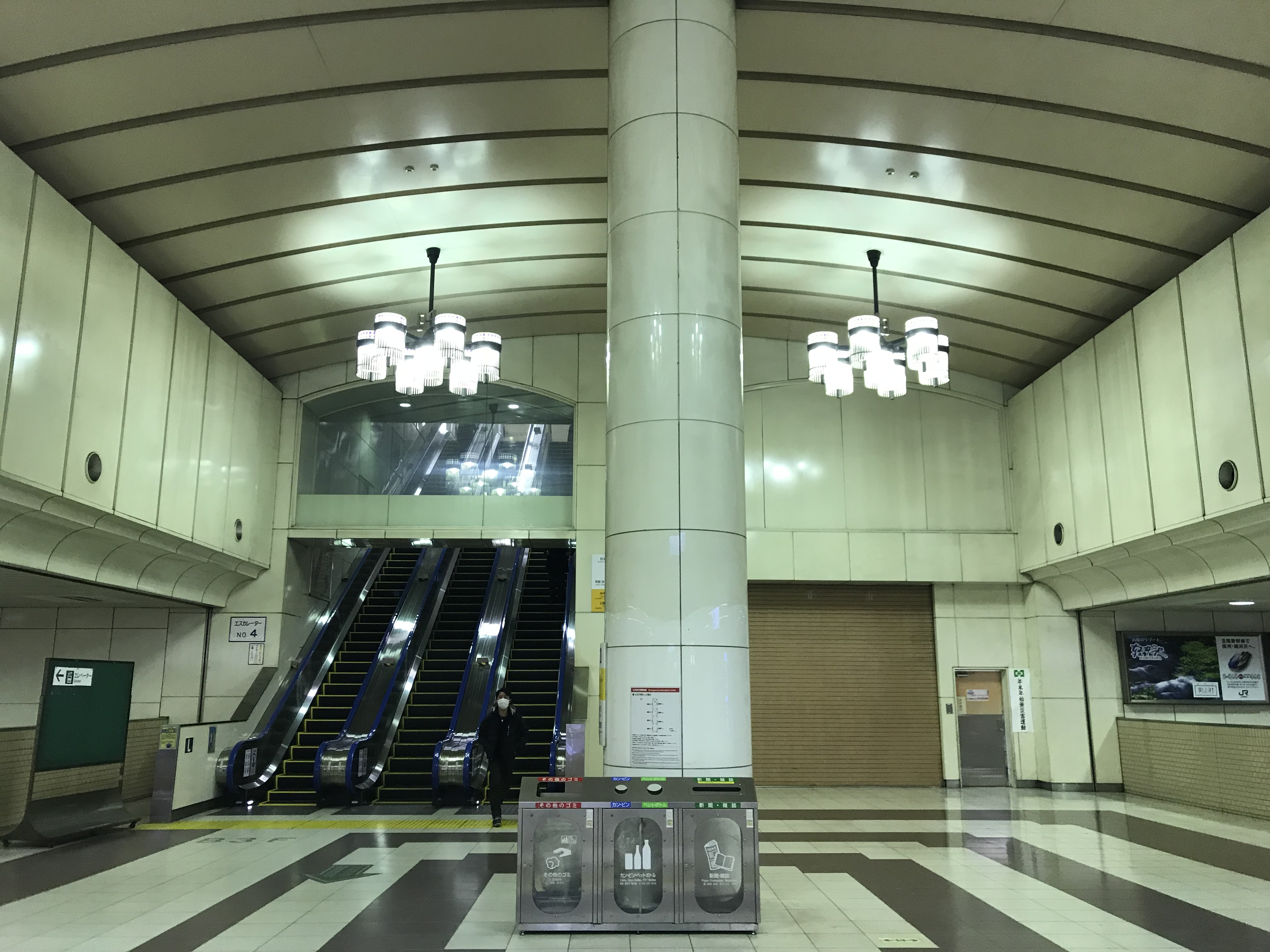
新幹線コンコースのエスカレーター（2018年1月）
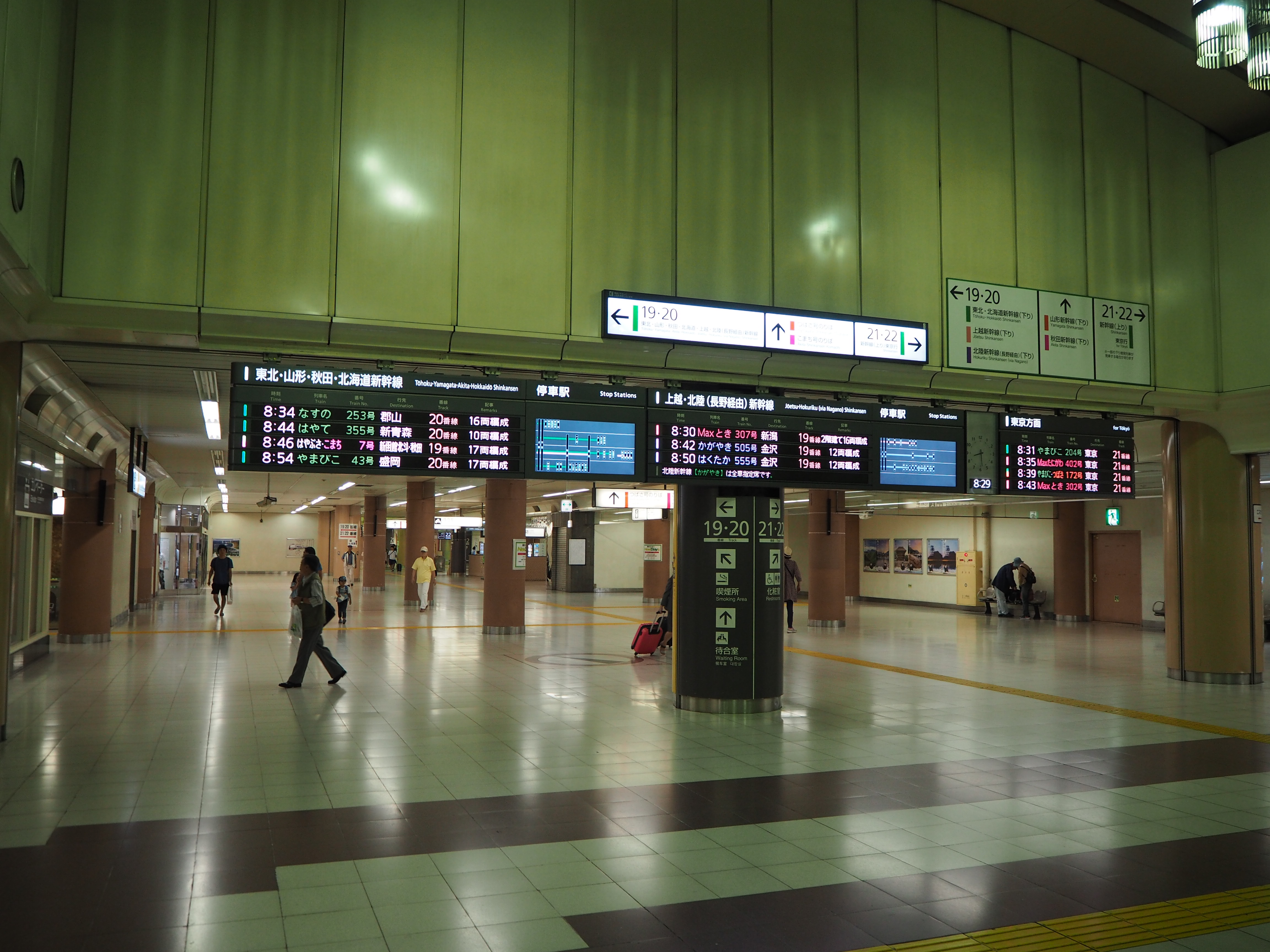
新幹線コンコース（地下3階）（2016年7月）
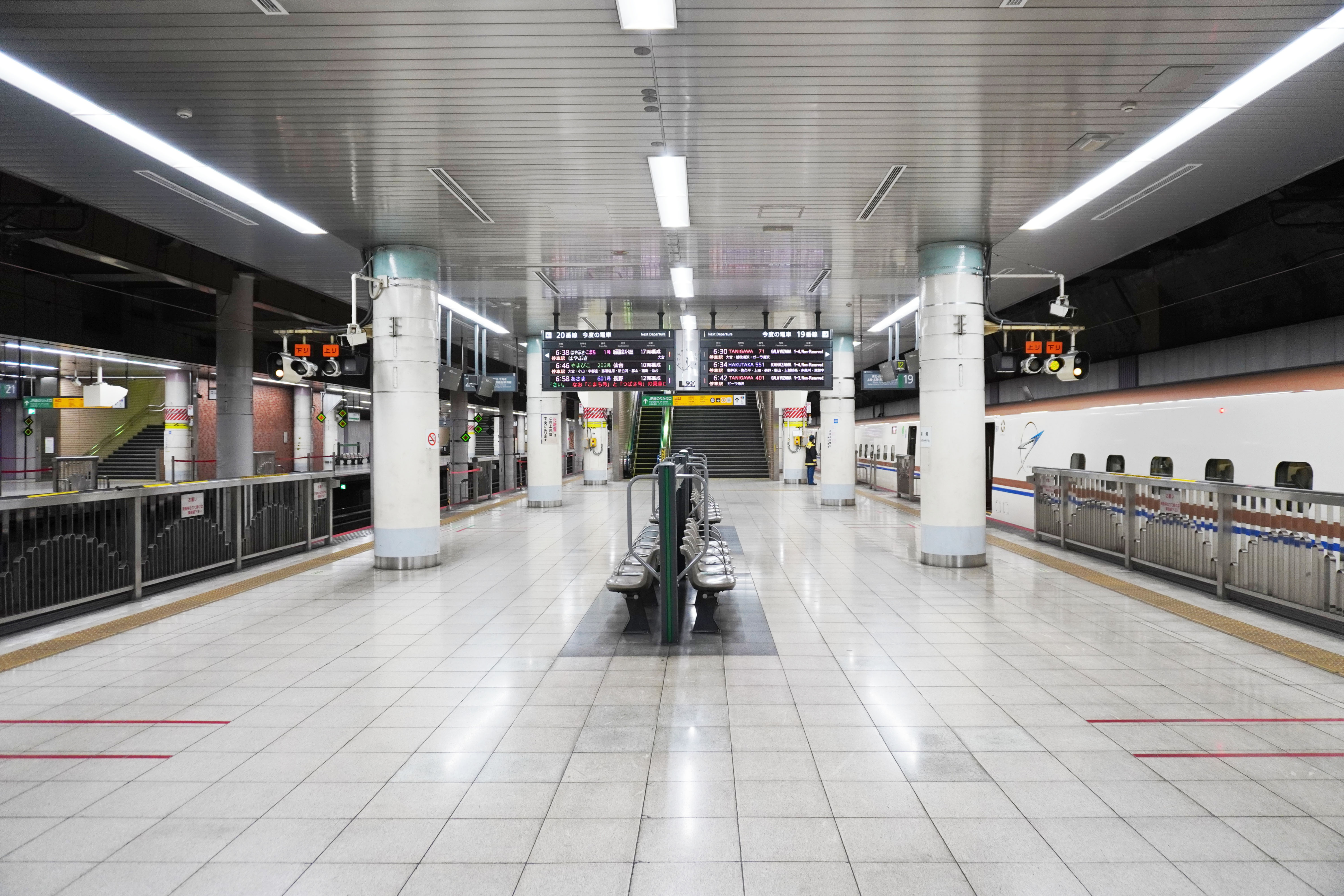
19・20番線ホーム（2023年2月）
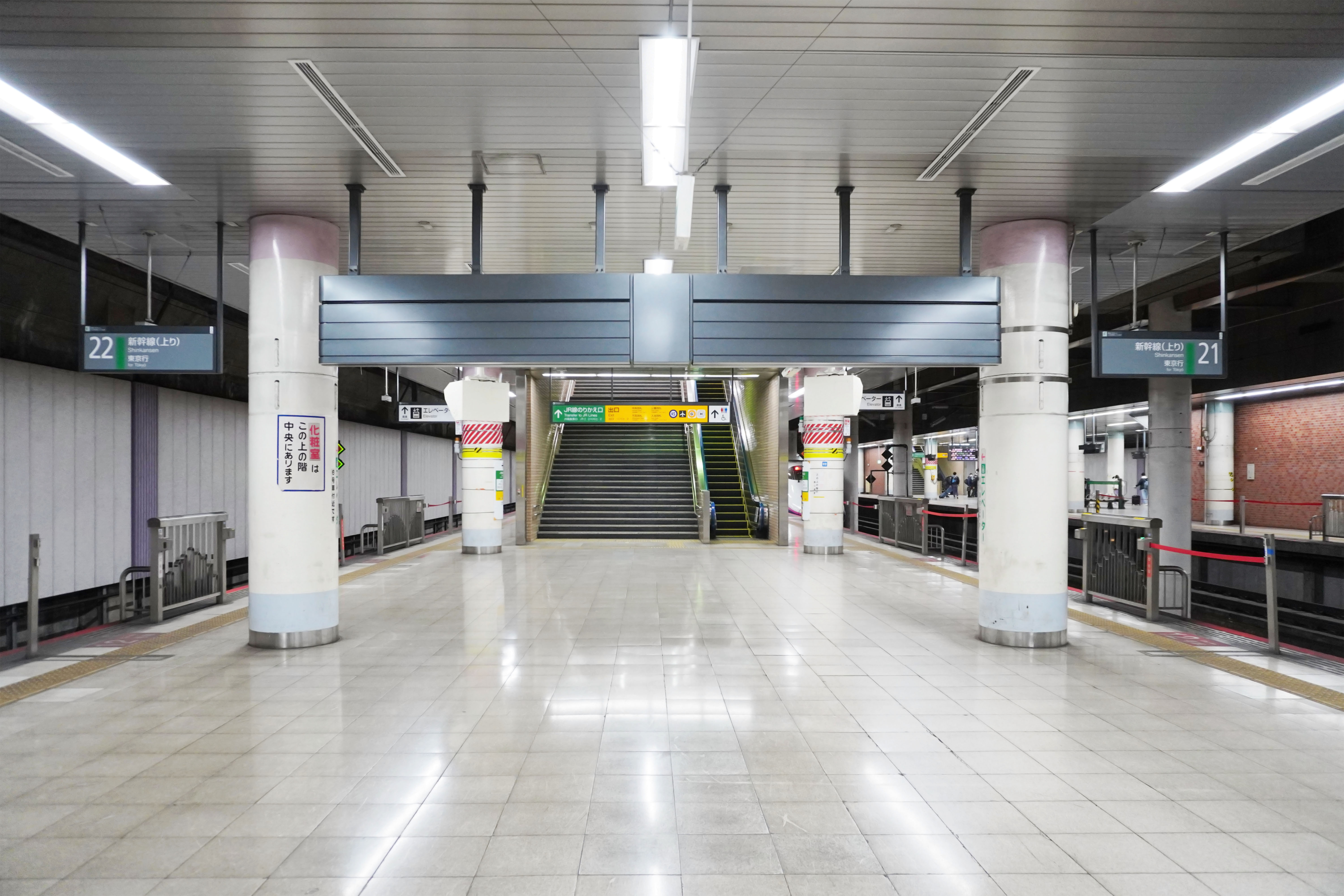
21・22番線ホーム（2023年2月）

| 番線              | 路線                                       | 方向          | 行先                               | 備考                                                                          |
| ----------------- | ------------------------------------------ | ------------- | ---------------------------------- | ----------------------------------------------------------------------------- |
| 在来線 高架ホーム |                                            |               |                                    |                                                                               |
| 1                 | 京浜東北線                                 | 北行          | 赤羽・浦和・大宮方面               |                                                                               |
| 2                 | 山手線                                     | 内回り        | 田端・池袋・新宿方面               |                                                                               |
| 3                 | 山手線                                     | 外回り        | 秋葉原・東京・浜松町・品川方面     |                                                                               |
| 4                 | 京浜東北線                                 | 南行          | 蒲田・川崎・横浜・関内方面         |                                                                               |
| 5・6              | 宇都宮線                                   | 下り          | 赤羽・大宮・宇都宮・高崎方面       | 品川・東京方面からの列車 主に5番線を使用 早朝・深夜の始発列車（一部7番線）    |
| 5・6              | 高崎線                                     | 下り          | 赤羽・大宮・宇都宮・高崎方面       | 品川・東京方面からの列車 主に5番線を使用 早朝・深夜の始発列車（一部7番線）    |
| 6                 | ■ 常磐線（快速）                           | 下り          | 松戸・取手・水戸・成田方面         | 品川駅始発の快速電車・中距離列車                                              |
| 6                 | ■ 成田線                                   | 下り          | 松戸・取手・水戸・成田方面         | 品川駅始発の快速電車・中距離列車                                              |
| 7・8              | 上野東京ライン                             | 上り （南行） | 東京・品川・横浜・小田原・熱海方面 | 大宮方面から（一部当駅始発）の列車 主に7番線を使用                            |
| 8                 | ■ 常磐線（特急） 「ひたち」「ときわ」      | 下り          | 柏・土浦・水戸・いわき方面         | 品川駅始発の特急列車                                                          |
| 8・9              | 上野東京ライン                             | 上り （南行） | 東京・品川方面                     | 常磐線からの品川行き（特急含む） 主に9番線を使用                              |
| 9 - 12            | ■ 常磐線（快速）                           | 下り          | 松戸・取手・水戸・成田方面         | 上野駅始発の快速電車・中距離列車                                              |
| 9 - 12            | ■ 成田線                                   | 下り          | 松戸・取手・水戸・成田方面         | 上野駅始発の快速電車・中距離列車                                              |
| 在来線 地平ホーム |                                            |               |                                    |                                                                               |
| 13 - 17           | 宇都宮線                                   | 下り          | 赤羽・大宮・宇都宮・高崎方面       | 早朝深夜の一部を除く、上野駅始発列車                                          |
| 13 - 17           | 高崎線                                     | 下り          | 赤羽・大宮・宇都宮・高崎方面       | 早朝深夜の一部を除く、上野駅始発列車                                          |
| （専用ホーム）    | 「TRAIN SUITE 四季島」                     | 下り          | （東北本線・高崎線・常磐線方面）   | 「新たな旅立ちの13.5番線ホーム」 （発着時以外は常時閉鎖） 13番線と線路を共用  |
| 16・17            | ■ 常磐線（臨時特急） 「ひたち」「ときわ」  | 下り          | 柏・取手・土浦・水戸方面           | 臨時列車のみ 主に17番線を使用                                                 |
| 新幹線 地下ホーム |                                            |               |                                    |                                                                               |
| 19・20            | 東北・山形・秋田・北海道・上越・北陸新幹線 | 下り          | 新青森・秋田・新庄・新潟・敦賀方面 | 東北・山形・秋田・北海道新幹線は全定期列車20番線 上越・北陸新幹線は主に19番線 |
| 21・22            | 新幹線                                     | 上り          | 東京方面                           | 22番線は一部上越・北陸新幹線の列車が発車                                      |

付記事項
- 16番線には、日中は常磐線臨時特急、夕夜間は宇都宮線・高崎線が発着している（終着折り返し回送列車に一部混在）。
- 電光掲示板の発車標は案内されるが案内がない高崎線特急「草津・四万」「あかぎ」・臨時特急「水上」は14・15番線（到着は一部16・17番線も使用）。「草津・四万」の上野東京ライン直通臨時列車は、北行（長野原草津口行き）が5番線、南行（東京行き）が8番線発となる。
  - かつて宇都宮線・高崎線の13‐16番線は、カシオペアなど寝台列車が定期運行されていた時は、昼間特急も含め、シンボルマーク・列車名が記載されていた。上野東京ライン開業時に案内を総入替した際に代わりに路線名・方面表記以外の空きスペースに“特急”と記載されるようになった。2018年（平成30年）3月17日改正以降に除去された。
- 品川行きの「ひたち」「ときわ」は8番線と9番線から発着する。
- 臨時特急「踊り子」の発着ホームは、我孫子駅発の南行（伊豆急下田行き）が9番線、北行（我孫子行き）が8番線。大宮発の南行が8番線、北行（大宮行き）が5番線となっていた。
- 宇都宮線・高崎線の普通・快速列車の始発専用は13 - 16番線で、特急同様に14・15番線を中心に使用される。2023年（令和5年）3月のダイヤ改正で、13番線は平日朝の宇都宮線・高崎線終着普通列車2本のみと宇都宮線始発夜の1本のみで使用。16番線は平日10時台の高崎線終着普通列車1本、平日夕方以降の宇都宮線・高崎線始発普通・通勤快速列車数本、休日は高崎線快速アーバンの折り返し1本と、午前・夕方以降の一部宇都宮線・高崎線普通列車で使用。また、2022年3月改正にて、日中は当駅始発普通列車がほぼ全廃されたため、14・15番線は現在の特急草津・四万のみが発着し、その本数も多くないため、13-17の地上ホーム全体での日中の使用頻度が大幅に低下した。
- 記載は平常運転時の発車列車のもので、到着列車はこの限りではな[注 23]。また、発車列車もダイヤ乱れで上野東京ラインとの直通運転を中止する際や一部路線のみ直通運転を実施する際は変更される場合がある[注 24]。
- 13番線線路を発着するクルーズトレイン「TRAIN SUITE 四季島」専用のホームとして、13番線と14番線の間に存在した14番線発着列車用荷物ホームを延長・改築して「新たな旅立ちの13.5番線ホーム」が新設された[報道 11]。荷物ホームは、末期に新聞輸送列車（旅客列車の最後尾を使用）へ新聞を積載するために使用されていたが、閉鎖後は旅客用の14・15番線ホームで、2021年（令和3年）3月のダイヤ改正で日中の始発列車が消滅した後は5番線にて東海道線からの直通列車（上野東京ライン）に積載している。
- 宇都宮線・高崎線下り（大宮方面）が遅延している場合、高架ホームの列車と地平ホームの列車の同時発車や、後続列車が先行発車される場合があるが、尾久駅手前の井堀信号所で後続列車が一時停車または徐行して調整する[注 25]。常磐線を含む上り（東京方面・上野東京ライン）は、合流ポイントまでの距離が短く同時発車が不可能で、後続列車は上野駅ホームで発車待ちとなる。上り列車は、上野駅の到着予定ホームに先行列車が停車中の場合や、平面交差で進路を支障している場合などは鶯谷駅横付近で一時停車し、その間に後続列車に追い越されて高架ホーム着と地平ホーム着の列車到着順序が入れ替わることがある。上野東京ライン開通で上野折り返しが大幅に減少したことで頻度は低下したが、新たに、品川行き常磐線が遅延するなどして宇都宮線・高崎線からの先行列車が東京方面へ発車できない場合、品川発の常磐線上りが6番線から発車して宇都宮線・高崎線の上り線路を平面交差で塞ぐ場合に後続の宇都宮線・高崎線からの東京方面後続列車が鶯谷駅付近で停車し、その間に更に後続の地平ホーム終着列車が追い抜くことがある。
- 2021年（令和3年）現在、新幹線の駅が地下にあるのは当駅が唯一である。
- 当駅折り返しの宇都宮線・高崎線・常磐線中距離電車は、かつて当駅に到着・降車後、駅員による全員降車確認作業を経て、一旦ドアを閉めて車内清掃を行い、完了次第の乗車扱いとなっており、さらに2013年（平成25年）12月1日より始発から15時までに発車する列車は、清掃完了後に自動でドアは開けずにボタン式半自動ドア扱い（発車直前に全てのドアを開放）となっていたが、新型コロナウイルス感染拡大防止による換気の為、半自動ドア扱いは取り止められた。しかし、2021年12月1日以降は、普通車において清掃が省略され、到着直後から発車直前まで全てのドアが開放されたままとなり、到着客が降り次第、そのまま入れ替わりで乗車可能となった[注 26]。なお、特急列車は引き続き、一旦ドア閉めの上で清掃が行われている。

#### のりばの変遷
1960年代までは、5番線から20番線までのホームは通勤列車（出典ママ）と長距離列車が入り乱れて発着する状態にあった。1969年（昭和44年）12月27日から1970年（昭和45年）1月1日の間、帰省客の便宜を図るために上野駅着の通勤列車を大宮駅または日暮里駅で折り返し運転として、長距離列車の発着ホームを行き先別に整理する取り組みが行われた。このことが契機となって、1970年代以降、発着ホームが行き先別に固定化された。
| 時期             | 高架1番線                    | 高架2番線                  | 高架3番線                  | 高架4番線                    | 高架5番線                  | 高架6番線                                                   | 高架7番線                  | 高架8番線 | 高架9番線                                                 | 高架10番線                       | 高架11番線                       | 高架12番線                       | 地上13番線                                                                | 地上14番線                                                                  | 地上15番線                                                                  | 地上16番線 | 地上17番線                                                                                         | 地上18番線   | 地上19番線   | 地上20番線   | 地下19番線                                                                                 | 地下20番線                                                                                 | 地下21番線    | 地下22番線    |
| ---------------- | ---------------------------- | -------------------------- | -------------------------- | ---------------------------- | -------------------------- | ----------------------------------------------------------- | -------------------------- | --- | --------------------------------------------------------- | -------------------------------- | -------------------------------- | -------------------------------- | ------------------------------------------------------------------------- | --------------------------------------------------------------------------- | --------------------------------------------------------------------------- | --- | -------------------------------------------------------------------------------------------------- | ------------ | ------------ | ------------ | ------------------------------------------------------------------------------------------ | ------------------------------------------------------------------------------------------ | ------------- | ------------- |
| 不明 -           | ■京浜東北線（北行） 王子方面 | ■山手線（内回り） 池袋方面 | ■山手線（外回り） 東京方面 | ■京浜東北線（南行） 蒲田方面 | ■宇都宮線・高崎線 大宮方面 | ■宇都宮線・高崎線 大宮方面                                  | ■宇都宮線・高崎線 大宮方面 | ■宇都宮線・高崎線 大宮方面 ■宇都宮線「ホームライナー古河」 ■高崎線「ホームライナー鴻巣」 ■常磐線 土浦方面（一部） | ■常磐線 土浦方面 ■宇都宮線・高崎線 大宮方面（一部）       | ■常磐線 土浦方面                 | ■常磐線（快速） 松戸方面         | ■常磐線（快速） 松戸方面         | ■寝台特急「カシオペア」 「北斗星」「あけぼの」 ■宇都宮線・高崎線 大宮方面 | ■宇都宮線・高崎線 大宮方面                                                  | ■宇都宮線・高崎線 大宮方面                                                  | ■高崎線特急「あかぎ」「ウィークエンドあかぎ」 「草津」「水上」 ■常磐線特急「スーパーひたち」「フレッシュひたち」 | ■常磐線特急「スーパーひたち」 「フレッシュひたち」                                                 | 新幹線の改札 | 新幹線の改札 | 新幹線の改札 | 東北・山形・秋田・ 上越・長野新幹線 新青森・新潟・長野方面                                 | 東北・山形・秋田・ 上越・長野新幹線 新青森・新潟・長野方面                                 | 新幹線 東京行 | 新幹線 東京行 |
| 2014年 3月15日 - | ■京浜東北線（北行） 王子方面 | ■山手線（内回り） 池袋方面 | ■山手線（外回り） 東京方面 | ■京浜東北線（南行） 蒲田方面 | ■宇都宮線・高崎線 大宮方面 | ■宇都宮線・高崎線 大宮方面                                  | ■宇都宮線・高崎線 大宮方面 | ■宇都宮線・高崎線 大宮方面                                                                                        | ■常磐線 土浦方面                                          | ■常磐線 土浦方面                 | ■常磐線（快速） 松戸方面         | ■常磐線（快速） 松戸方面         | ■寝台特急「カシオペア」 「北斗星」「あけぼの」 ■宇都宮線・高崎線 大宮方面 | ■宇都宮線・高崎線 大宮方面 ■高崎線特急「あかぎ」 「スワローあかぎ」「草津」 | ■宇都宮線・高崎線 大宮方面 ■高崎線特急「あかぎ」 「スワローあかぎ」「草津」 | ■常磐線特急「スーパーひたち」「フレッシュひたち」                                                                | ■常磐線特急「スーパーひたち」「フレッシュひたち」                                                  | 新幹線の改札 | 新幹線の改札 | 新幹線の改札 | 東北・山形・秋田・ 上越・長野新幹線 新青森・新潟・長野方面                                 | 東北・山形・秋田・ 上越・長野新幹線 新青森・新潟・長野方面                                 | 新幹線 東京行 | 新幹線 東京行 |
| 2015年 3月14日 - | ■京浜東北線（北行） 王子方面 | ■山手線（内回り） 池袋方面 | ■山手線（外回り） 東京方面 | ■京浜東北線（南行） 蒲田方面 | ■宇都宮線・高崎線 大宮方面 | ■宇都宮線・高崎線 大宮方面 ■常磐線・常磐線（快速） 松戸方面 | ■上野東京ライン 横浜方面   | ■常磐線特急「ひたち」「ときわ」 水戸方面 ■上野東京ライン 横浜方面                                                 | ■上野東京ライン 品川方面 ■常磐線・常磐線（快速） 松戸方面 | ■常磐線・常磐線（快速） 松戸方面 | ■常磐線・常磐線（快速） 松戸方面 | ■常磐線・常磐線（快速） 松戸方面 | ■臨時寝台特急「カシオペア」 ■宇都宮線・高崎線 大宮方面                    | ■宇都宮線・高崎線 大宮方面 ■高崎線特急「あかぎ」 「スワローあかぎ」「草津」 | ■宇都宮線・高崎線 大宮方面 ■高崎線特急「あかぎ」 「スワローあかぎ」「草津」 | ■常磐線特急「ひたち」「ときわ」                                                                                  | ■常磐線特急「ひたち」「ときわ」                                                                    | 新幹線の改札 | 新幹線の改札 | 新幹線の改札 | 東北・山形・秋田・ 上越・北陸（長野経由）新幹線 新青森・新潟・金沢方面                     | 東北・山形・秋田・ 上越・北陸（長野経由）新幹線 新青森・新潟・金沢方面                     | 新幹線 東京行 | 新幹線 東京行 |
| 2016年 3月26日 - | ■京浜東北線（北行） 王子方面 | ■山手線（内回り） 池袋方面 | ■山手線（外回り） 東京方面 | ■京浜東北線（南行） 蒲田方面 | ■宇都宮線・高崎線 大宮方面 | ■宇都宮線・高崎線 大宮方面 ■常磐線・常磐線（快速） 松戸方面 | ■上野東京ライン 横浜方面   | ■常磐線特急「ひたち」「ときわ」 水戸方面 ■上野東京ライン 横浜方面                                                 | ■上野東京ライン 品川方面 ■常磐線・常磐線（快速） 松戸方面 | ■常磐線・常磐線（快速） 松戸方面 | ■常磐線・常磐線（快速） 松戸方面 | ■常磐線・常磐線（快速） 松戸方面 | ■宇都宮線・高崎線 大宮方面                                                | ■宇都宮線・高崎線 大宮方面 ■高崎線特急「あかぎ」 「スワローあかぎ」「草津」 | ■宇都宮線・高崎線 大宮方面 ■高崎線特急「あかぎ」 「スワローあかぎ」「草津」 | ■常磐線特急「ひたち」「ときわ」                                                                                  | ■常磐線特急「ひたち」「ときわ」                                                                    | 新幹線の改札 | 新幹線の改札 | 新幹線の改札 | 東北・山形・秋田・北海道・ 上越・北陸（長野経由）新幹線 新青森・新函館北斗・新潟・金沢方面 | 東北・山形・秋田・北海道・ 上越・北陸（長野経由）新幹線 新青森・新函館北斗・新潟・金沢方面 | 新幹線 東京行 | 新幹線 東京行 |
| 2018年 3月16日 - | ■京浜東北線（北行） 王子方面 | ■山手線（内回り） 池袋方面 | ■山手線（外回り） 東京方面 | ■京浜東北線（南行） 蒲田方面 | ■宇都宮線・高崎線 大宮方面 | ■宇都宮線・高崎線 大宮方面 ■常磐線・常磐線（快速） 松戸方面 | ■上野東京ライン 横浜方面   | ■常磐線特急「ひたち」「ときわ」 水戸方面 ■上野東京ライン 横浜方面                                                 | ■上野東京ライン 品川方面 ■常磐線・常磐線（快速） 松戸方面 | ■常磐線・常磐線（快速） 松戸方面 | ■常磐線・常磐線（快速） 松戸方面 | ■常磐線・常磐線（快速） 松戸方面 | ■宇都宮線・高崎線 大宮方面                                                | ■宇都宮線・高崎線 大宮方面 ■高崎線特急「あかぎ」 「スワローあかぎ」「草津」 | ■宇都宮線・高崎線 大宮方面 ■高崎線特急「あかぎ」 「スワローあかぎ」「草津」 | ■常磐線特急「ひたち」「ときわ」 ■宇都宮線・高崎線 大宮方面 ■高崎線特急「あかぎ」 「スワローあかぎ」「草津」      | ■常磐線特急「ひたち」「ときわ」                                                                    | 新幹線の改札 | 新幹線の改札 | 新幹線の改札 | 東北・山形・秋田・北海道・ 上越・北陸（長野経由）新幹線 新青森・新函館北斗・新潟・金沢方面 | 東北・山形・秋田・北海道・ 上越・北陸（長野経由）新幹線 新青森・新函館北斗・新潟・金沢方面 | 新幹線 東京行 | 新幹線 東京行 |
| 2023年3月18日 -  | ■京浜東北線（北行） 王子方面 | ■山手線（内回り） 池袋方面 | ■山手線（外回り） 東京方面 | ■京浜東北線（南行） 蒲田方面 | ■宇都宮線・高崎線 大宮方面 | ■宇都宮線・高崎線 大宮方面 ■常磐線・常磐線（快速） 松戸方面 | ■上野東京ライン 横浜方面   | ■常磐線特急「ひたち」「ときわ」 水戸方面 ■上野東京ライン 横浜方面                                                 | ■上野東京ライン 品川方面 ■常磐線・常磐線（快速） 松戸方面 | ■常磐線・常磐線（快速） 松戸方面 | ■常磐線・常磐線（快速） 松戸方面 | ■常磐線・常磐線（快速） 松戸方面 | ■宇都宮線・高崎線 大宮方面                                                | ■宇都宮線・高崎線 大宮方面 ■高崎線特急「あかぎ」「草津・四万」              | ■宇都宮線・高崎線 大宮方面 ■高崎線特急「あかぎ」「草津・四万」              | ■常磐線特急「ひたち」「ときわ」 ■宇都宮線・高崎線 大宮方面 ■高崎線特急「あかぎ」「草津・四万」                   | ■常磐線特急「ひたち」「ときわ」                                                                    | 新幹線の改札 | 新幹線の改札 | 新幹線の改札 | 東北・山形・秋田・北海道・ 上越・北陸（長野経由）新幹線 新青森・新函館北斗・新潟・金沢方面 | 東北・山形・秋田・北海道・ 上越・北陸（長野経由）新幹線 新青森・新函館北斗・新潟・金沢方面 | 新幹線 東京行 | 新幹線 東京行 |
| 2025年3月15日 -  | ■京浜東北線（北行） 王子方面 | ■山手線（内回り） 池袋方面 | ■山手線（外回り） 東京方面 | ■京浜東北線（南行） 蒲田方面 | ■宇都宮線・高崎線 大宮方面 | ■宇都宮線・高崎線 大宮方面 ■常磐線・常磐線（快速） 松戸方面 | ■上野東京ライン 横浜方面   | ■常磐線特急「ひたち」「ときわ」 水戸方面 ■上野東京ライン 横浜方面                                                 | ■上野東京ライン 品川方面 ■常磐線・常磐線（快速） 松戸方面 | ■常磐線・常磐線（快速） 松戸方面 | ■常磐線・常磐線（快速） 松戸方面 | ■常磐線・常磐線（快速） 松戸方面 | ■宇都宮線・高崎線 大宮方面                                                | ■宇都宮線・高崎線 大宮方面 ■高崎線特急「あかぎ」「草津・四万」              | ■宇都宮線・高崎線 大宮方面 ■高崎線特急「あかぎ」「草津・四万」              | ■常磐線臨時特急「ひたち」「ときわ」 ■宇都宮線・高崎線 大宮方面 ■高崎線特急「あかぎ」「草津・四万」               | ■常磐線臨時特急「ひたち」「ときわ」 ■宇都宮線・高崎線 大宮方面 ■高崎線特急「あかぎ」「草津・四万」 | 新幹線の改札 | 新幹線の改札 | 新幹線の改札 | 東北・山形・秋田・北海道・ 上越・北陸（長野経由）新幹線 新青森・新函館北斗・新潟・敦賀方面 | 東北・山形・秋田・北海道・ 上越・北陸（長野経由）新幹線 新青森・新函館北斗・新潟・敦賀方面 | 新幹線 東京行 | 新幹線 東京行 |

#### 配線
在来線の駅から北方向に、西から順に、京浜東北線と山手線の方向別複々線（山手線が内側）、東北本線列車線（宇都宮線・高崎線）の複々線（尾久駅手前の尾久車両センター入出庫部の先まで高架ホーム発が外側、地上ホーム発が内側の方向別）、常磐線の複線の計10本の線路が並行する。このうち、東北本線列車線と常磐線からは高架ホーム、地平ホームのほぼすべてへの発着が可能である。このため、シングルスリップスイッチやダブルスリップスイッチを用いた複雑な配線となっている。常磐線の高架線と地平線の分岐・合流点は隣の鶯谷駅付近となるが、これは1968年（昭和43年）に立体交差化されたものである。
南方向に、京浜東北線、山手線の複々線に加えてその東側に留置線群とそれらをつなぐ通路線が秋葉原駅まで続いている。これはかつて東京駅までつながっていた回送線の跡であり、2015年（平成27年）に上野東京ラインとして再び東京駅と結ばれた。これらの線路につながっているのは5 - 9番線であり、10 - 12番線と地平ホームの各線は行き止まりである。下の図は反映されていないが、行き止まりとなっている10番線と11番線の先端（最後尾）部は両ホームを結ぶ通路となっており、9番線から12番線まで平面移動ができる。
東北新幹線上野駅開業時（1985年〈昭和60年〉）の在来線の配線図を以下に示す。基本的に本配線が踏襲されている。主な変更点は1999年（平成11年）に18番線が廃止されている。2015年度（平成27年度）の上野東京ライン開業準備工事で、東京方の下り線路から6番線と、7 - 9番線から上り線路へ両方向同時に転線可能な配線とし、日暮里方で6番線から常磐線下り線路へ進入を円滑にするべく一部付け替えたりなどしている。5番線からも常磐線へ進入可能である。
| ← 東京方面 | 東北新幹線開業時の上野駅在来線配線略図 | → 大宮・取手方面 |
| 凡例 出典:祖田 2006、52頁 水色：京浜東北線 黄緑：山手線 橙：東北本線列車線（高崎線、上信越方面を含む） 青：常磐線 |                                        |                  |

#### 五ツ星広場
寝台特急列車が発着する13番線ホームは普通列車4・5号車停車位置付近に、寝台特急の乗客以外も利用可能な、寝台特急の到着待ち休憩所「五ツ星広場」があった。2015年（平成27年）に「北斗星」の定期運行が廃止されて寝台特急列車の定期発着がなくなり、解放機会がなくなり、案内板から消去され、設備等が撤去され、ホームの一部として復元された。代わりに13番線ホームの各所に常時使用可能のベンチが設置された。
開設当初はテーブルが設置されるなどオープンカフェ風であったが、2011年（平成23年）時点で大幅に縮小し、椅子のみを配置して南北2か所に分割されている。北側エリアの壁は13番線から発着する「カシオペア」で使用されるE26系の車体を意識して作られており、同系列車体と同一の5色ラインが配されている。
五ツ星広場で迷惑行為があったため、2012年（平成24年）8月25日から、利用可能時間が制限された。寝台列車発車の約1時間前から列車の発車まで利用可能であり、利用時間は、15時00分 - 16時20分（「カシオペア」・運転日に限る）、17時50分 - 19時03分（「北斗星」）、20時00分 - 21時15分（「あけぼの」）である。これら以外の時間は、伸縮門扉によって閉鎖されていた。これに伴って15番線と16番線との間、石川啄木の歌碑の横にベンチが2脚、設置された。

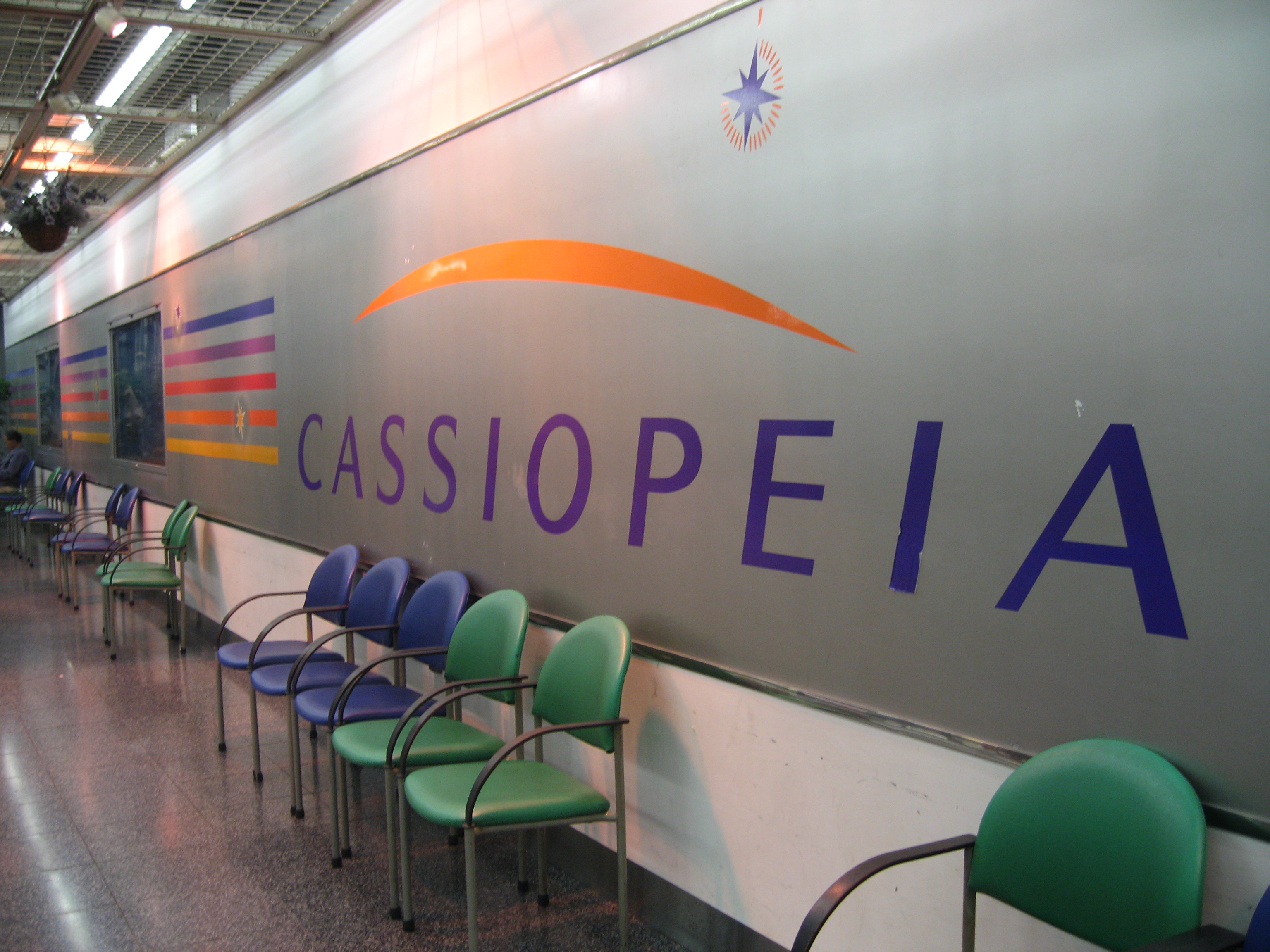
2007年の五ツ星広場
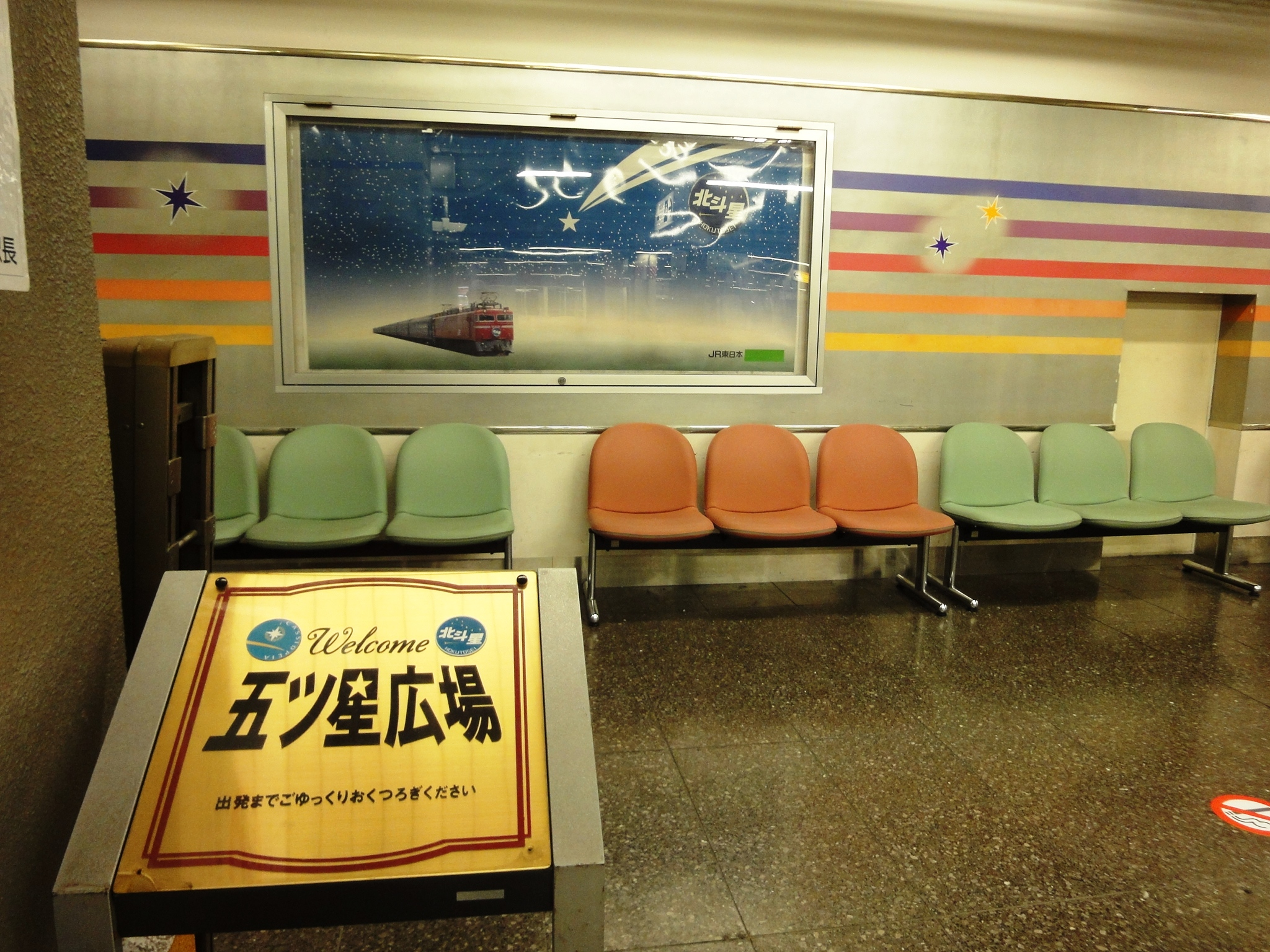
2012年の五ツ星広場
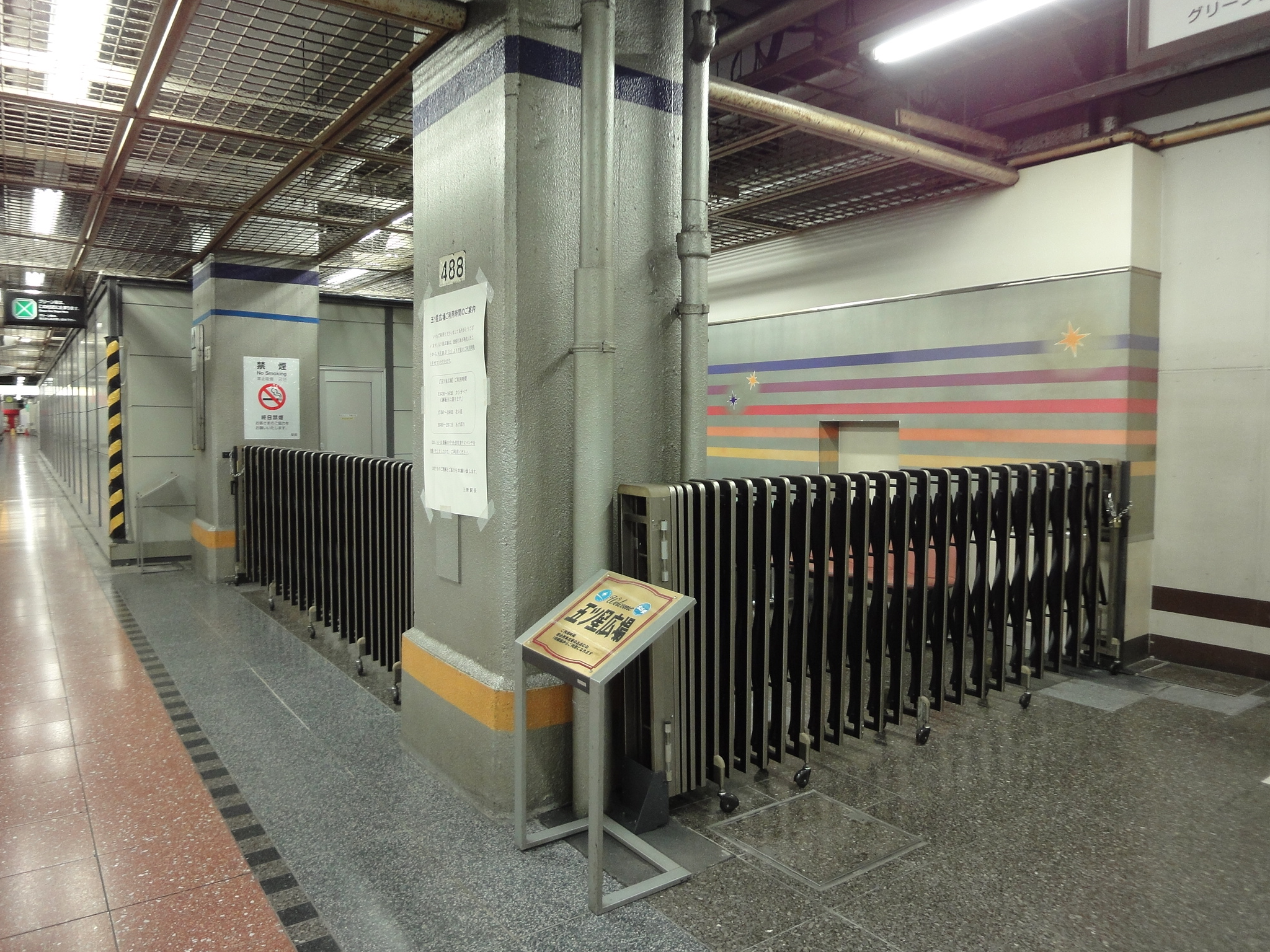
閉鎖時間帯の五ツ星広場

### 東京メトロ
銀座線は相対式ホーム2面2線を有する地下駅。エスカレーターは設置されていないが、ホームから改札口までのエレベーターはホーム浅草方の端に設置されており、浅草側に改札口からJR連絡階へ通じるエレベーターがある。銀座線は上野検車区が駅の至近に位置し、ラッシュ時に当駅を始発・終着とする電車がある。これは大晦日から元旦にかけての終夜運転も同様で、当駅 - 浅草駅間は7.5分間隔、当駅 - 渋谷駅間は15分間隔で運転される。1987年（昭和62年）にホームの拡幅工事が行われ、渋谷方面のホームに、日本最初の地下鉄開業を告知するポスターのレプリカが煉瓦壁とともに設置されている。
日比谷線は相対式ホーム2面2線を有する地下駅。出口階段はホームの前後にあるが、ホームから改札口へ通じるエレベーターは中目黒方面が中央に、北千住方面が仲御徒町寄りにある。中目黒方面は別に改札口が設置され、前述のホームへのエレベーターに通じている（平日朝の通勤時間帯のみは階段も使用できる）。同じくホームから改札口へ通じるエスカレーターは、中目黒方面は北千住寄り、北千住方面は中目黒寄りに設置されている。中目黒方面ホーム中央に、発車標とは別に電車位置の現示装置が設置されている。定期ダイヤでの当駅始終着列車の設定はないが、輸送障害発生時には隣駅の仲御徒町駅にある片渡り線を使用する形で、当駅での折り返し運転を行う場合がある。
銀座線の渋谷側改札口から地下の連絡通路を経由して、京成電鉄の京成上野駅、上野中央通り地下駐車場と中央通りの地下連絡通路に接続している。
両線の改札口は各々独立しており、改札内で連絡していないため、普通乗車券や回数券で銀座線と日比谷線を乗り換える際は、改札を出る際に乗車券が回収されずに出口に戻る乗り換え専用のオレンジ色の自動改札機を通る必要がある。PASMO・SuicaなどのICカードでの乗り換えはどの自動改札機からもタッチできる。いずれも、60分の時間制限がある。
従来あった駅ナカ商業施設「メトロピア」は改装され「エチカフィット上野」として2009年（平成21年）2月20日に開業した。リニューアル工事のため、2015年（平成27年）3月に営業を一時終了したが、2017年（平成29年）12月に再オープンした。
日比谷線駅構内に、東京メトロのお忘れ物総合取扱所が設置されていたが、2015年（平成27年）3月29日に南北線飯田橋駅へ移転した。
駅務管区所在駅で、上野駅務管区として上野地域、秋葉原地域、茅場町地域を管理する。

#### のりば
東京メトロの路線同士はホーム番号（番線表示）を連続することが多いが、当駅での銀座線と日比谷線のホーム番号は連番ではなく、両線ともに1・2番線である。都営地下鉄浅草線および大江戸線の蔵前駅も当駅と同様で、それぞれ1番線・2番線である。
| 番線           | 路線     | 行先                     |
| -------------- | -------- | ------------------------ |
| 銀座線ホーム   |          |                          |
| 1              | 銀座線   | 渋谷方面                 |
| 2              | 銀座線   | 浅草方面                 |
| 日比谷線ホーム |          |                          |
| 1              | 日比谷線 | 中目黒方面               |
| 2              | 日比谷線 | 北千住・久喜・南栗橋方面 |

付記事項
- 両路線ともカーブ上にホームがある。2018年（平成30年）のホームリニューアルの際に「銀座線アーカイブ」が設置され、実際に使用された第三軌条や列車の接近表示器などが展示されている。接近表示器は設置当時のものとやや異なっているが、現在も列車接近時には点滅させている。
- 2020年（令和2年）6月6日から日比谷線で運行している座席指定列車「THライナー」については、久喜発恵比寿行きは降車のみ、霞ケ関発久喜行きは乗車のみ取り扱うため、当駅から東京メトロ線内のみの利用はできない[報道 27]。

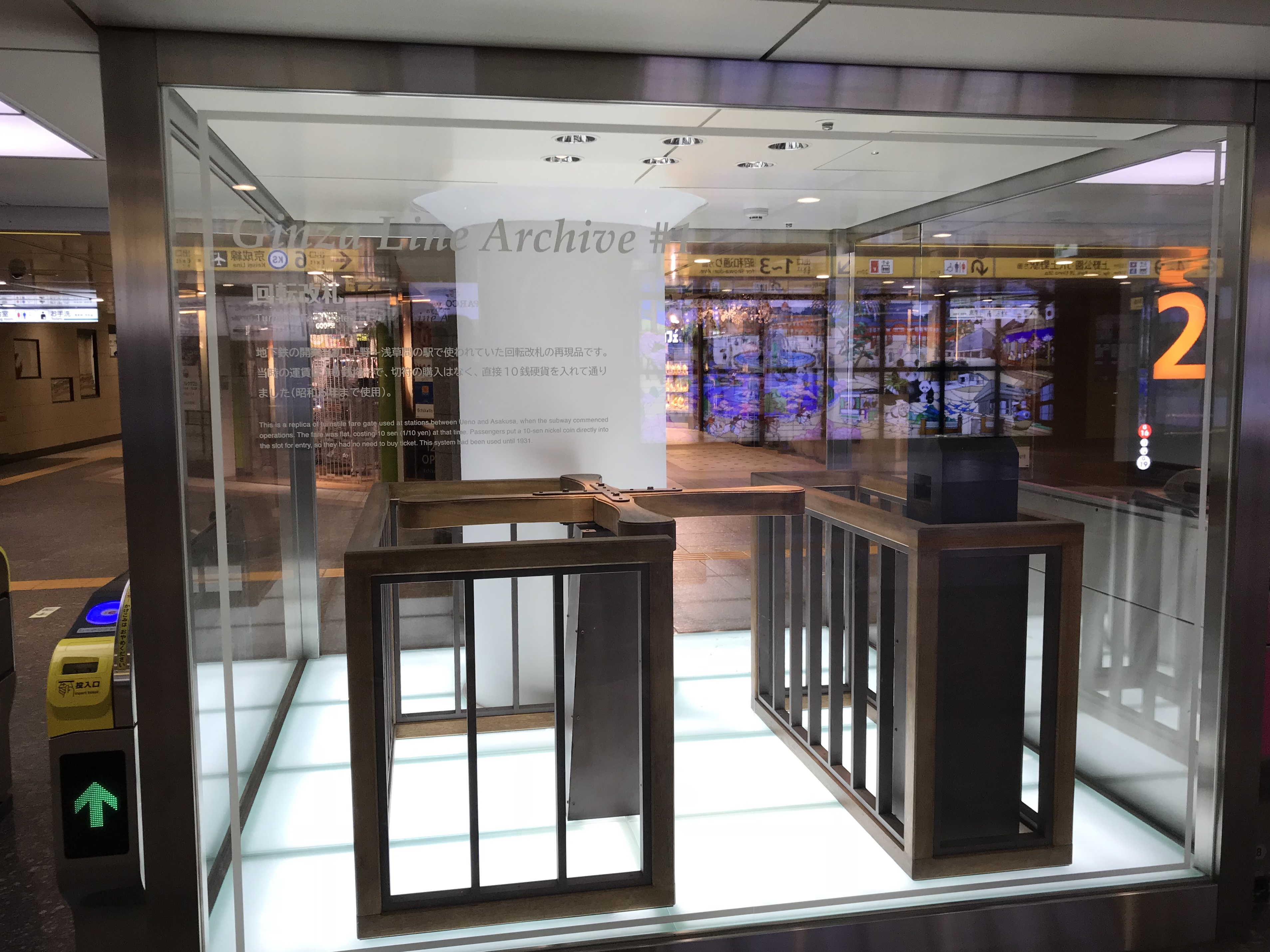
JR上野駅方面改札にある回転改札のモニュメント（2018年1月）
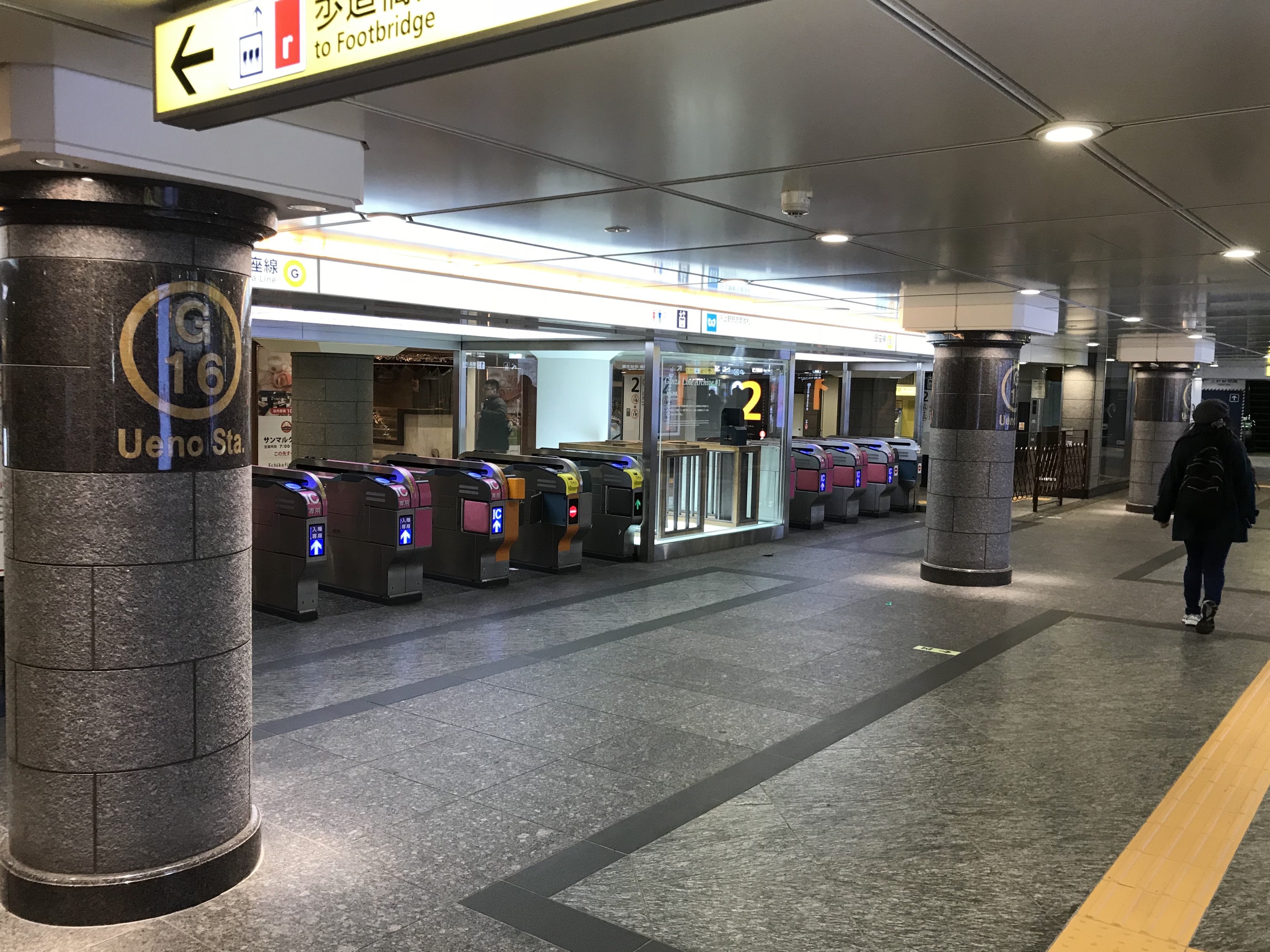
JR上野駅方面改札口（2018年1月）
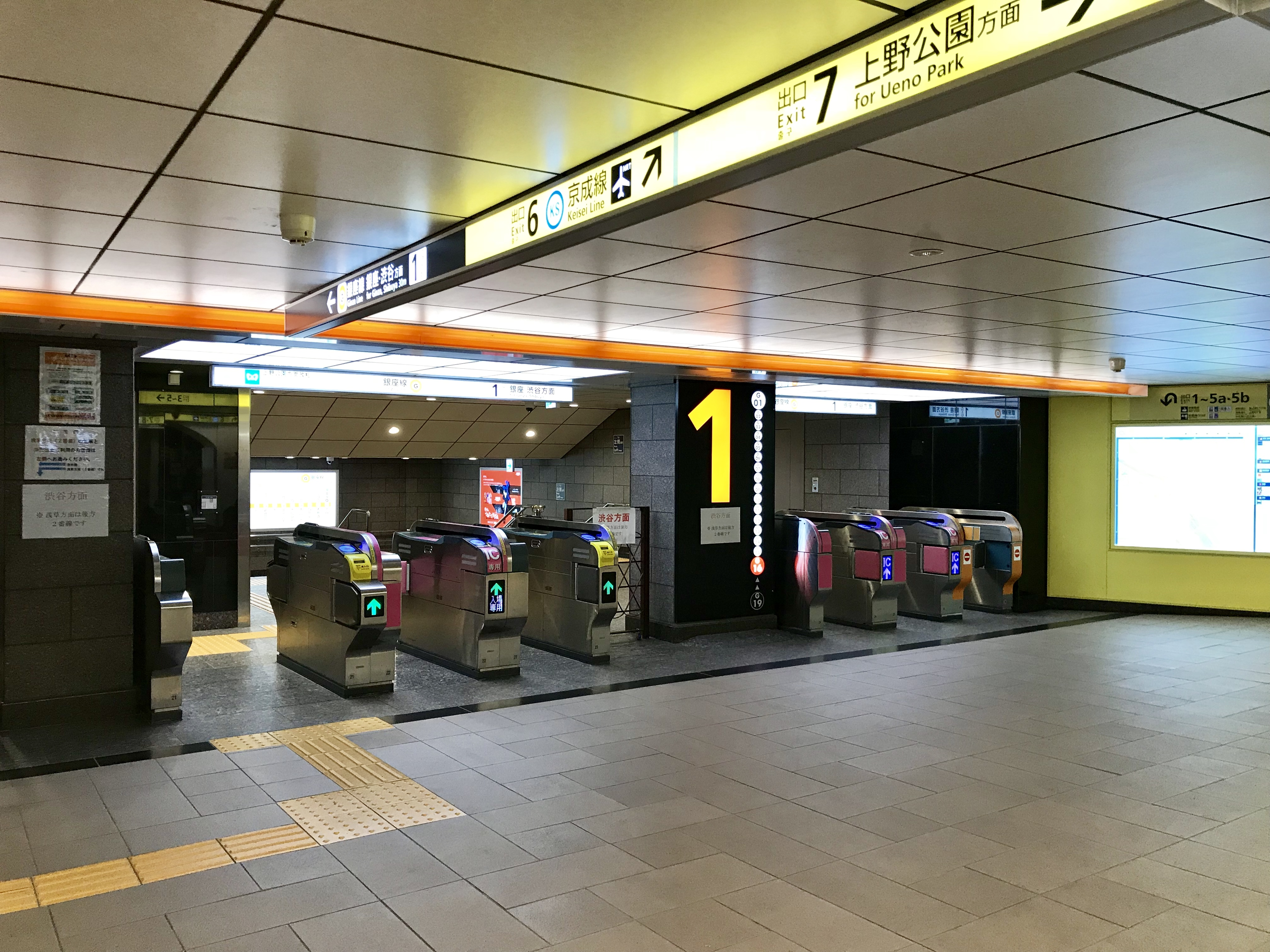
1番線側上野公園方面改札口（2018年10月）
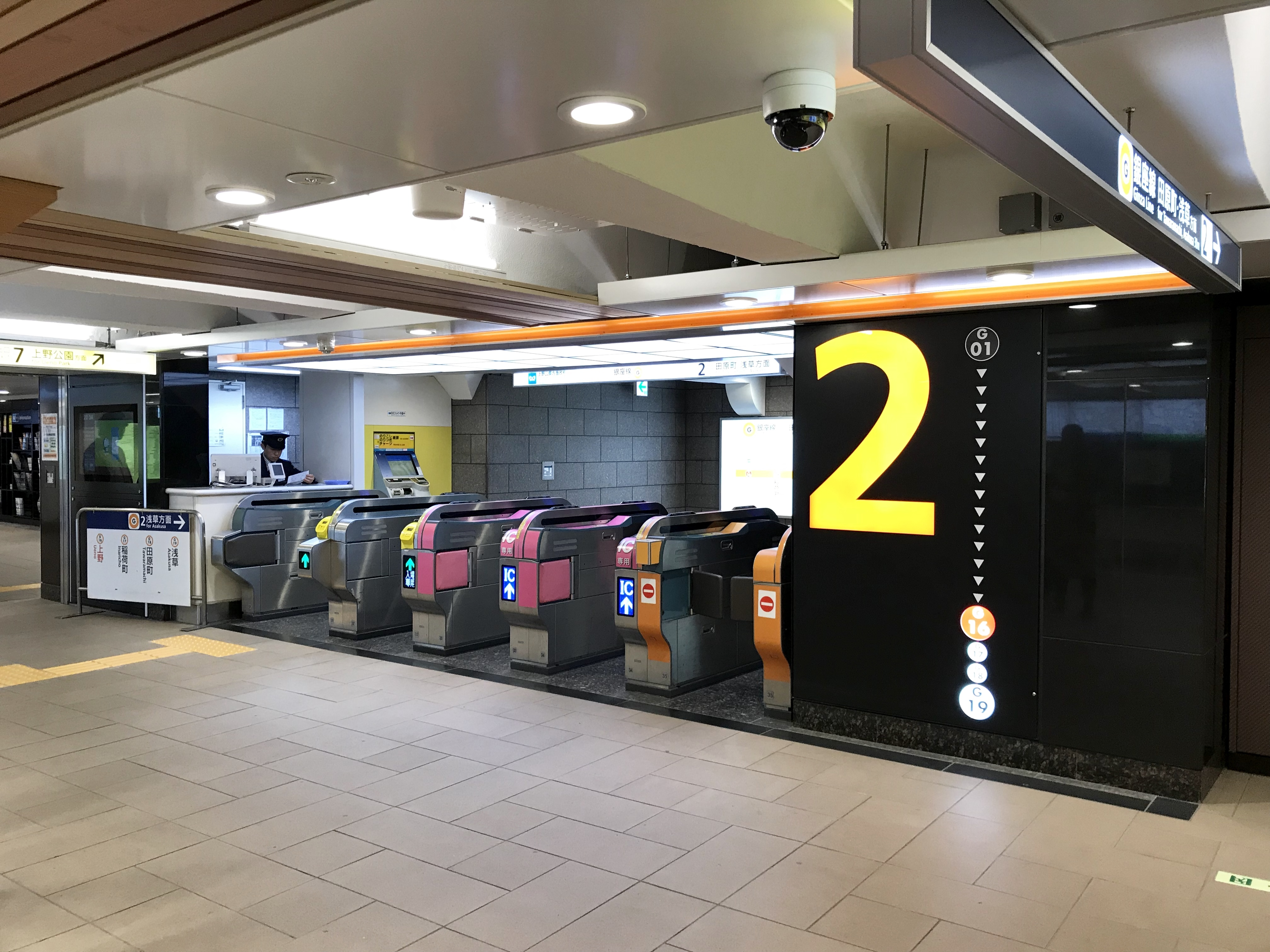
2番線側上野公園方面改札口（2018年10月）
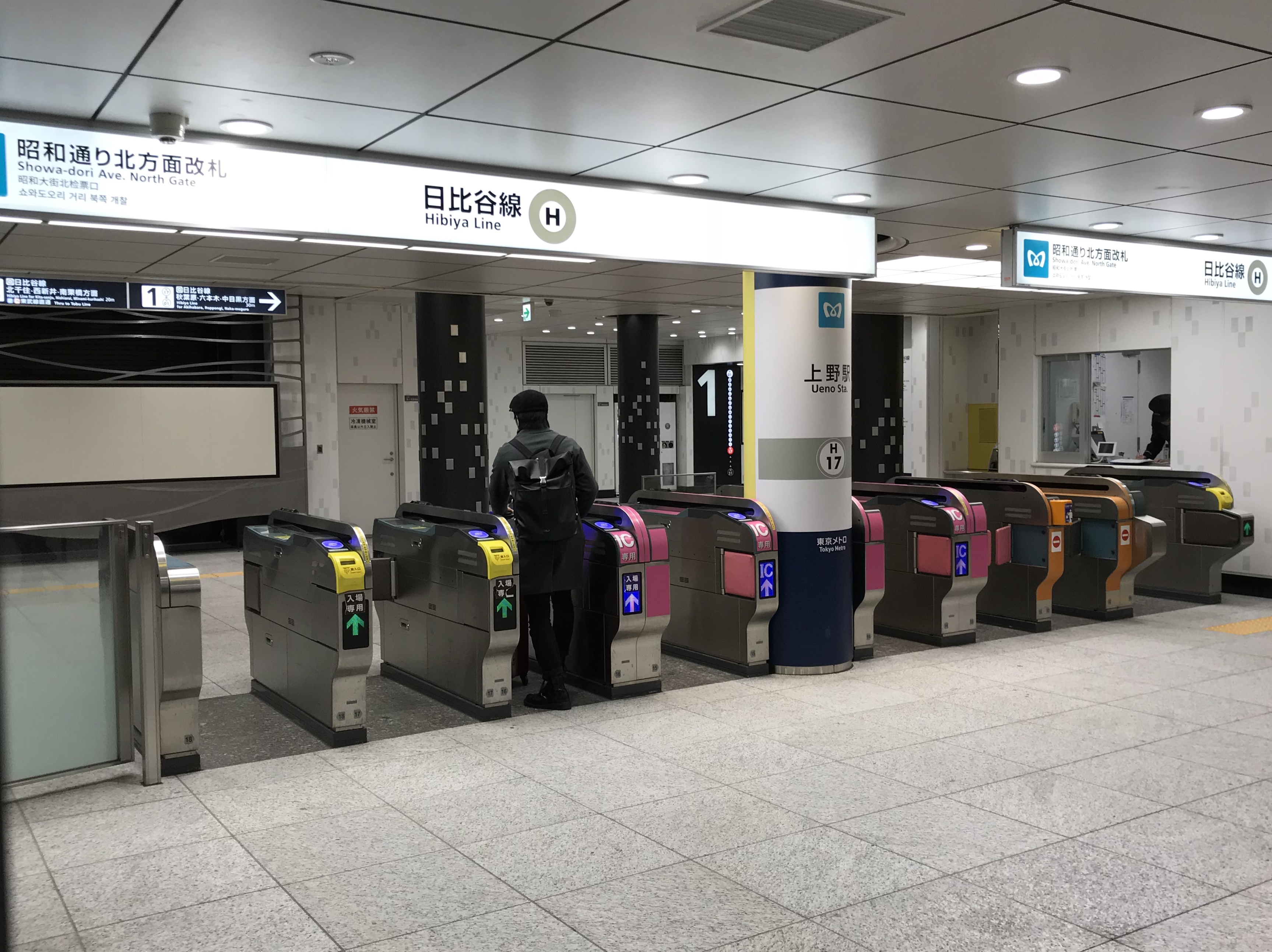
昭和通り北方面改札口（2018年1月）
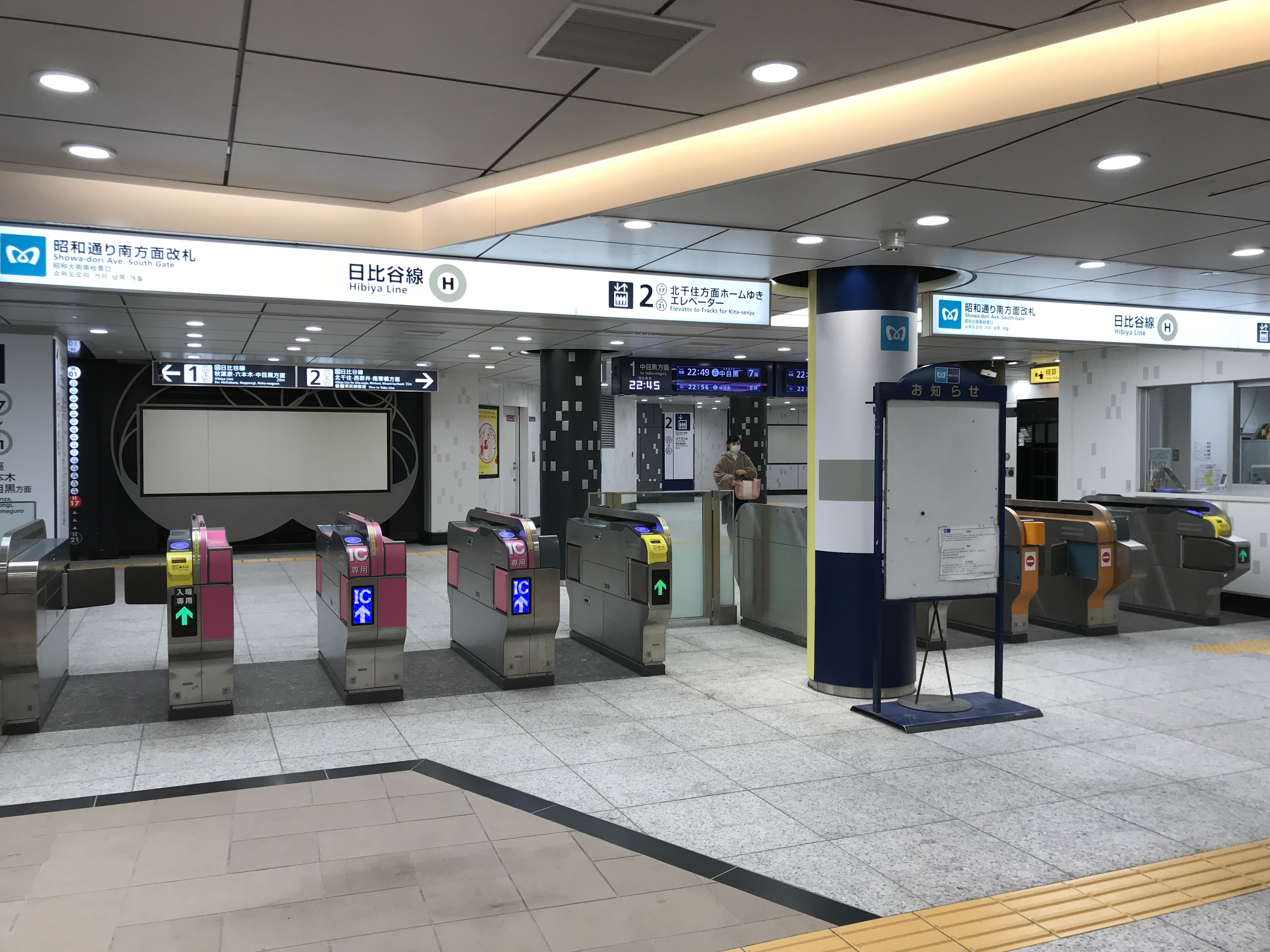
昭和通り南方面改札口（2018年1月）
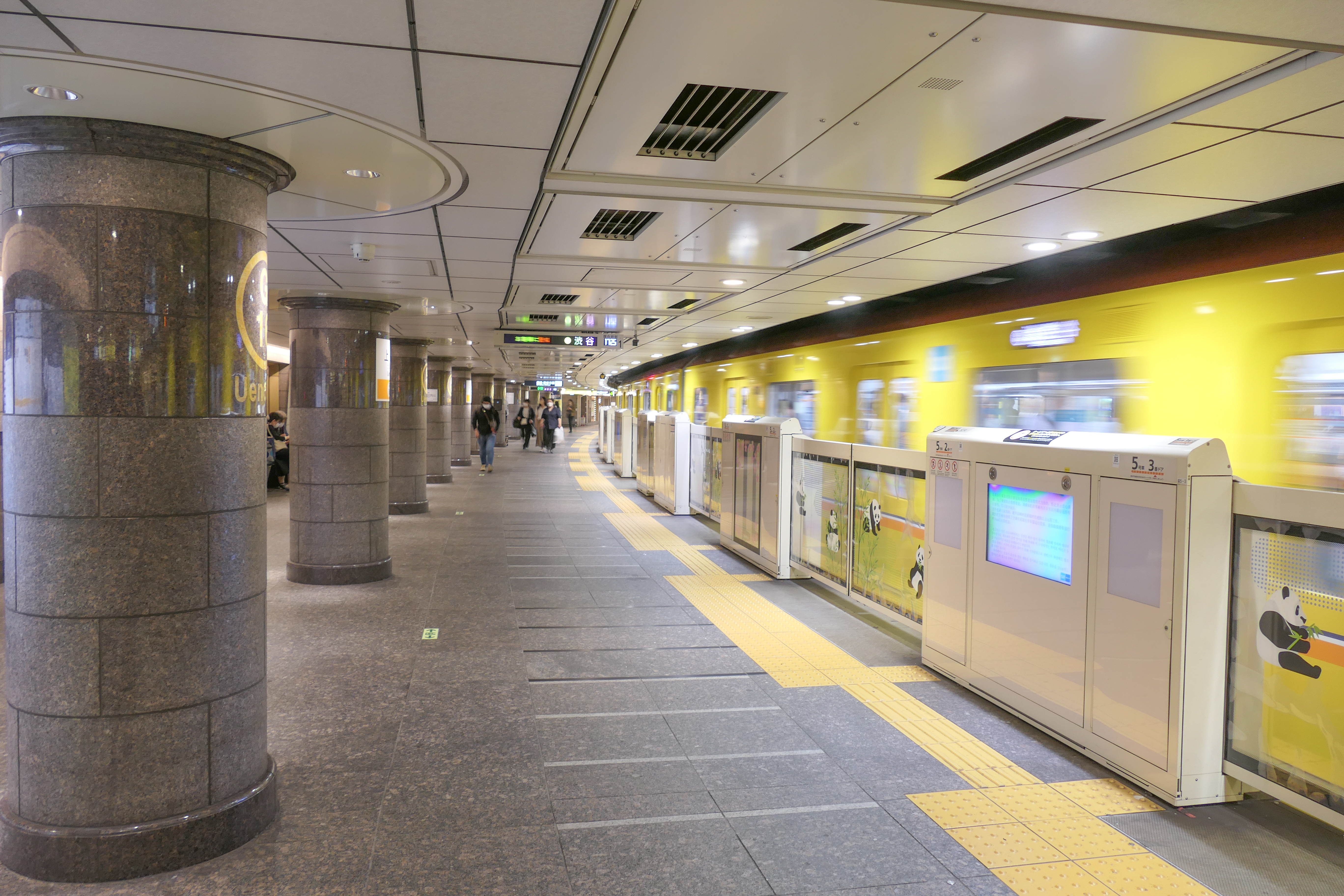
銀座線1番ホーム（2022年4月）
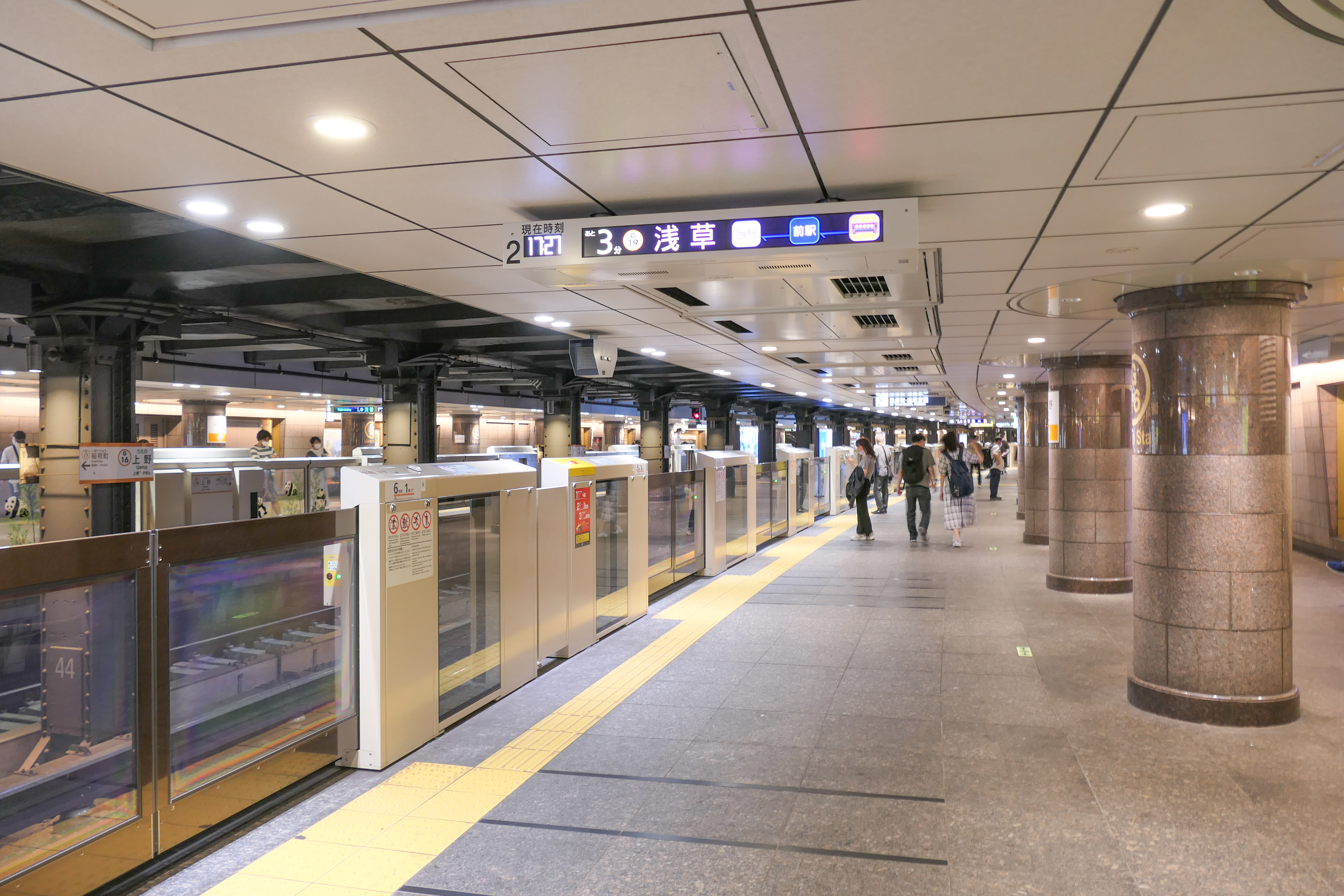
銀座線2番ホーム（2022年4月）
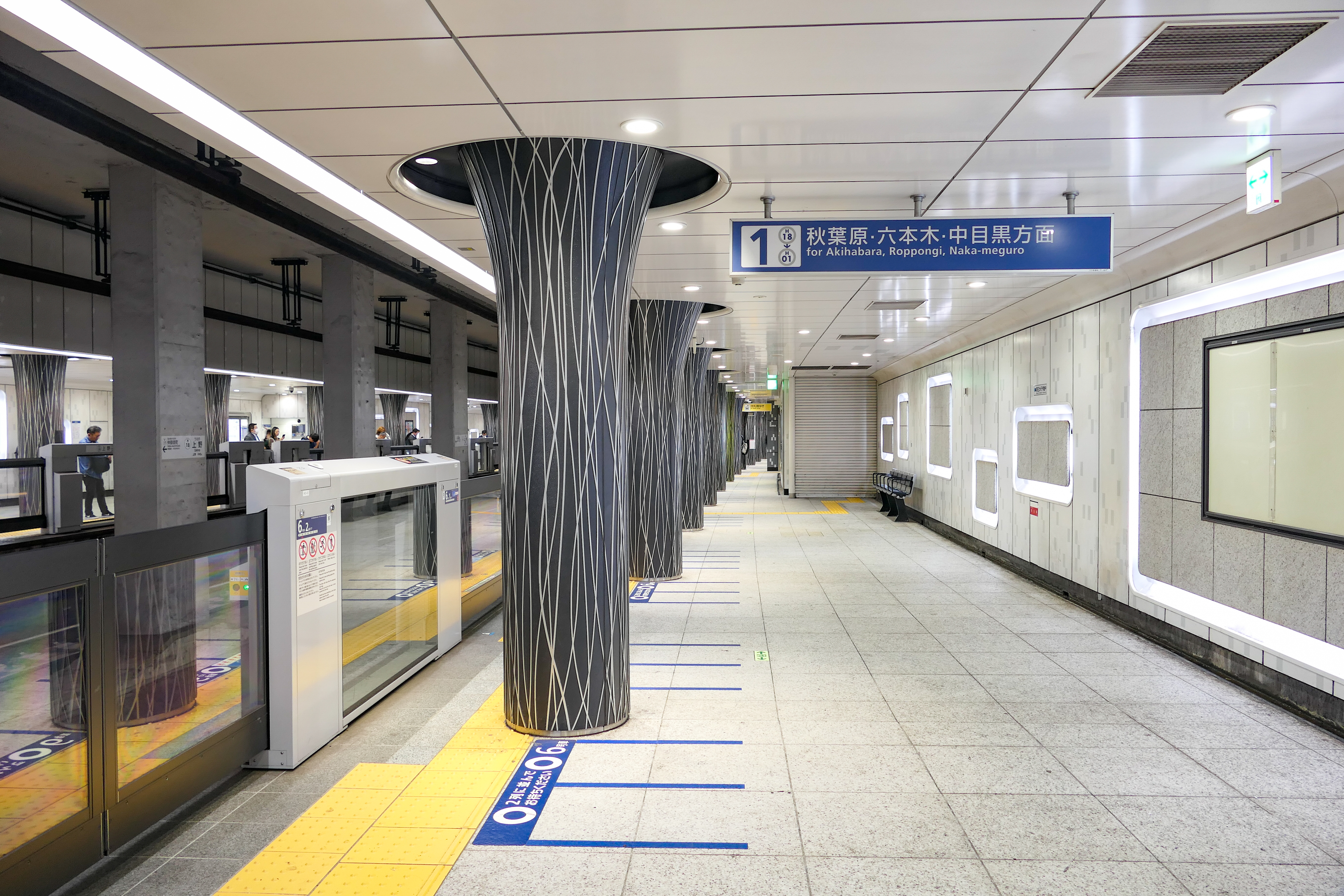
日比谷線1番ホーム（2023年11月）
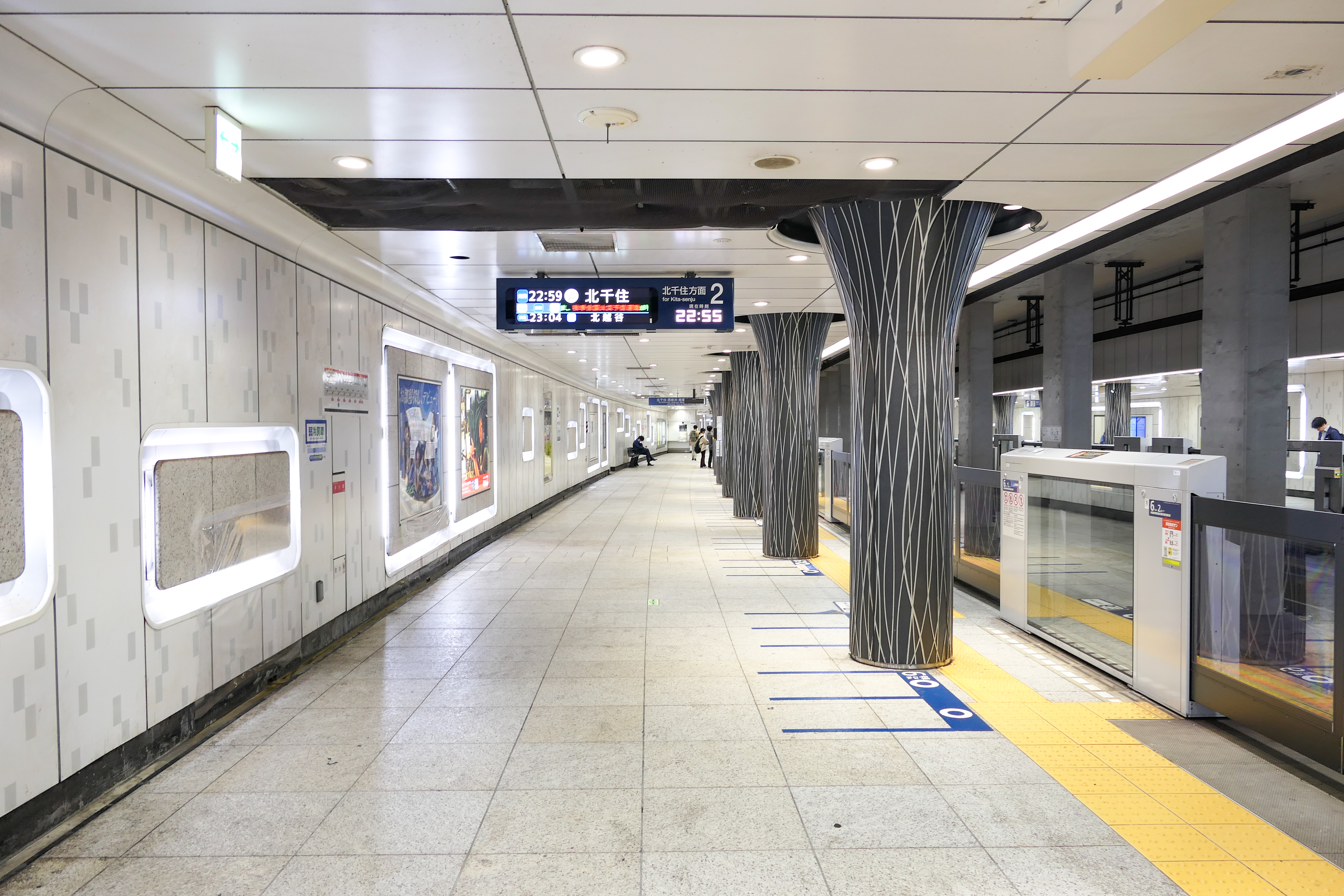
日比谷線2番ホーム（2023年11月）

#### 発車メロディ
全ホームでスイッチ制作の発車メロディ（発車サイン音）を使用している。
銀座線ホームでは、2012年（平成24年）10月30日から森山直太朗の「さくら（独唱）」をアレンジしたメロディを使用している。
| 番線           | 路線         | 曲名                    | 作曲者（編曲者）     |
| 銀座線ホーム   | 銀座線ホーム | 銀座線ホーム            | 銀座線ホーム         |
| -------------- | ------------ | ----------------------- | -------------------- |
| 1              | 銀座線       | さくら（独唱）（サビ）  | 森山直太朗（塩塚博） |
| 2              | 銀座線       | さくら（独唱）（Aメロ） | 森山直太朗（塩塚博） |
| 日比谷線ホーム |              |                         |                      |
| 1              | 日比谷線     | Toy garden              | 大和優子             |
| 2              | 日比谷線     | さあ、行くよ！          | 福嶋尚哉             |

## 駅弁
主な駅弁は下記の通り。
- 平泉うにほたて重
- 伊達かきめし
- まぐろいくら弁当
- 横濱中華弁当
- 幕の内弁当
- 幕之内弁当
- やまゆり牛しぐれ煮弁当
- かながわ味わい弁当（季節によって内容が変わる：春・初夏・夏・秋・冬）
- 三元豚とんかつ弁当
- しらす弁当
- お赤飯弁当
- 深川めし
- 30品目バランス弁当
- シウマイ弁当
- 炒飯弁当
- とりめし
- チキン弁当
- しょうが焼弁当
- 横濱ピラフ
- おべんとう（季節によって内容が変わる：春・初夏・夏・秋・冬）
- 横濱チャーハン
- 昔ながらのシウマイ15個入
- 牛肉弁当
- こだわりのとんかつ弁当

## 利用状況
埼玉県・千葉県北西部・北関東方面に直通する主要鉄道路線のターミナル駅であるが、東京駅と同様にJR路線間の乗り換え客が主体であることからその規模の大きさに対して統計上の乗車人員は少ない。特に新幹線の乗車人員は全列車停車の仙台駅、さらには最速達種別が一切停車しない宇都宮駅や高崎駅よりも少ない。改札を通らない乗客は乗降人員に計上されないが、実際は朝夕を中心に乗換客で慢性的に混雑が見られる。
平日朝は当駅止まりの宇都宮線・高崎線・常磐線の列車から降車後に3・4番線ホームに流れる人の波が絶えず続き、同ホームを発着する山手線・京浜東北線電車に一斉に乗り込む。山手線と京浜東北線の上野 - 御徒町間は、ラッシュ時に平均乗車率が常時200%余で国内最高の混雑区間であったが、2015年（平成27年）3月14日に上野東京ラインが開業すると当駅の乗換客は大幅に減少し、上野 - 御徒町間の混雑も170%程度に緩和した。
2017年度（平成29年度）の各社合計の1日平均乗降人員は約61万人、年間に約2億2300万人である。京成上野駅を含めた場合1日平均乗降人員は約66万人、年間で約2億4100万人である。

### JR東日本
2023年度（令和5年度）の1日平均乗車人員は162,555人である。
同社の駅で高田馬場駅に次ぐ第13位である。1988年度（昭和63年度）にピークを迎えた後は20万人台を維持したが、1993年度（平成5年度）から2001年度（平成13年度）にかけて減少して2000年度（平成12年度）に19万人を割った。以後ほぼ横ばい傾向だが1991年度（平成3年度）に大宮駅に抜かれ、宇都宮線・高崎線で最多駅ではなくなった。2006年度（平成18年度）に北千住駅に抜かれ、常磐線の乗車人員最多駅ではなくなった。
全乗車人員に対する定期外利用客の割合が高く、全体の6割弱を占める。1日平均定期外利用客は10万人を上回り、大宮駅や新橋駅に匹敵する。1日平均定期利用客は9万人を下回り、蒲田駅や船橋駅より少ない。
- 2023年度（令和5年度）の新幹線の1日平均乗車人員は11,559人である[新 1]。
同社の駅で宇都宮駅に次ぐ第6位である。

各年度の推移は以下のとおりである。

#### 1日平均乗車人員（1880年代 - 1930年代）
| 1日平均乗車人員推移（日本鉄道／国鉄） （1880年代 - 1930年代） | 1日平均乗車人員推移（日本鉄道／国鉄） （1880年代 - 1930年代） | 1日平均乗車人員推移（日本鉄道／国鉄） （1880年代 - 1930年代） |
| 年度                                                          | 乗車人員                                                      | 出典 （東京府）                                               |
| ------------------------------------------------------------- | ------------------------------------------------------------- | ------------------------------------------------------------- |
| 1883年（明治16年）                                            | 528                                                           | [ 府 1 ]                                                      |
| 1884年（明治17年）                                            | 635                                                           | [ 府 2 ]                                                      |
| 1885年（明治18年）                                            | 566                                                           | [ 府 2 ]                                                      |
| 1886年（明治19年）                                            | 579                                                           | [ 府 3 ]                                                      |
| 1888年（明治21年）                                            | 1,655                                                         | [ 府 4 ]                                                      |
| 1890年（明治23年）                                            | 1,990                                                         | [ 府 5 ]                                                      |
| 1891年（明治24年）                                            | 1,985                                                         | [ 府 6 ]                                                      |
| 1893年（明治26年）                                            | 2,002                                                         | [ 府 7 ]                                                      |
| 1895年（明治28年）                                            | 2,481                                                         | [ 府 8 ]                                                      |
| 1896年（明治29年）                                            | 2,863                                                         | [ 府 9 ]                                                      |
| 1897年（明治30年）                                            | 3,502                                                         | [ 府 10 ]                                                     |
| 1898年（明治31年）                                            | 3,958                                                         | [ 府 11 ]                                                     |
| 1899年（明治32年）                                            | 3,989                                                         | [ 府 12 ]                                                     |
| 1900年（明治33年）                                            | 4,347                                                         | [ 府 13 ]                                                     |
| 1901年（明治34年）                                            | 4,373                                                         | [ 府 14 ]                                                     |
| 1902年（明治35年）                                            | 4,229                                                         | [ 府 15 ]                                                     |
| 1903年（明治36年）                                            | 4,052                                                         | [ 府 16 ]                                                     |
| 1904年（明治37年）                                            | 4,179                                                         | [ 府 17 ]                                                     |
| 1905年（明治38年）                                            | 5,076                                                         | [ 府 18 ]                                                     |
| 1907年（明治40年）                                            | 7,337                                                         | [ 府 19 ]                                                     |
| 1908年（明治41年）                                            | 7,310                                                         | [ 府 20 ]                                                     |
| 1909年（明治42年）                                            | 7,325                                                         | [ 府 21 ]                                                     |
| 1911年（明治44年）                                            | 9,987                                                         | [ 府 22 ]                                                     |
| 1912年（大正元年）                                            | 10,250                                                        | [ 府 23 ]                                                     |
| 1913年（大正02年）                                            | 10,078                                                        | [ 府 24 ]                                                     |
| 1914年（大正03年）                                            | 10,748                                                        | [ 府 25 ]                                                     |
| 1915年（大正04年）                                            | 9,650                                                         | [ 府 26 ]                                                     |
| 1916年（大正05年）                                            | 11,357                                                        | [ 府 27 ]                                                     |
| 1919年（大正08年）                                            | 18,608                                                        | [ 府 28 ]                                                     |
| 1920年（大正09年）                                            | 21,790                                                        | [ 府 29 ]                                                     |
| 1922年（大正11年）                                            | 29,213                                                        | [ 府 30 ]                                                     |
| 1923年（大正12年）                                            | 33,212                                                        | [ 府 31 ]                                                     |
| 1924年（大正13年）                                            | 35,035                                                        | [ 府 32 ]                                                     |
| 1925年（大正14年）                                            | 34,299                                                        | [ 府 33 ]                                                     |
| 1926年（昭和元年）                                            | 35,155                                                        | [ 府 34 ]                                                     |
| 1927年（昭和02年）                                            | 37,920                                                        | [ 府 35 ]                                                     |
| 1928年（昭和03年）                                            | 43,519                                                        | [ 府 36 ]                                                     |
| 1929年（昭和04年）                                            | 39,398                                                        | [ 府 37 ]                                                     |
| 1930年（昭和05年）                                            | 33,580                                                        | [ 府 38 ]                                                     |
| 1931年（昭和06年）                                            | 30,976                                                        | [ 府 39 ]                                                     |
| 1932年（昭和07年）                                            | 30,326                                                        | [ 府 40 ]                                                     |
| 1933年（昭和08年）                                            | 31,884                                                        | [ 府 41 ]                                                     |
| 1934年（昭和09年）                                            | 32,662                                                        | [ 府 42 ]                                                     |
| 1935年（昭和10年）                                            | 33,039                                                        | [ 府 43 ]                                                     |

#### 1日平均乗車人員（1953年 - 2000年）
| 1日平均乗車人員推移（国鉄／JR東日本）（1953年 - 2000年） | 1日平均乗車人員推移（国鉄／JR東日本）（1953年 - 2000年） | 1日平均乗車人員推移（国鉄／JR東日本）（1953年 - 2000年） | 1日平均乗車人員推移（国鉄／JR東日本）（1953年 - 2000年） | 1日平均乗車人員推移（国鉄／JR東日本）（1953年 - 2000年） |
| 年度                                                     | 乗車人員                                                 | 順位                                                     | 出典                                                     | 出典                                                     |
| 年度                                                     | 乗車人員                                                 | 順位                                                     | JR                                                       | 東京都                                                   |
| -------------------------------------------------------- | -------------------------------------------------------- | -------------------------------------------------------- | -------------------------------------------------------- | -------------------------------------------------------- |
| 1953年（昭和28年）                                       | 88,169                                                   |                                                          |                                                          | [ 都 1 ]                                                 |
| 1954年（昭和29年）                                       | 93,880                                                   |                                                          |                                                          | [ 都 2 ]                                                 |
| 1955年（昭和30年）                                       | 99,196                                                   |                                                          |                                                          | [ 都 3 ]                                                 |
| 1956年（昭和31年）                                       | 104,409                                                  |                                                          |                                                          | [ 都 4 ]                                                 |
| 1957年（昭和32年）                                       | 105,830                                                  |                                                          |                                                          | [ 都 5 ]                                                 |
| 1958年（昭和33年）                                       | 108,753                                                  |                                                          |                                                          | [ 都 6 ]                                                 |
| 1959年（昭和34年）                                       | 115,233                                                  |                                                          |                                                          | [ 都 7 ]                                                 |
| 1960年（昭和35年）                                       | 126,742                                                  |                                                          |                                                          | [ 都 8 ]                                                 |
| 1961年（昭和36年）                                       | 127,495                                                  |                                                          |                                                          | [ 都 9 ]                                                 |
| 1962年（昭和37年）                                       | 137,716                                                  |                                                          |                                                          | [ 都 10 ]                                                |
| 1963年（昭和38年）                                       | 149,958                                                  |                                                          |                                                          | [ 都 11 ]                                                |
| 1964年（昭和39年）                                       | 160,820                                                  |                                                          |                                                          | [ 都 12 ]                                                |
| 1965年（昭和40年）                                       | 160,204                                                  |                                                          |                                                          | [ 都 13 ]                                                |
| 1966年（昭和41年）                                       | 163,538                                                  |                                                          |                                                          | [ 都 14 ]                                                |
| 1967年（昭和42年）                                       | 167,358                                                  |                                                          |                                                          | [ 都 15 ]                                                |
| 1968年（昭和43年）                                       | 175,062                                                  |                                                          |                                                          | [ 都 16 ]                                                |
| 1969年（昭和44年）                                       | 173,364                                                  |                                                          |                                                          | [ 都 17 ]                                                |
| 1970年（昭和45年）                                       | 169,951                                                  |                                                          |                                                          | [ 都 18 ]                                                |
| 1971年（昭和46年）                                       | 181,489                                                  |                                                          |                                                          | [ 都 19 ]                                                |
| 1972年（昭和47年）                                       | 176,186                                                  |                                                          |                                                          | [ 都 20 ]                                                |
| 1973年（昭和48年）                                       | 185,496                                                  |                                                          |                                                          | [ 都 21 ]                                                |
| 1974年（昭和49年）                                       | 186,732                                                  |                                                          |                                                          | [ 都 22 ]                                                |
| 1975年（昭和50年）                                       | 174,495                                                  |                                                          |                                                          | [ 都 23 ]                                                |
| 1976年（昭和51年）                                       | 172,244                                                  |                                                          |                                                          | [ 都 24 ]                                                |
| 1977年（昭和52年）                                       | 165,279                                                  |                                                          |                                                          | [ 都 25 ]                                                |
| 1978年（昭和53年）                                       | 163,608                                                  |                                                          |                                                          | [ 都 26 ]                                                |
| 1979年（昭和54年）                                       | 162,409                                                  |                                                          |                                                          | [ 都 27 ]                                                |
| 1980年（昭和55年）                                       | 161,178                                                  |                                                          |                                                          | [ 都 28 ]                                                |
| 1981年（昭和56年）                                       | 158,986                                                  |                                                          |                                                          | [ 都 29 ]                                                |
| 1982年（昭和57年）                                       | 154,460                                                  |                                                          |                                                          | [ 都 30 ]                                                |
| 1983年（昭和58年）                                       | 154,743                                                  |                                                          |                                                          | [ 都 31 ]                                                |
| 1984年（昭和59年）                                       | 157,912                                                  |                                                          |                                                          | [ 都 32 ]                                                |
| 1985年（昭和60年）                                       | 171,044                                                  |                                                          |                                                          | [ 都 33 ]                                                |
| 1986年（昭和61年）                                       | 169,534                                                  |                                                          |                                                          | [ 都 34 ]                                                |
| 1987年（昭和62年）                                       | 170,792                                                  |                                                          |                                                          | [ 都 35 ]                                                |
| 1988年（昭和63年）                                       | 224,962                                                  |                                                          |                                                          | [ 都 36 ]                                                |
| 1989年（平成元年）                                       | 205,066                                                  |                                                          |                                                          | [ 都 37 ]                                                |
| 1990年（平成02年）                                       | 216,899                                                  |                                                          |                                                          | [ 都 38 ]                                                |
| 1991年（平成03年）                                       | 216,593                                                  |                                                          |                                                          | [ 都 39 ]                                                |
| 1992年（平成04年）                                       | 216,244                                                  |                                                          |                                                          | [ 都 40 ]                                                |
| 1993年（平成05年）                                       | 217,734                                                  |                                                          |                                                          | [ 都 41 ]                                                |
| 1994年（平成06年）                                       | 210,636                                                  |                                                          |                                                          | [ 都 42 ]                                                |
| 1995年（平成07年）                                       | 207,735                                                  |                                                          |                                                          | [ 都 43 ]                                                |
| 1996年（平成08年）                                       | 207,636                                                  |                                                          |                                                          | [ 都 44 ]                                                |
| 1997年（平成09年）                                       | 201,602                                                  |                                                          |                                                          | [ 都 45 ]                                                |
| 1998年（平成10年）                                       | 195,482                                                  |                                                          |                                                          | [ 都 46 ]                                                |
| 1999年（平成11年）                                       | 195,654                                                  | 10位                                                     | [ JR 2 ]                                                 | [ 都 47 ]                                                |
| 2000年（平成12年）                                       | 189,388                                                  | 10位                                                     | [ JR 3 ]                                                 | [ 都 48 ]                                                |

#### 1日平均乗車人員（2001年以降）
| 1日平均乗車人員推移（JR東日本）（2001年度以降） | 1日平均乗車人員推移（JR東日本）（2001年度以降） | 1日平均乗車人員推移（JR東日本）（2001年度以降） | 1日平均乗車人員推移（JR東日本）（2001年度以降） | 1日平均乗車人員推移（JR東日本）（2001年度以降） | 1日平均乗車人員推移（JR東日本）（2001年度以降） | 1日平均乗車人員推移（JR東日本）（2001年度以降） | 1日平均乗車人員推移（JR東日本）（2001年度以降） | 1日平均乗車人員推移（JR東日本）（2001年度以降） | 1日平均乗車人員推移（JR東日本）（2001年度以降） | 1日平均乗車人員推移（JR東日本）（2001年度以降） | 1日平均乗車人員推移（JR東日本）（2001年度以降） |
| 年度                                            | 計                                              | 計                                              | 計                                              | 計                                              | 計                                              | 新幹線                                          | 新幹線                                          | 新幹線                                          | 新幹線                                          | 出典                                            | 出典                                            |
| 年度                                            | 定期外                                          | 定期                                            | 合計                                            | 前年度比                                        | 順位                                            | 定期外                                          | 定期                                            | 合計                                            | 前年度比                                        | JR東日本                                        | 東京都                                          |
| ----------------------------------------------- | ----------------------------------------------- | ----------------------------------------------- | ----------------------------------------------- | ----------------------------------------------- | ----------------------------------------------- | ----------------------------------------------- | ----------------------------------------------- | ----------------------------------------------- | ----------------------------------------------- | ----------------------------------------------- | ----------------------------------------------- |
| 2001年（平成13年）                              |                                                 |                                                 | 185,661                                         |                                                 | 10位                                            | 非公表                                          | 非公表                                          | 非公表                                          | 非公表                                          | [ JR 4 ]                                        | [ 都 49 ]                                       |
| 2002年（平成14年）                              |                                                 |                                                 | 186,147                                         |                                                 | 10位                                            | 非公表                                          | 非公表                                          | 非公表                                          | 非公表                                          | [ JR 5 ]                                        | [ 都 50 ]                                       |
| 2003年（平成15年）                              |                                                 |                                                 | 186,401                                         |                                                 | 10位                                            | 非公表                                          | 非公表                                          | 非公表                                          | 非公表                                          | [ JR 6 ]                                        | [ 都 51 ]                                       |
| 2004年（平成16年）                              |                                                 |                                                 | 182,196                                         |                                                 | 10位                                            | 非公表                                          | 非公表                                          | 非公表                                          | 非公表                                          | [ JR 7 ]                                        | [ 都 52 ]                                       |
| 2005年（平成17年）                              |                                                 |                                                 | 179,978                                         |                                                 | 10位                                            | 非公表                                          | 非公表                                          | 非公表                                          | 非公表                                          | [ JR 8 ]                                        | [ 都 53 ]                                       |
| 2006年（平成18年）                              |                                                 |                                                 | 178,007                                         |                                                 | 11位                                            | 非公表                                          | 非公表                                          | 非公表                                          | 非公表                                          | [ JR 9 ]                                        | [ 都 54 ]                                       |
| 2007年（平成19年）                              |                                                 |                                                 | 181,099                                         |                                                 | 13位                                            | 非公表                                          | 非公表                                          | 非公表                                          | 非公表                                          | [ JR 10 ]                                       | [ 都 55 ]                                       |
| 2008年（平成20年）                              |                                                 |                                                 | 181,244                                         |                                                 | 13位                                            | 非公表                                          | 非公表                                          | 非公表                                          | 非公表                                          | [ JR 11 ]                                       | [ 都 56 ]                                       |
| 2009年（平成21年）                              |                                                 |                                                 | 178,413                                         |                                                 | 13位                                            | 非公表                                          | 非公表                                          | 非公表                                          | 非公表                                          | [ JR 12 ]                                       | [ 都 57 ]                                       |
| 2010年（平成22年）                              |                                                 |                                                 | 172,306                                         |                                                 | 13位                                            | 非公表                                          | 非公表                                          | 非公表                                          | 非公表                                          | [ JR 13 ]                                       | [ 都 58 ]                                       |
| 2011年（平成23年）                              |                                                 |                                                 | 174,832                                         |                                                 | 13位                                            | 非公表                                          | 非公表                                          | 非公表                                          | 非公表                                          | [ JR 14 ]                                       | [ 都 59 ]                                       |
| 2012年（平成24年）                              | 96,155                                          | 87,455                                          | 183,611                                         |                                                 | 13位                                            | 8,635                                           | 2,060                                           | 10,696                                          |                                                 | [ JR 15 ] [ 新 2 ]                              | [ 都 60 ]                                       |
| 2013年（平成25年）                              | 93,692                                          | 88,188                                          | 181,880                                         |                                                 | 13位                                            | 8,857                                           | 2,060                                           | 10,917                                          |                                                 | [ JR 16 ] [ 新 3 ]                              | [ 都 61 ]                                       |
| 2014年（平成26年）                              | 95,235                                          | 87,233                                          | 182,469                                         |                                                 | 13位                                            | 8,909                                           | 2,033                                           | 10,943                                          |                                                 | [ JR 17 ] [ 新 4 ]                              | [ 都 62 ]                                       |
| 2015年（平成27年）                              | 96,145                                          | 85,443                                          | 181,588                                         |                                                 | 13位                                            | 9,677                                           | 1,956                                           | 11,633                                          |                                                 | [ JR 18 ] [ 新 5 ]                              | [ 都 63 ]                                       |
| 2016年（平成28年）                              | 97,395                                          | 85,298                                          | 182,693                                         | 0.6%                                            | 13位                                            | 9,870                                           | 1,909                                           | 11,779                                          |                                                 | [ JR 19 ] [ 新 6 ]                              | [ 都 64 ]                                       |
| 2017年（平成29年）                              | 101,702                                         | 85,833                                          | 187,536                                         | 2.7%                                            | 13位                                            | 10,052                                          | 1,888                                           | 11,941                                          |                                                 | [ JR 20 ] [ 新 7 ]                              | [ 都 65 ]                                       |
| 2018年（平成30年）                              | 101,428                                         | 86,741                                          | 188,170                                         | 0.3%                                            | 13位                                            | 10,453                                          | 1,884                                           | 12,337                                          |                                                 | [ JR 21 ] [ 新 8 ]                              | [ 都 66 ]                                       |
| 2019年（令和元年）                              | 95,193                                          | 87,511                                          | 182,704                                         | −2.9%                                           | 13位                                            | 9,936                                           | 1,965                                           | 11,902                                          |                                                 | [ JR 22 ] [ 新 9 ]                              | [ 都 67 ]                                       |
| 2020年（令和02年）                              | 45,644                                          | 68,419                                          | 114,604                                         | −37.6%                                          | 14位                                            | 3,649                                           | 1,507                                           | 5,157                                           | −56.7%                                          | [ JR 23 ] [ 新 10 ]                             | [ 都 68 ]                                       |
| 2021年（令和03年）                              | 57,534                                          | 64,550                                          | 122,085                                         | 7.0%                                            | 14位                                            | 5,180                                           | 1,471                                           | 6,651                                           | 29.0%                                           | [ JR 24 ] [ 新 11 ]                             | [ 都 69 ]                                       |
| 2022年（令和04年）                              | 81,554                                          | 66,222                                          | 147,777                                         | 21.0%                                           | 13位                                            | 7,954                                           | 1,605                                           | 9,560                                           | 43.7%                                           | [ JR 25 ] [ 新 12 ]                             | [ 都 70 ]                                       |
| 2023年（令和05年）                              | 93,888                                          | 68,666                                          | 162,555                                         | 110.0%                                          | 13位                                            | 9,897                                           | 1,661                                           | 11,559                                          | 121.2%                                          | [ JR 1 ] [ 新 1 ]                               |                                                 |

備考
1. ↑  開業日（1883年〈明治16年〉7月28日）から1884年（明治17年）3月31日までの計248日間を集計したデータ。
2. 1 2  東京都統計年鑑に掲載されている乗車人員は、在来線のみ。

### 東京メトロ
2024年度（令和6年度）の1日平均乗降人員は189,373人である。
同社の全130駅中で渋谷駅に次ぐ第10位。この値は銀座線⇔日比谷線間の乗換人員を含まない。2001年度（平成13年度）以降は21万人前後で横ばいである。
- 銀座線⇔日比谷線間の乗換人員を含んだ、2020年度（令和2年度）の路線別1日平均乗降人員は以下のとおりである。
  - 銀座線：98,454人 - 同線内で日本橋駅、新橋駅、表参道駅、渋谷駅、赤坂見附駅に次ぐ第6位。
  - 日比谷線：90,897人 - 同線内で北千住駅、中目黒駅、茅場町駅、銀座駅、霞ヶ関駅に次ぐ第6位。

なお、各年度の推移は以下のとおりである。なお、乗降人員については、東京メトロ線内の乗降人員の数値は含まない。

#### 1日平均乗車人員（1920年代 - 1930年代）
| 1日平均乗車人員推移（東京地下鉄道） （1920年代 - 1930年代） | 1日平均乗車人員推移（東京地下鉄道） （1920年代 - 1930年代） | 1日平均乗車人員推移（東京地下鉄道） （1920年代 - 1930年代） |
| 年度                                                        | 乗車人員                                                    | 出典 （東京府）                                             |
| ----------------------------------------------------------- | ----------------------------------------------------------- | ----------------------------------------------------------- |
| 1928年（昭和03年）                                          | 13,584                                                      | [ 府 36 ]                                                   |
| 1929年（昭和04年）                                          | 11,956                                                      | [ 府 37 ]                                                   |
| 1930年（昭和05年）                                          | 8,561                                                       | [ 府 38 ]                                                   |
| 1931年（昭和06年）                                          | 8,347                                                       | [ 府 39 ]                                                   |
| 1932年（昭和07年）                                          | 8,327                                                       | [ 府 40 ]                                                   |
| 1933年（昭和08年）                                          | 7,644                                                       | [ 府 41 ]                                                   |
| 1934年（昭和09年）                                          | 11,166                                                      | [ 府 42 ]                                                   |
| 1935年（昭和10年）                                          | 12,620                                                      | [ 府 43 ]                                                   |

#### 1日平均乗車人員（1956年 - 2000年）
| 1日平均乗車人員推移（営団）（1956年 - 2000年） | 1日平均乗車人員推移（営団）（1956年 - 2000年） | 1日平均乗車人員推移（営団）（1956年 - 2000年） | 1日平均乗車人員推移（営団）（1956年 - 2000年） |
| 年度                                           | 乗車人員                                       | 乗車人員                                       | 出典 （東京都）                                |
| 年度                                           | 銀座線                                         | 日比谷線                                       | 出典 （東京都）                                |
| ---------------------------------------------- | ---------------------------------------------- | ---------------------------------------------- | ---------------------------------------------- |
| 1956年（昭和31年）                             | 104,409                                        | 未開業                                         | [ 都 4 ]                                       |
| 1957年（昭和32年）                             | 105,830                                        | 未開業                                         | [ 都 5 ]                                       |
| 1958年（昭和33年）                             | 108,753                                        | 未開業                                         | [ 都 6 ]                                       |
| 1959年（昭和34年）                             | 115,233                                        | 未開業                                         | [ 都 7 ]                                       |
| 1960年（昭和35年）                             | 30,617                                         | 6,656                                          | [ 都 8 ]                                       |
| 1961年（昭和36年）                             | 36,099                                         | 4,333                                          | [ 都 9 ]                                       |
| 1962年（昭和37年）                             | 45,952                                         | 18,692                                         | [ 都 10 ]                                      |
| 1963年（昭和38年）                             | 37,557                                         | 16,826                                         | [ 都 71 ]                                      |
| 1964年（昭和39年）                             | 44,833                                         | 23,784                                         | [ 都 12 ]                                      |
| 1965年（昭和40年）                             | 43,637                                         | 27,556                                         | [ 都 72 ]                                      |
| 1966年（昭和41年）                             | 40,536                                         | 26,251                                         | [ 都 14 ]                                      |
| 1967年（昭和42年）                             | 42,894                                         | 29,549                                         | [ 都 73 ]                                      |
| 1968年（昭和43年）                             | 65,373                                         | 47,633                                         | [ 都 74 ]                                      |
| 1969年（昭和44年）                             | 74,023                                         | 51,163                                         | [ 都 17 ]                                      |
| 1970年（昭和45年）                             | 77,964                                         | 53,493                                         | [ 都 18 ]                                      |
| 1971年（昭和46年）                             | 76,732                                         | 54,555                                         | [ 都 19 ]                                      |
| 1972年（昭和47年）                             | 75,066                                         | 57,419                                         | [ 都 75 ]                                      |
| 1973年（昭和48年）                             | 74,255                                         | 54,838                                         | [ 都 76 ]                                      |
| 1974年（昭和49年）                             | 93,329                                         |                                                | [ 都 77 ]                                      |
| 1975年（昭和50年）                             | 93,697                                         |                                                | [ 都 78 ]                                      |
| 1976年（昭和51年）                             | 53,553                                         | 38,942                                         | [ 都 79 ]                                      |
| 1977年（昭和52年）                             | 54,197                                         | 39,063                                         | [ 都 80 ]                                      |
| 1978年（昭和53年）                             | 53,737                                         | 38,477                                         | [ 都 81 ]                                      |
| 1979年（昭和54年）                             | 55,607                                         | 38,822                                         | [ 都 82 ]                                      |
| 1980年（昭和55年）                             | 57,945                                         | 39,137                                         | [ 都 83 ]                                      |
| 1981年（昭和56年）                             | 59,595                                         | 39,885                                         | [ 都 84 ]                                      |
| 1982年（昭和57年）                             | 59,868                                         | 39,753                                         | [ 都 85 ]                                      |
| 1983年（昭和58年）                             | 59,781                                         | 41,213                                         | [ 都 86 ]                                      |
| 1984年（昭和59年）                             | 62,860                                         | 42,792                                         | [ 都 87 ]                                      |
| 1985年（昭和60年）                             | 64,540                                         | 42,438                                         | [ 都 88 ]                                      |
| 1986年（昭和61年）                             | 66,693                                         | 44,540                                         | [ 都 89 ]                                      |
| 1987年（昭和62年）                             | 70,120                                         | 45,940                                         | [ 都 90 ]                                      |
| 1988年（昭和63年）                             | 73,532                                         | 49,666                                         | [ 都 91 ]                                      |
| 1989年（平成元年）                             | 75,677                                         | 52,559                                         | [ 都 92 ]                                      |
| 1990年（平成02年）                             | 79,200                                         | 54,940                                         | [ 都 93 ]                                      |
| 1991年（平成03年）                             | 77,566                                         | 55,626                                         | [ 都 94 ]                                      |
| 1992年（平成04年）                             | 78,200                                         | 54,332                                         | [ 都 40 ]                                      |
| 1993年（平成05年）                             | 77,619                                         | 53,252                                         | [ 都 41 ]                                      |
| 1994年（平成06年）                             | 75,452                                         | 52,405                                         | [ 都 42 ]                                      |
| 1995年（平成07年）                             | 75,019                                         | 52,019                                         | [ 都 43 ]                                      |
| 1996年（平成08年）                             | 74,063                                         | 51,058                                         | [ 都 44 ]                                      |
| 1997年（平成09年）                             | 73,589                                         | 48,159                                         | [ 都 95 ]                                      |
| 1998年（平成10年）                             | 71,699                                         | 45,918                                         | [ 都 46 ]                                      |
| 1999年（平成11年）                             | 68,926                                         | 44,413                                         | [ 都 47 ]                                      |
| 2000年（平成12年）                             | 67,085                                         | 43,827                                         | [ 都 96 ]                                      |

#### 1日平均乗車人員・乗降人員（2001年以降）
| 1日平均乗車人員・乗降人員推移（営団／東京メトロ）（2001年以降） | 1日平均乗車人員・乗降人員推移（営団／東京メトロ）（2001年以降） | 1日平均乗車人員・乗降人員推移（営団／東京メトロ）（2001年以降） | 1日平均乗車人員・乗降人員推移（営団／東京メトロ）（2001年以降） | 1日平均乗車人員・乗降人員推移（営団／東京メトロ）（2001年以降） | 1日平均乗車人員・乗降人員推移（営団／東京メトロ）（2001年以降） | 1日平均乗車人員・乗降人員推移（営団／東京メトロ）（2001年以降） | 1日平均乗車人員・乗降人員推移（営団／東京メトロ）（2001年以降） | 1日平均乗車人員・乗降人員推移（営団／東京メトロ）（2001年以降） |
| 年度                                                            | 乗車人員                                                        | 乗車人員                                                        | 乗降人員                                                        | 乗降人員                                                        | 乗降人員                                                        | 出典                                                            | 出典                                                            | 出典                                                            |
| 年度                                                            | 銀座線                                                          | 日比谷線                                                        | 合計                                                            | 増加率                                                          | 順位                                                            | 営団／メトロ                                                    | 東京都                                                          |                                                                 |
| --------------------------------------------------------------- | --------------------------------------------------------------- | --------------------------------------------------------------- | --------------------------------------------------------------- | --------------------------------------------------------------- | --------------------------------------------------------------- | --------------------------------------------------------------- | --------------------------------------------------------------- | --------------------------------------------------------------- |
| 2001年（平成13年）                                              | 64,595                                                          | 43,419                                                          | 209,567                                                         | −4.6%                                                           | 7位                                                             | [ メ 2 ]                                                        | [ 都 97 ]                                                       |                                                                 |
| 2002年（平成14年）                                              | 62,647                                                          | 43,340                                                          | 205,404                                                         | −2.0%                                                           | 7位                                                             | [ メ 3 ]                                                        | [ 都 98 ]                                                       |                                                                 |
| 2003年（平成15年）                                              | 62,462                                                          | 42,484                                                          | 202,981                                                         | −1.2%                                                           | 7位                                                             | [ メ 4 ]                                                        | [ 都 99 ]                                                       |                                                                 |
| 2004年（平成16年）                                              | 61,438                                                          | 42,074                                                          | 210,121                                                         | 3.5%                                                            | 7位                                                             | [ メ 5 ]                                                        | [ 都 100 ]                                                      |                                                                 |
| 2005年（平成17年）                                              | 60,510                                                          | 41,449                                                          | 207,129                                                         | −1.4%                                                           | 7位                                                             | [ メ 6 ]                                                        | [ 都 101 ]                                                      |                                                                 |
| 2006年（平成18年）                                              | 59,997                                                          | 41,575                                                          | 206,859                                                         | −0.1%                                                           | 8位                                                             | [ メ 7 ]                                                        | [ 都 102 ]                                                      |                                                                 |
| 2007年（平成19年）                                              | 61,464                                                          | 42,519                                                          | 211,749                                                         | 2.4%                                                            | 8位                                                             | [ メ 8 ]                                                        | [ 都 103 ]                                                      |                                                                 |
| 2008年（平成20年）                                              | 61,907                                                          | 42,153                                                          | 213,522                                                         | 0.8%                                                            | 8位                                                             | [ メ 9 ]                                                        | [ 都 104 ]                                                      |                                                                 |
| 2009年（平成21年）                                              | 60,452                                                          | 41,008                                                          | 207,635                                                         | −2.8%                                                           | 8位                                                             | [ メ 10 ]                                                       | [ 都 105 ]                                                      |                                                                 |
| 2010年（平成22年）                                              | 59,655                                                          | 40,586                                                          | 204,449                                                         | −1.5%                                                           | 8位                                                             | [ メ 11 ]                                                       | [ 都 106 ]                                                      |                                                                 |
| 2011年（平成23年）                                              | 58,620                                                          | 40,008                                                          | 201,602                                                         | −1.4%                                                           | 8位                                                             | [ メ 12 ]                                                       | [ 都 107 ]                                                      |                                                                 |
| 2012年（平成24年）                                              | 63,079                                                          | 41,148                                                          | 212,509                                                         | 5.4%                                                            | 8位                                                             | [ メ 13 ]                                                       | [ 都 108 ]                                                      |                                                                 |
| 2013年（平成25年）                                              | 62,419                                                          | 41,421                                                          | 211,539                                                         | 0.5%                                                            | 8位                                                             | [ メ 14 ]                                                       | [ 都 109 ]                                                      |                                                                 |
| 2014年（平成26年）                                              | 61,808                                                          | 41,273                                                          | 210,379                                                         | −0.5%                                                           | 8位                                                             | [ メ 15 ]                                                       | [ 都 110 ]                                                      |                                                                 |
| 2015年（平成27年）                                              | 59,689                                                          | 41,667                                                          | 207,240                                                         | −1.5%                                                           | 8位                                                             | [ メ 16 ]                                                       | [ 都 111 ]                                                      |                                                                 |
| 2016年（平成28年）                                              | 59,879                                                          | 42,545                                                          | 209,130                                                         | 0.9%                                                            | 8位                                                             | [ メ 17 ]                                                       | [ 都 112 ]                                                      |                                                                 |
| 2017年（平成29年）                                              | 60,351                                                          | 43,825                                                          | 213,020                                                         | 1.9%                                                            | 9位                                                             | [ メ 18 ]                                                       | [ 都 113 ]                                                      |                                                                 |
| 2018年（平成30年）                                              | 60,693                                                          | 45,121                                                          | 215,821                                                         | 1.3%                                                            | 10位                                                            | [ メ 19 ]                                                       | [ 都 114 ]                                                      |                                                                 |
| 2019年（令和元年）                                              | 58,937                                                          | 44,702                                                          | 210,272                                                         | −2.6%                                                           | 10位                                                            | [ メ 20 ]                                                       | [ 都 115 ]                                                      |                                                                 |
| 2020年（令和02年）                                              | 34,430                                                          | 30,121                                                          | 130,271                                                         | −38.0%                                                          | 8位                                                             | [ メ 21 ]                                                       | [ 都 116 ]                                                      |                                                                 |
| 2021年（令和03年）                                              | 35,715                                                          | 31,578                                                          | 135,927                                                         | 4.3%                                                            | 9位                                                             | [ メ 22 ]                                                       | [ 都 117 ]                                                      |                                                                 |
| 2022年（令和04年）                                              | 43,351                                                          | 36,948                                                          | 162,861                                                         | 19.8%                                                           | 8位                                                             | [ メ 23 ]                                                       | [ 都 118 ]                                                      |                                                                 |
| 2023年（令和05年）                                              |                                                                 |                                                                 | 180,282                                                         | 10.7%                                                           | 9位                                                             | [ メ 24 ]                                                       |                                                                 |                                                                 |
| 2024年（令和06年）                                              |                                                                 |                                                                 | 189,373                                                         | 5.0%                                                            | 10位                                                            | [ メ 1 ]                                                        |                                                                 |                                                                 |

備考
1. ↑  1961年（昭和35年）3月28日に開業。開業日から同年3月31日までの計4日間を集計したデータ。

## 駅周辺

### 広小路口 (JR)・4 - 6番出口（東京メトロ）
- マルイシティ上野
  - 上野駅前郵便局
- アメヤ横丁

### 浅草口・東上野口 (JR)、1 - 3番出口（東京メトロ）
- 台東区役所
- 台東区役所東上野地区センター
- 東京地下鉄本社 - 1・2番出口と地下で直結している。
- 昭和通り
- 東京都道463号上野月島線（浅草通り）
- ホテルリブマックス上野駅前

### 入谷口 (JR)
- 岩倉高等学校
- 上野郵便局
- 上野七郵便局
- 日本交通技術本社
- 東京地下鉄上野検車区

- 台東保健所
- 上野学園中学校・高等学校

### 公園口 (JR)
- 上野恩賜公園
- 恩賜上野動物園
- 東京都立上野高等学校
- 国立科学博物館
- 国立西洋美術館
- 東京都美術館
- 東京国立博物館
- 東京文化会館
- 東京芸術大学上野キャンパス
- 上野の森美術館
- 上野グリーンサロン

### 不忍口（JR） ・京成線連絡通路（東京メトロ）
- 西郷隆盛像
- ヨドバシカメラマルチメディア上野
- 京成上野駅

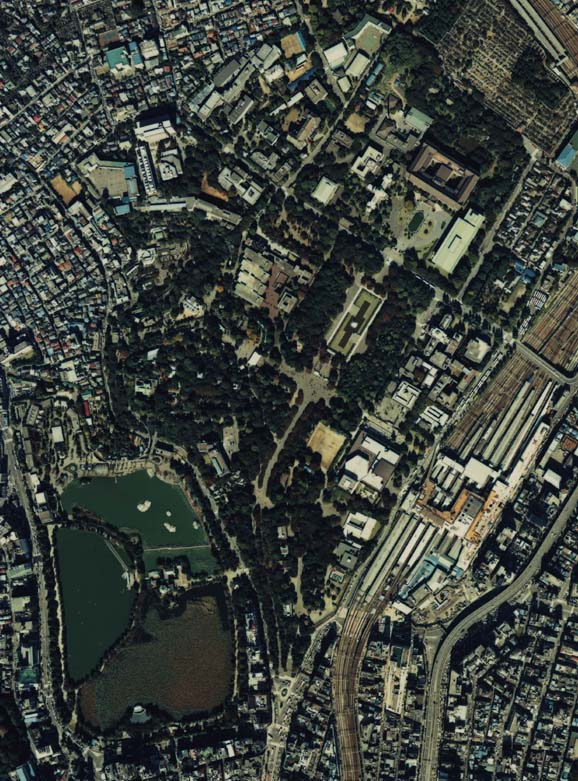
駅周辺、上野恩賜公園航空写真
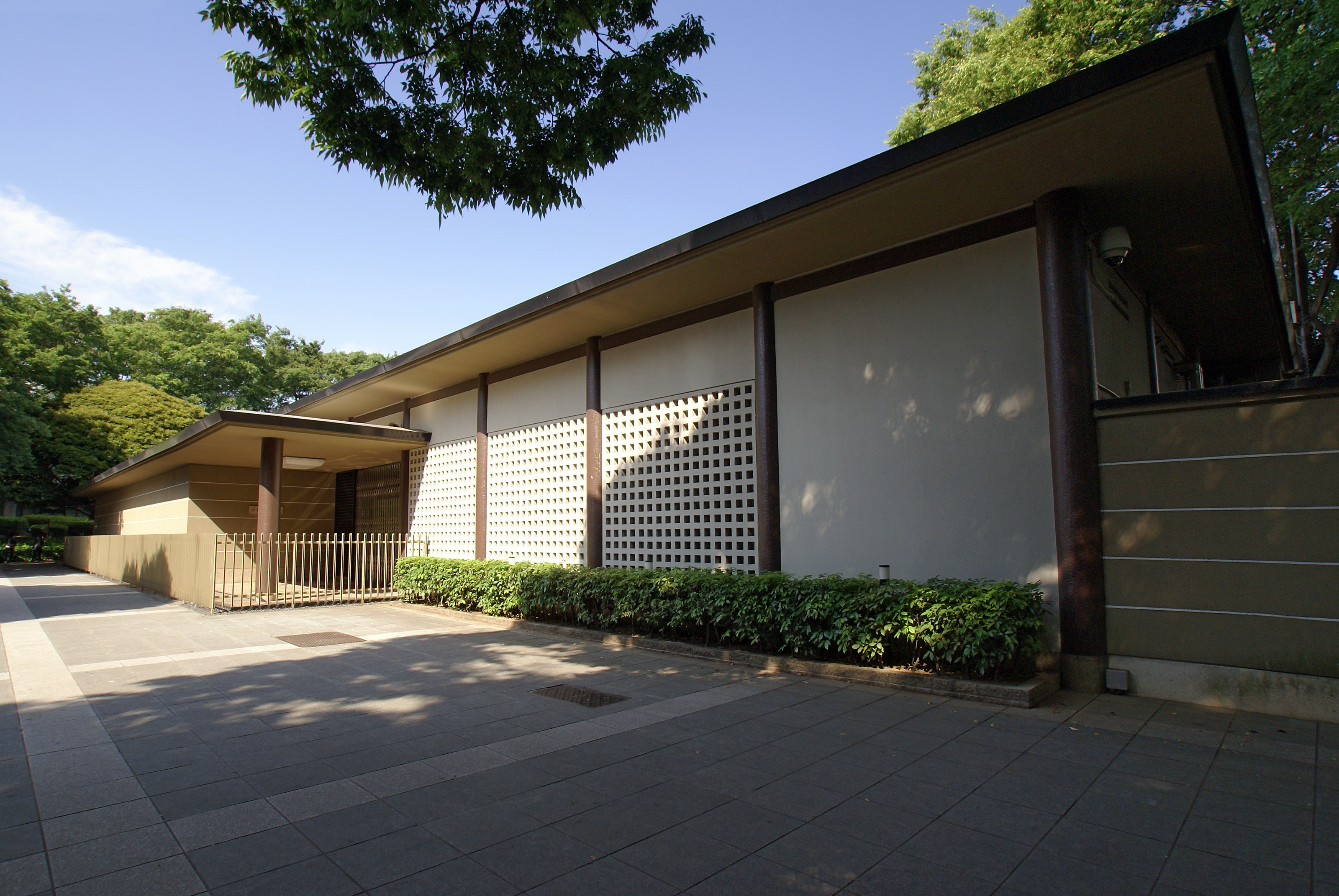
日本芸術院
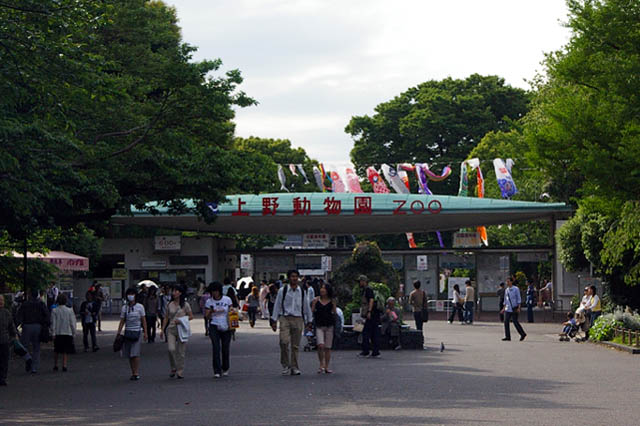
上野動物園
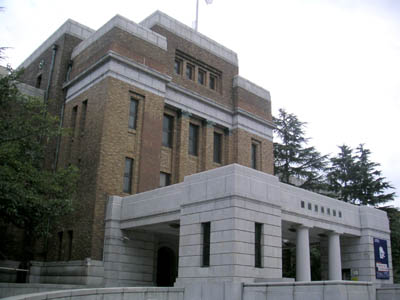
国立科学博物館本館正門
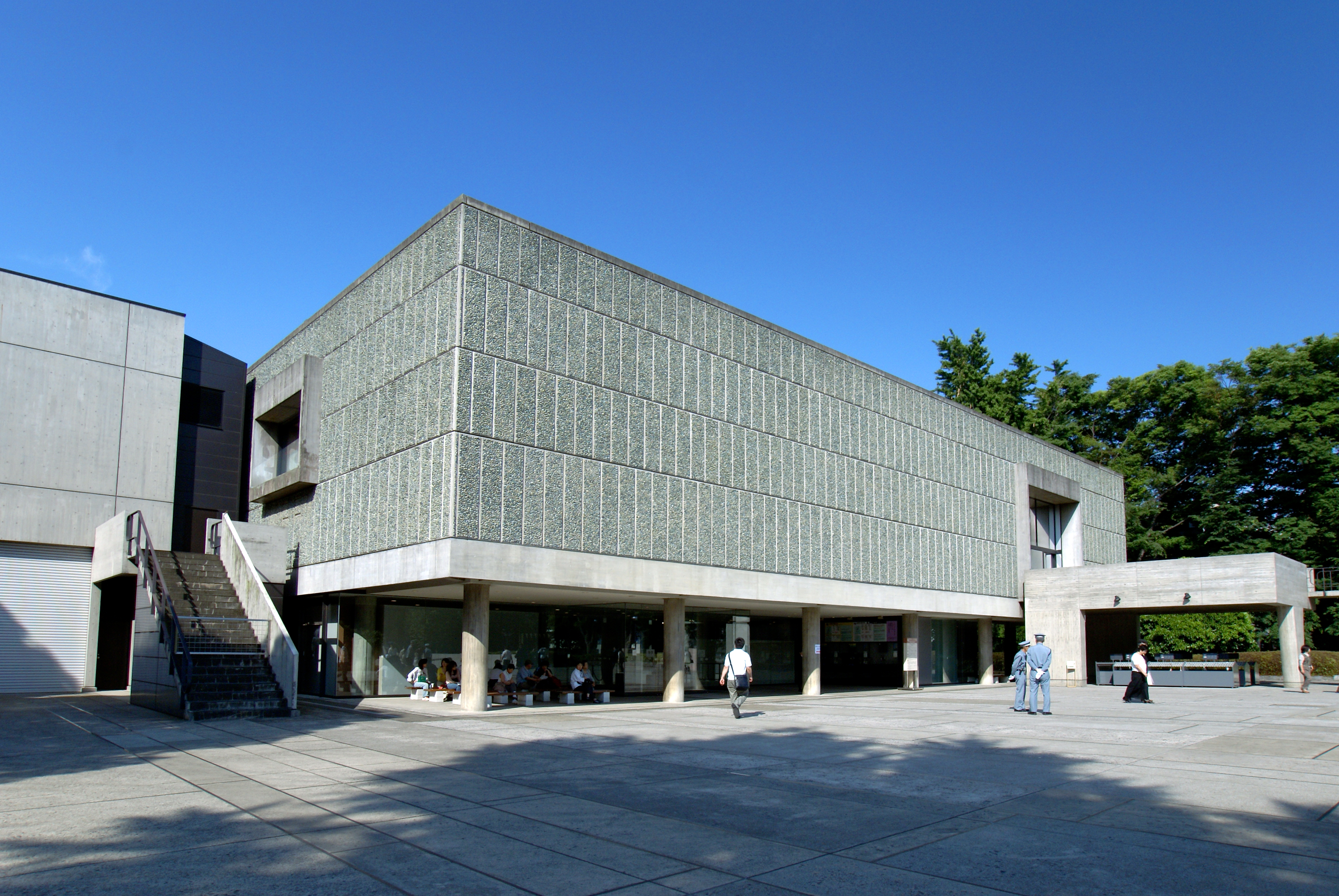
国立西洋美術館
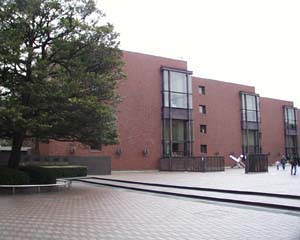
東京都美術館
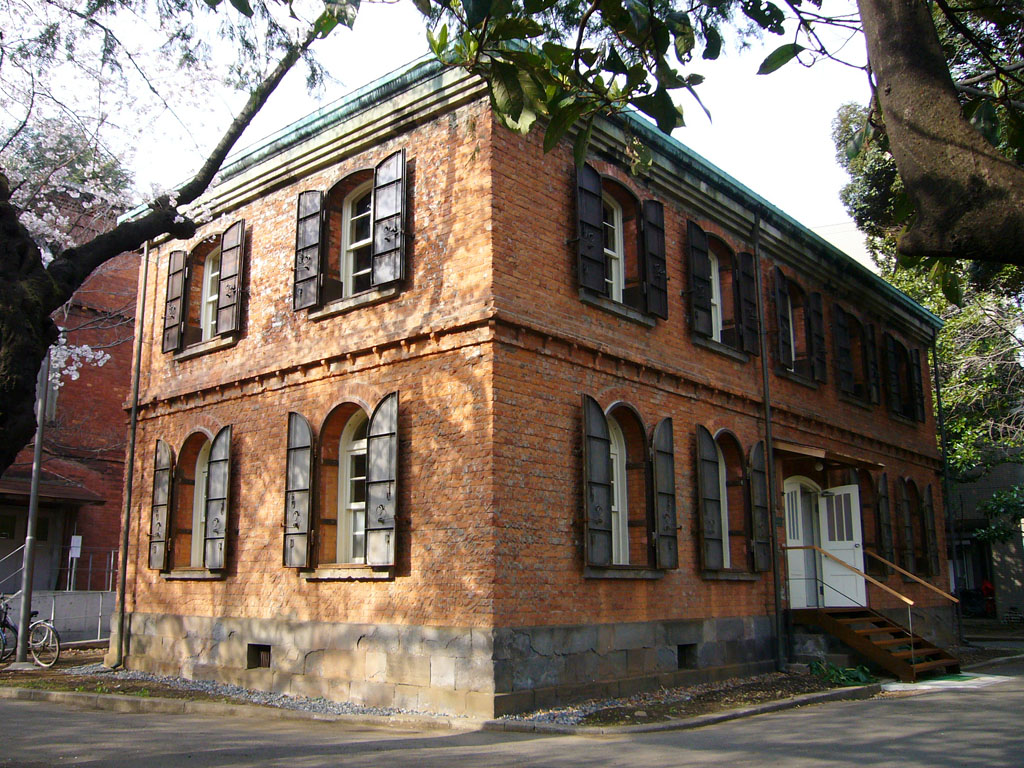
東京芸術大学上野キャンパス赤レンガ1号館
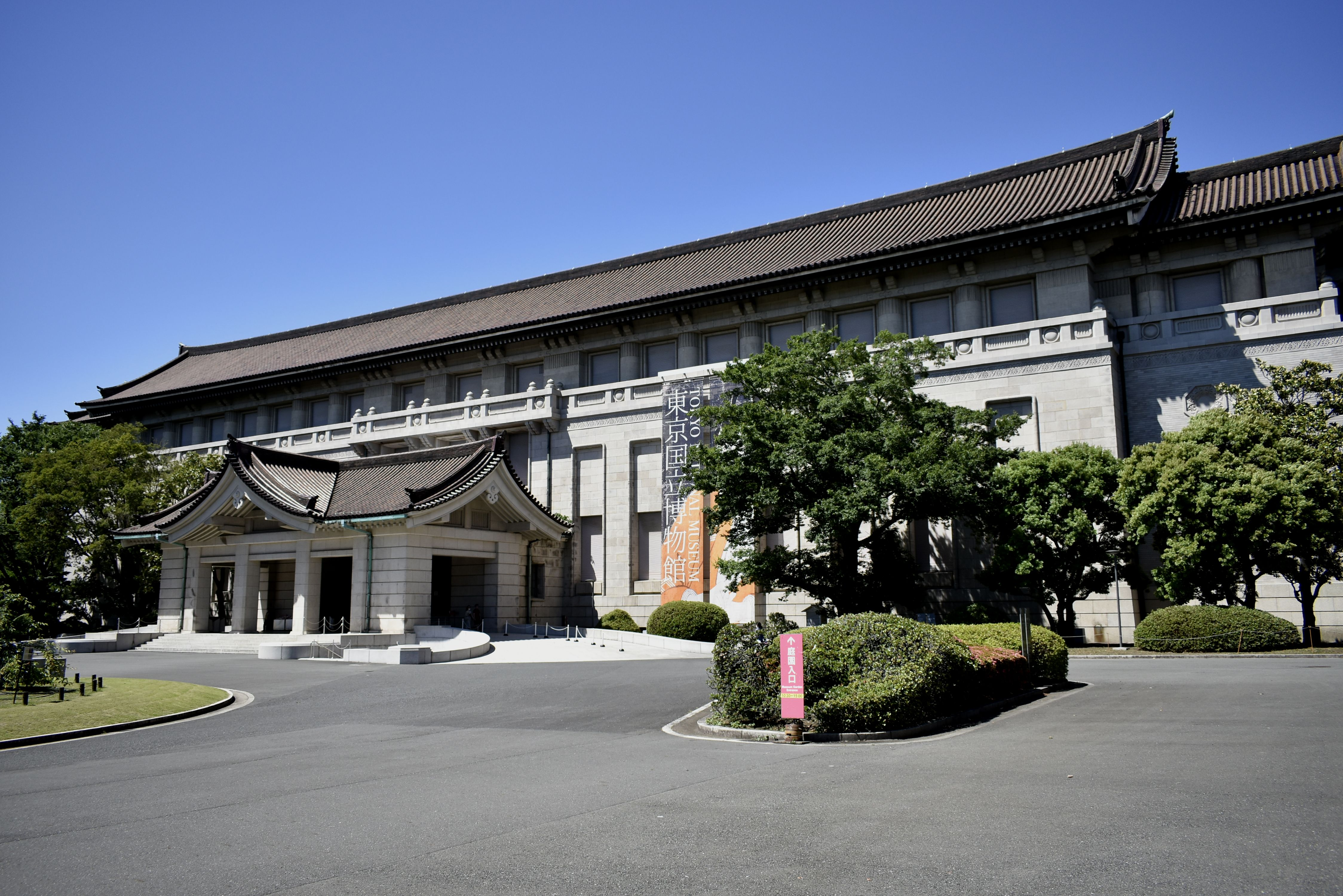
東京国立博物館本館
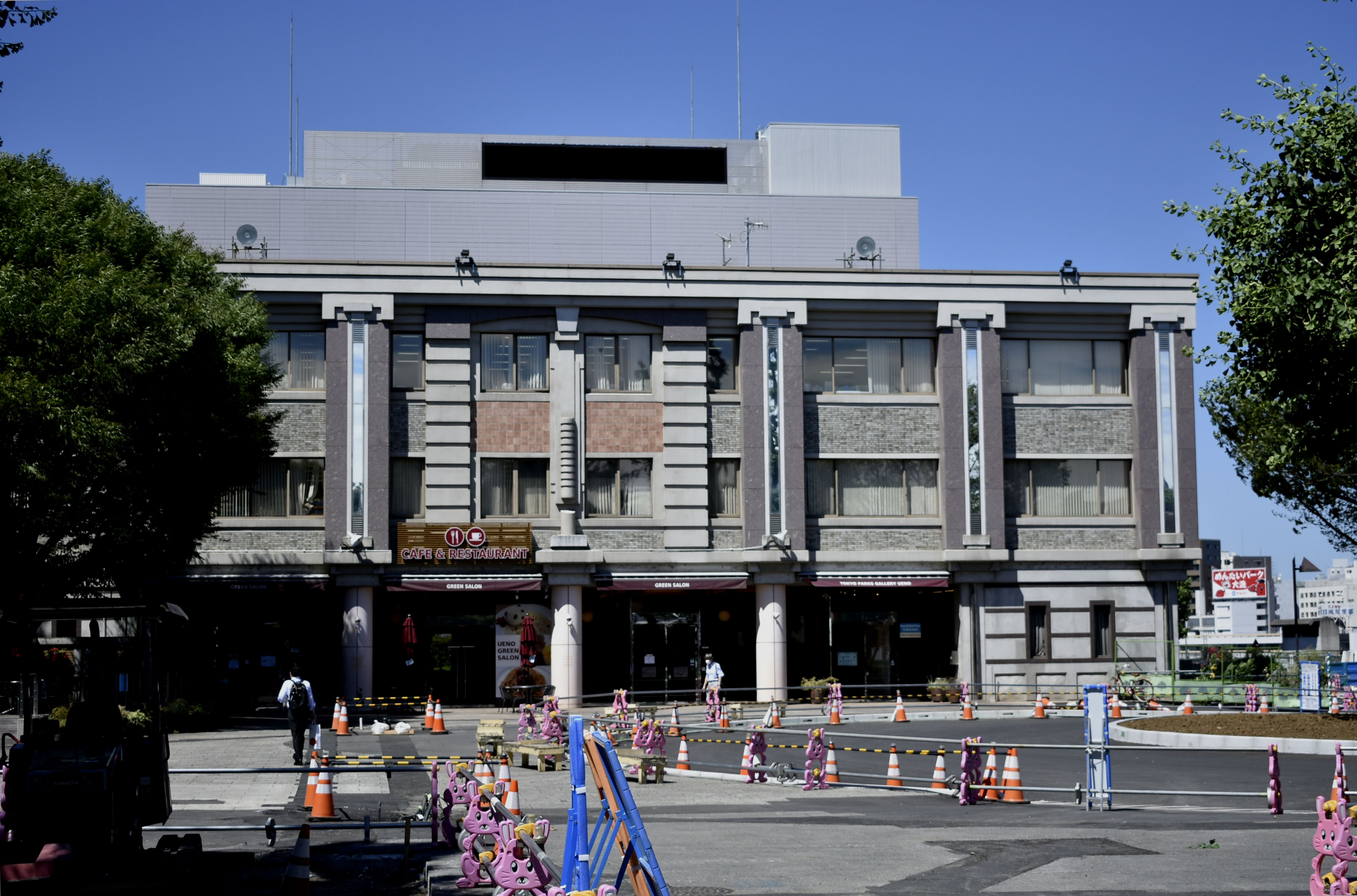
上野グリーンサロン
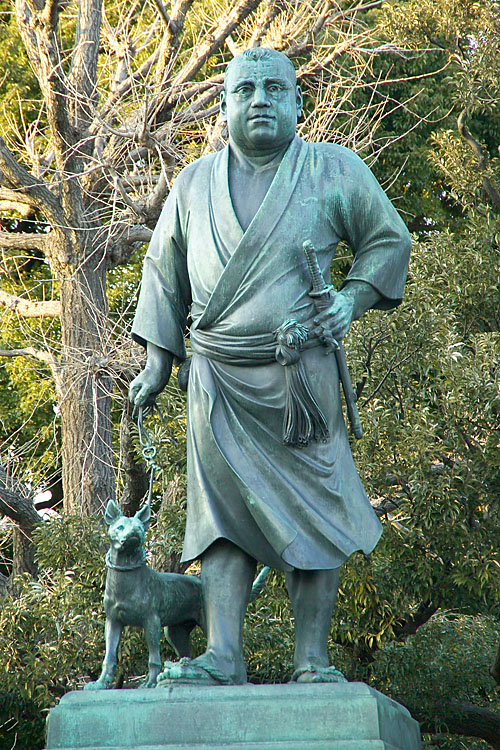
西郷隆盛像

## バス路線

### 入谷口
入谷口通り沿いに設置されているバス乗降場で、浅草口からも近い。
| 停留所名                  | 停留所名                  | 運行事業者                                 | 系統・行先                                           | 備考                                                             |
| ------------------------- | ------------------------- | ------------------------------------------ | ---------------------------------------------------- | ---------------------------------------------------------------- |
| 上野駅入谷口 (めぐりん)   | 上野駅入谷口 (めぐりん)   | 京成バス（めぐりん）                       | ぐるーりめぐりん：三ノ輪駅・浅草駅・新御徒町駅方面   |                                                                  |
| 上野駅入谷口 (めぐりん)   | 上野駅入谷口 (めぐりん)   | 日立自動車交通（めぐりん）                 | 東西めぐりん：谷中・千駄木駅・浅草駅・新御徒町駅方面 |                                                                  |
| 上野駅入谷口 (JR高速バス) | 上野駅入谷口 (JR高速バス) | JRバス関東                                 | 御殿場プレミアム・アウトレット                       |                                                                  |
| 上野駅入谷口 (JR高速バス) | 上野駅入谷口 (JR高速バス) | 秩父鉄道観光バス（JRバス関東アライアンス） | 東京ゆめぐり号：伊香保温泉・草津温泉                 |                                                                  |
| 上野駅浅草口              | 1                         | はとバス                                   | （定期観光バス）                                     | 「浅草口」と称すが、 入谷通り上にあるため、 便宜上、こちらに記載 |
| 上野駅浅草口              | 2                         | はとバス                                   | （定期観光バス）                                     | 「浅草口」と称すが、 入谷通り上にあるため、 便宜上、こちらに記載 |
| 上野駅浅草口              | 3                         | はとバス                                   | （定期観光バス）                                     | 「浅草口」と称すが、 入谷通り上にあるため、 便宜上、こちらに記載 |

### 浅草口
浅草口及び正面玄関口に面したバスロータリー。
| のりば | 停留所名         | 運行事業者                  | 系統・行先                                       | 備考                       |
| ------ | ---------------- | --------------------------- | ------------------------------------------------ | -------------------------- |
| 1      | 上野駅前         | 都営バス                    | 草39：金町駅前                                   | 平日昼間のみ運行           |
| 1      | 上野駅前         | 日の丸自動車興業            | スカイホップバス「浅草・東京スカイツリーコース」 |                            |
| 2      | 上野駅前         | 都営バス                    | 上23：平井駅前／東墨田二丁目                     |                            |
| 3      | 上野駅前         | 都営バス                    | 上46：南千住駅東口／南千住車庫前                 |                            |
| 3      | 上野駅           | - 国際興業バス - 庄内交通   | 夜行高速「夕陽号」：酒田                         |                            |
| 3      | 上野駅           | - 国際興業バス - 岩手県交通 | 夜行高速「遠野・釜石号」：山田                   |                            |
| 4      | （発着路線なし） | （発着路線なし）            | （発着路線なし）                                 | （発着路線なし）           |
| 5      | 上野駅前         | 都営バス                    | 上23・上46・草39：上野松坂屋前                   | 「草39」は平日昼間のみ運行 |
| 5      | 上野駅           |                             | 夜行高速：降車専用（酒田発／山田発）             |                            |

### 浅草口浅草通り沿い
「上野駅」停留所にて発着する。
- 日立自動車交通(めぐりん)
  - 南めぐりん：新御徒町駅・浅草橋駅北・大江戸線蔵前駅方面

### 東上野口昭和通り沿い
| 停留所名           | 運行事業者                        | 系統・行先                                                                                              | 備考 |
| ------------------ | --------------------------------- | --- | ---- |
| 上野駅前           | 弘南バス                          | - 夜行高速「パンダ号」：五所川原 - 夜行高速「パンダ号（八戸線）」・昼行便「パンダ号（スカイ線）」：青森 |      |
| 上野駅前           | - 東北急行バス - 山交バス         | 夜行高速「TOKYOサンライズ号」：新庄                                                                     |      |
| 上野駅前           | 東北急行バス                      | 夜行高速「レインボー号」：山形                                                                          |      |
| 上野駅前           | - 東北急行バス - 近鉄バス         | 夜行高速「フライングスニーカー号」：大阪                                                                |      |
| 上野駅前           | - 東北急行バス - 両備バス         | 夜行高速「ままかりライナー」：倉敷                                                                      |      |
| 上野駅前           | - 東北急行バス - 北日本観光自動車 | 夜行高速「きまっし号」：金沢                                                                            |      |
| 上野駅（降車専用） | 茨城交通                          | 常磐高速バス：東京駅日本橋口／バスタ新宿（新宿駅南口）（常陸太田発／常陸大宮発／大子発）                |      |

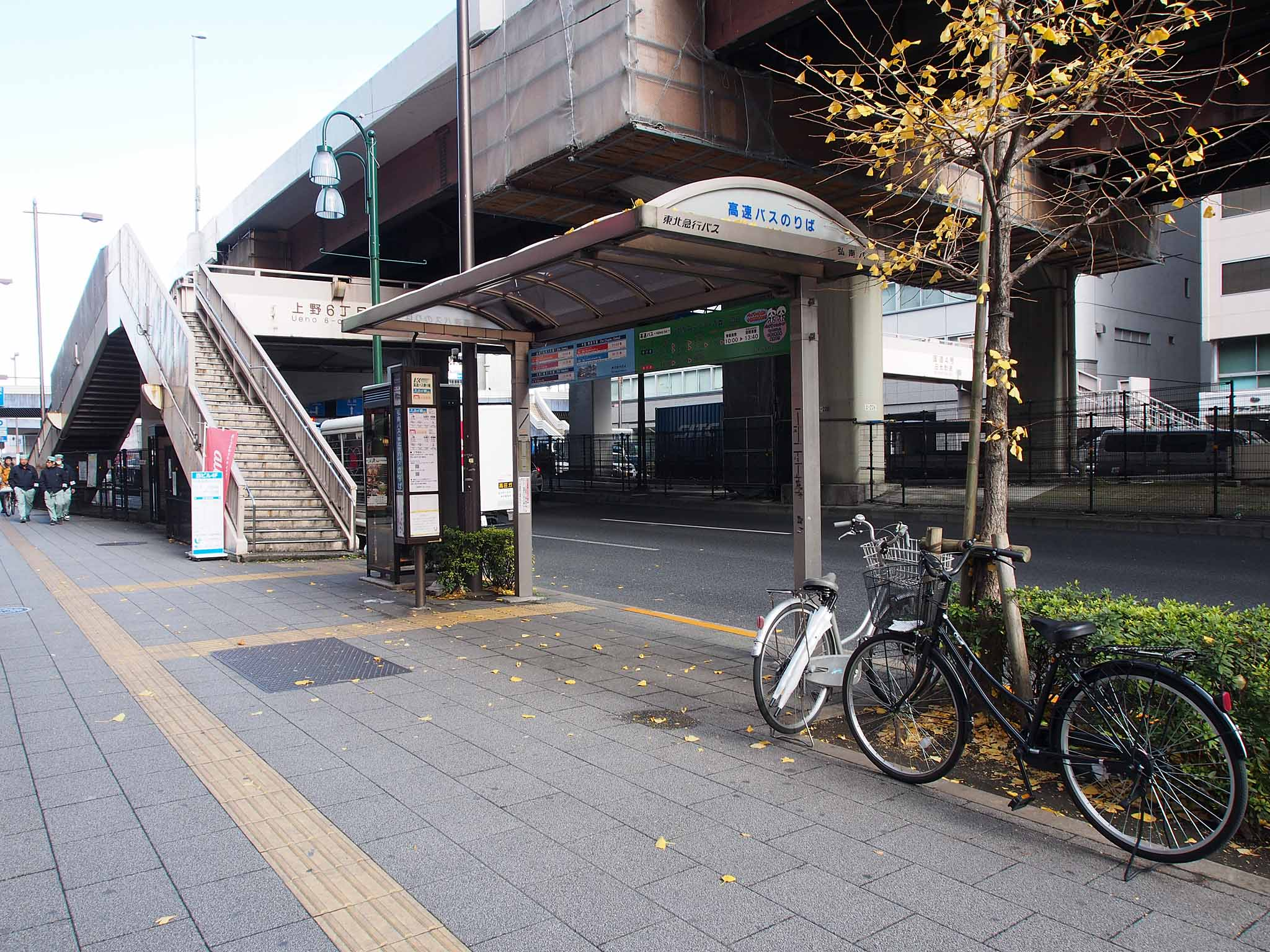
東北急行バス・弘南バスの上野駅前停留所
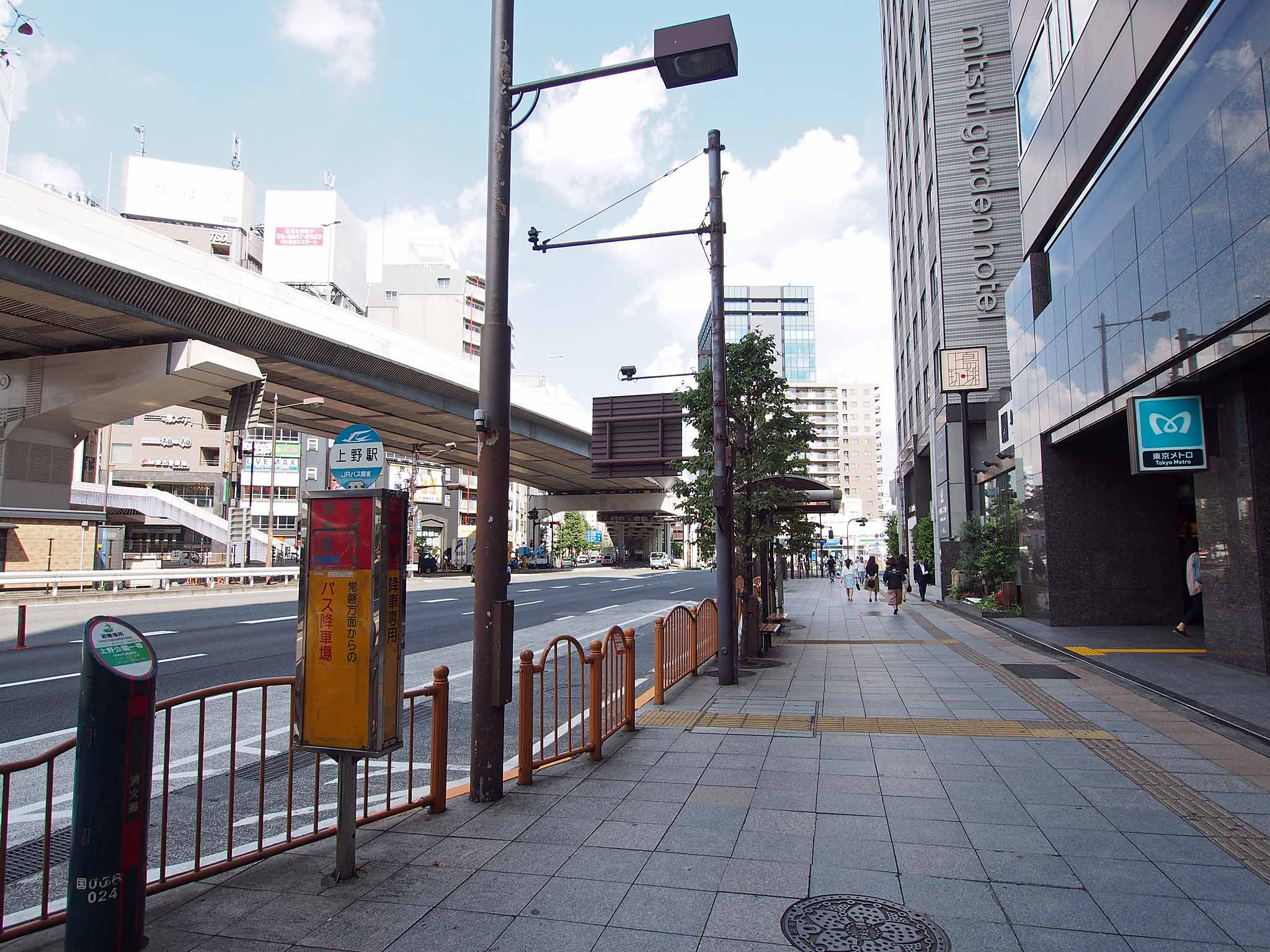
JRバスの上野駅前降車停留所

### 不忍口・京成上野駅前
| のりば | 停留所名         | 運行事業者                                    | 系統・行先                                                                        | 備考                       |
| ------ | ---------------- | --------------------------------------------- | --------------------------------------------------------------------------------- | -------------------------- |
| －     | 京成上野駅       | 台東区循環バス「めぐりん」 （日立自動車交通） | 東西めぐりん：千駄木駅・浅草駅・新御徒町駅方面                                    |                            |
| －     | 京成上野駅       | - 京成バス千葉イースト - アルピコ交通         | 夜行高速：長野駅                                                                  |                            |
| －     | 京成上野駅       | - 京成バス千葉イースト - 和歌山バス           | 夜行高速「サウスウェーブ号」：堺・和歌山方面                                      |                            |
| －     | 京成上野駅       | - 京成バス - 奈良交通                         | 夜行高速「やまと号」：五位堂駅                                                    |                            |
| －     | 京成上野駅       | 京成バス千葉イースト                          | 夜行高速：京都駅                                                                  |                            |
| 6      | 上野公園山下     | 都営バス                                      | - 草39：金町駅前 - 上23：平井駅前／東墨田二丁目 - 上01：東大構内                  | 「草39」は平日昼間のみ運行 |
| 7      | 上野公園山下     | 都営バス                                      | 上46：南千住駅東口／南千住車庫前                                                  |                            |
| 8      | 上野公園山下     | 都営バス                                      | 上23・草39：上野松坂屋前                                                          | 「草39」は平日昼間のみ運行 |
| 9      | 上野公園山下     | 都営バス                                      | 上46：上野松坂屋前                                                                |                            |
| －     | 上野公園（都営） | 都営バス                                      | - 上26：亀戸駅前 - 上60：大塚駅前／池袋駅東口 - 上58：早稲田 - 上69：小滝橋車庫前 |                            |

### 公園口
「JR上野駅公園口」にて発着する。
- 日立自動車交通(めぐりん)
  - 東西めぐりん（上野公園経由・三崎坂往復ルート）：千駄木駅・浅草駅・新御徒町駅方面

※鶯谷駅経由・日医大回りルートは経由しない。
- 東武バスセントラル
  - スカイツリーシャトル 空02(ST02)：東京スカイツリータウン行き（土休日のみ運行）

## 上野駅をモチーフにした作品
文学や歌謡曲の分野で、当駅を扱った作品が存在する。
小説
- 『JR上野駅公園口』柳美里（河出書房新社 2014年） ISBN 978430902265-9
- 『上野駅殺人事件』西村京太郎（光文社 1985年） ISBN 9784334748173
- 『終着駅殺人事件』西村京太郎（光文社 1980年） ISBN 9784334746759

写真集
- 『上野駅の幕間』本橋成一（平凡社 2013年） ISBN 4582277950

俳句・短歌
- 石川啄木の短歌 - 「ふるさとの訛なつかし停車場の人ごみの中にそを聴きにゆく」。15番線の中央改札寄りに歌碑がある。

音楽作品
- 『あゝ上野駅』 - 井沢八郎のヒット曲。歌碑が広小路口の外にある[35]ほか、16・17番線の発車メロディに採用されている。
- 大和田建樹作詞の鉄道唱歌第三集は、当駅を始発として、青森まで東北本線で行き、岩沼駅から現在の常磐線で当駅に戻ってくる。第四集は、当駅を出発した後、高崎線と信越本線を経由して新潟県の沼垂駅を目指す。

映画
- 『七人の刑事　終着駅の女』1965年製作、若杉光夫監督。

その他
- 建築においても上野駅をモチーフにして建てられた、旧南樺太（サハリン）の真岡駅（現・ホルムスク・ユージヌイ駅）があり、1992年（平成4年）まで駅舎が使用されていた。

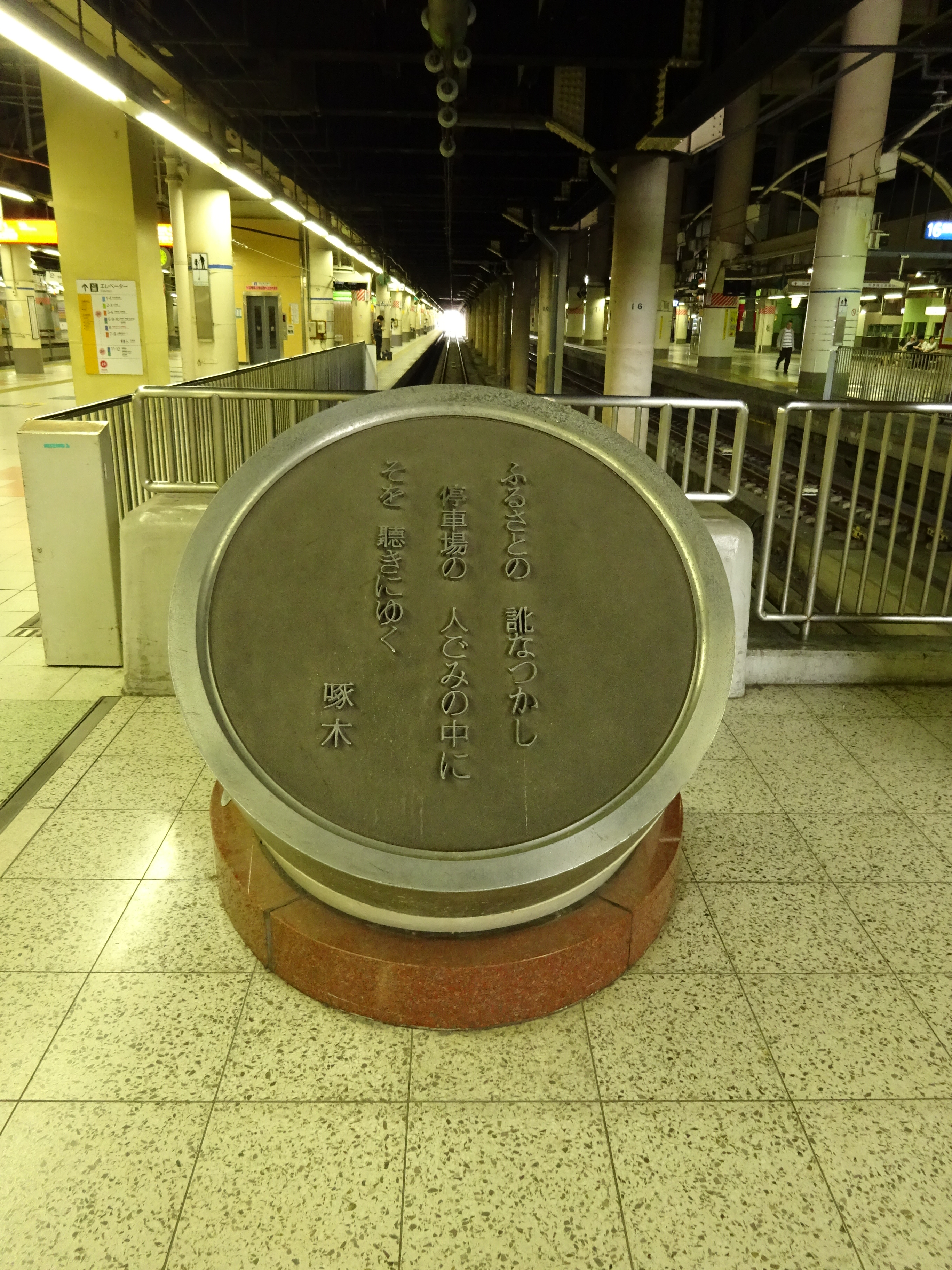
石川啄木の歌碑
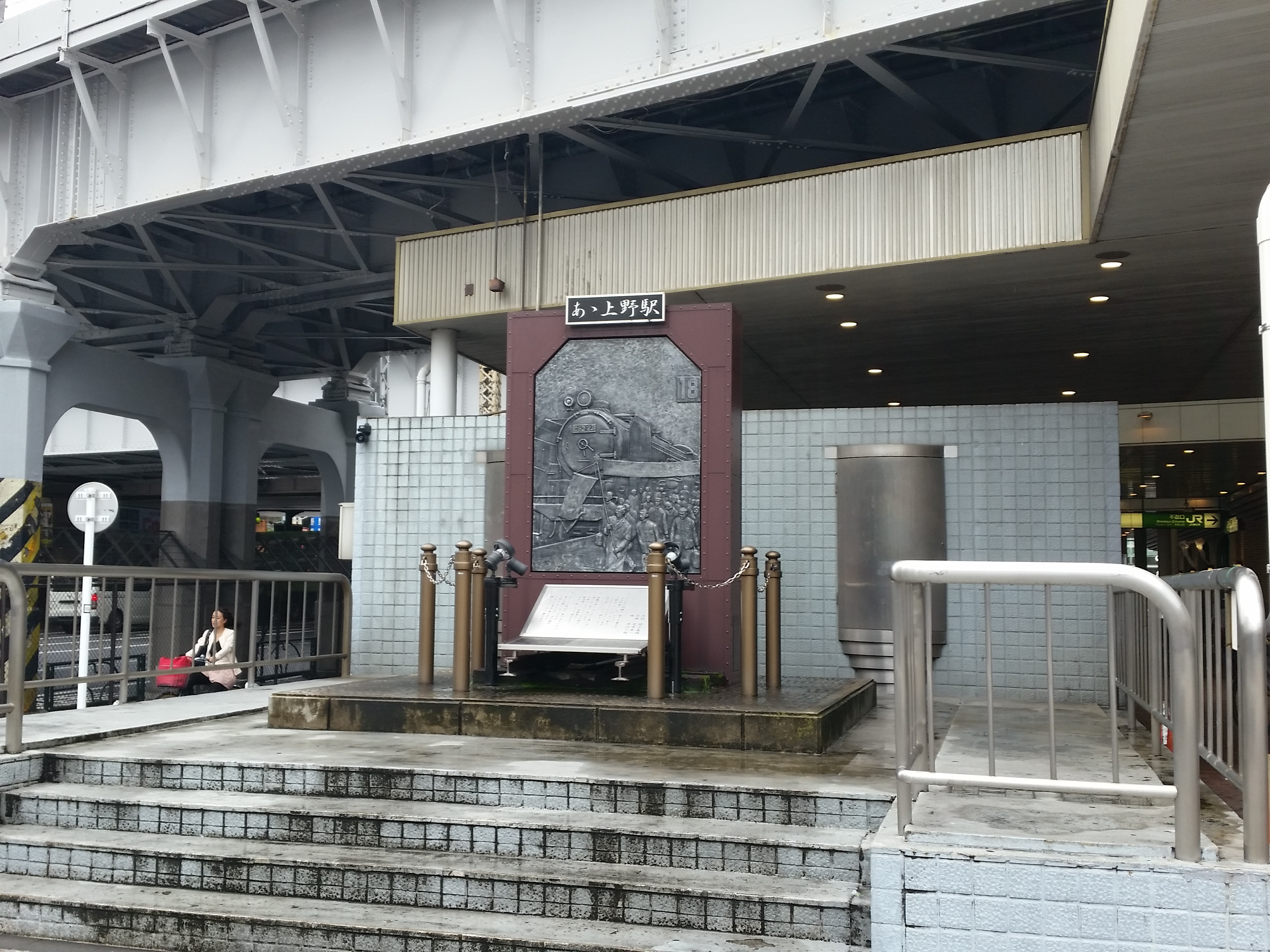
「あゝ上野駅」の歌碑
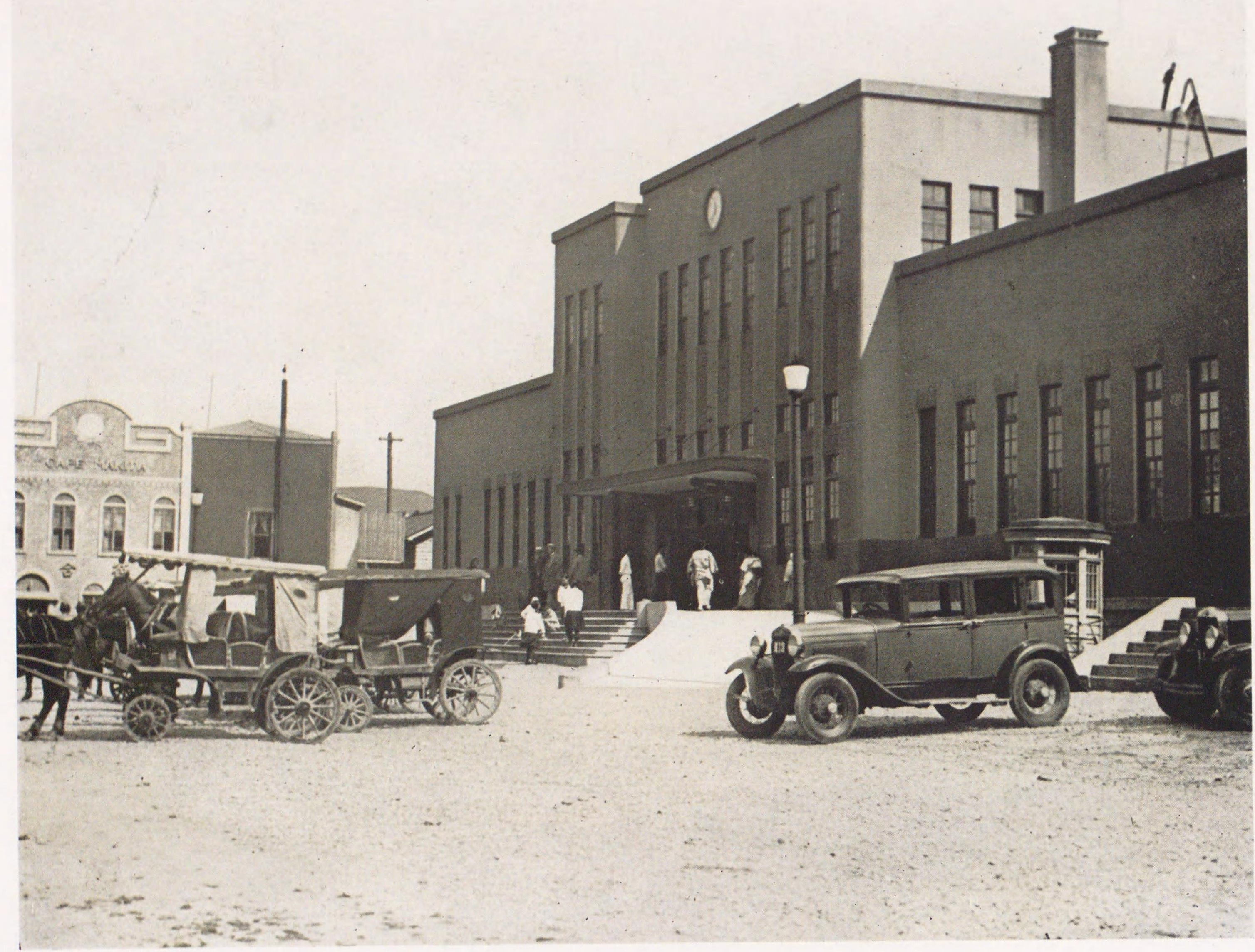
真岡駅

## 隣の駅
東日本旅客鉄道（JR東日本）
 東北・山形・秋田・北海道・上越・北陸新幹線
東京駅 - 上野駅 - 大宮駅
 宇都宮線・高崎線
- 特急「草津・四万」「あかぎ」発着駅

■快速「ラビット」「アーバン」
東京駅 (JU 01・JT 01) - 上野駅 (JU 02) - 赤羽駅 (JU 04)
■普通
東京駅 (JU 01・JT 01) - 上野駅 (JU 02) - 尾久駅 (JU 03)
 常磐線（快速）
- 特急「ひたち」「ときわ」停車駅

■特別快速・■■快速
東京駅 (JU 01・JT 01) - 上野駅 (JU 02・JJ 01) - 日暮里駅 (JJ 02)
 京浜東北線
■快速（平日）
田端駅 (JK 34) - 上野駅 (JK 30) - 秋葉原駅 (JK 28)
■快速（土休日）
田端駅 (JK 34) - 上野駅 (JK 30) - 御徒町駅 (JK 29)
■各駅停車
鶯谷駅 (JK 31) - 上野駅 (JK 30) - 御徒町駅 (JK 29)
 山手線
鶯谷駅 (JY 06) - 上野駅 (JY 05) - 御徒町駅 (JY 04)
東京地下鉄（東京メトロ）
 銀座線
上野広小路駅 (G 15) - 上野駅 (G 16) - 稲荷町駅 (G 17)
 日比谷線
- □THライナー停車駅（久喜行きは乗車のみ・恵比寿行きは降車のみの取扱い）

■THライナー以外の列車
仲御徒町駅 (H 17) - 上野駅 (H 18) - 入谷駅 (H 19)

### 記事本文